# Esdeveniments que van conduir a l'atac a Pearl Harbor

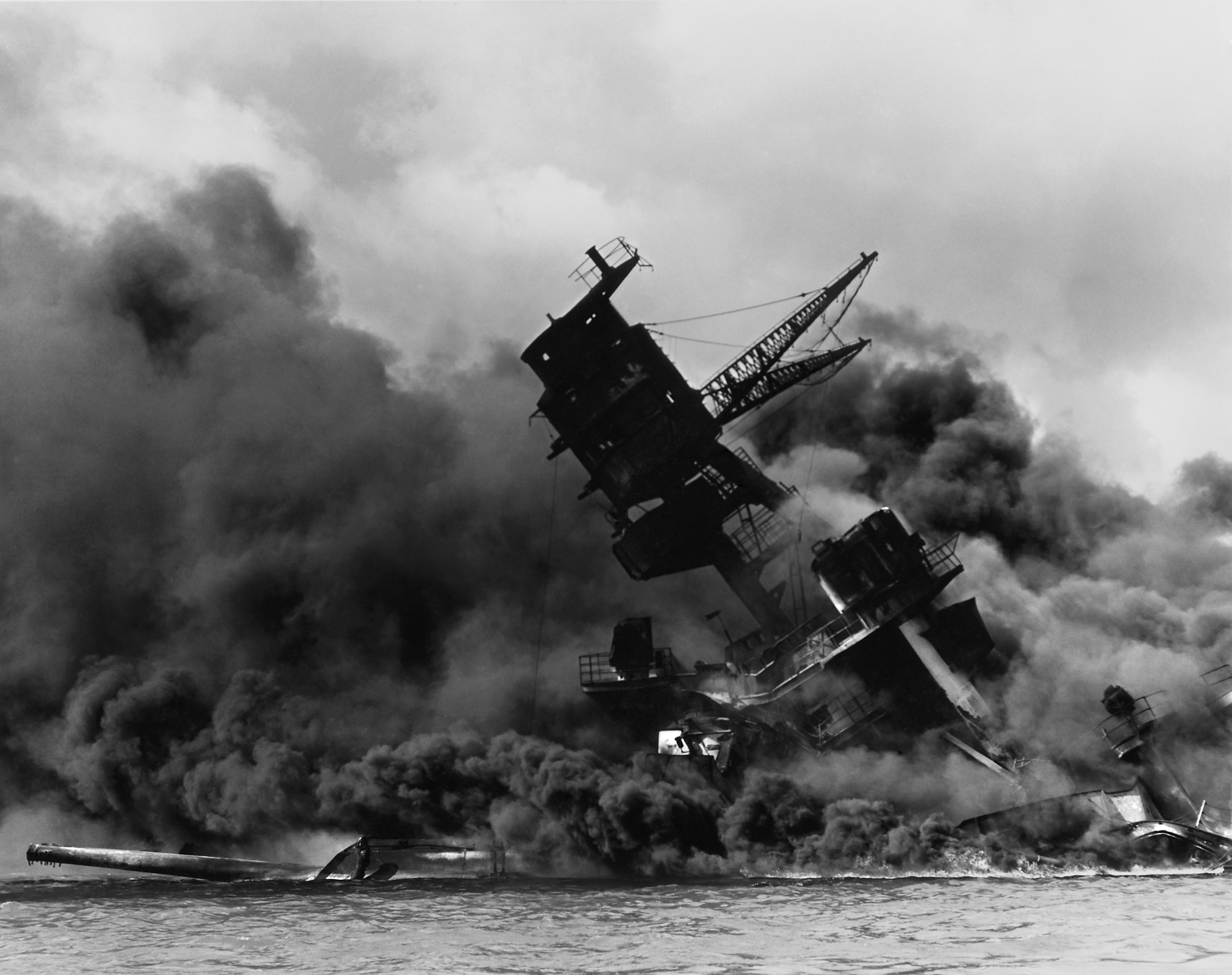
L'USS Arizona durant l'atac a Pearl Harbor.

Els esdeveniments que van conduir a l'atac a Pearl Harbor  van començar el juliol de 1940 quan els militars i polítics japonesos partidaris de l'aliança amb la Alemanya nazi i l'Itàlia feixista, que acabaven de derrotar a França - van aconseguir derrocar el primer ministre Mitsumasa Yonai, que s'havia oposat al pacte perquè considerava que portaria a la guerra amb el Regne Unit i amb els Estats Units. El gir en la política exterior del Japó va quedar confirmat el setembre quan va decidir ocupar el nord de la Indoxina francesa i va signar el Pacte Tripartit que el vinculava amb les potències europees del'Eix.
El maig de l'any següent, els Estats Units van exposar la seva posició als anomenats "Quatre Principis" presentats pel secretari d'Estat, Cordell Hull, absolutament contraris a la política expansionista japonesa, que tenia com a objectiu l'establiment d'una "zona exclusiva" a l'Àsia oriental i l'oceà Pacífic occidental anomenat Esfera de Coprosperitat de la Gran Àsia Oriental. La invasió alemanya de la Unió Soviètica a la fi de juny va ser aprofitada pel Japó per completar l'ocupació de la Indoxina francesa, cosa que va ser resposta pel president nord-americà Franklin D. Roosevelt amb la imposició d'unes dures sancions econòmiques que van incloure l'embargament de les exportacions de petroli.
Els Estats majors de l'Exèrcit Imperial Japonès i la Armada imperial japonesa, recolzats pel Ministeri de la Guerra, General Hideki Tojo, va pressionar al primer ministre Fumimaro Konoe perquè entres en guerra amb els Estats Units, i aquest dimití el 16 d'octubre quan no va poder aconseguir ampliar la data límit de  principis d'octubre  per poder concloure les converses amb els Estats Units i recórrer a la força. Es va substituir al general Tojo, que va rebre l'encàrrec de l'emperador d'esgotar totes les possibilitats per arribar a un acord diplomàtic abans de desencadenar la guerra. La nova data límit es va fixar el 30 de novembre, però els preparatius bèl·lics no es van abandonar -el pla d'atac a Pearl Harbor presentat per l'ambaixador Yamamoto va ser aprovat el 20 d'octubre, el mateix dia que es va constituir el gabinet de Tojo- i els líders polítics i militars japonesos no van fer cap concessió important a les demandes nord-americanes, excepte la retirada de les tropes japoneses del sud d'Indoxina, pel que el 26 de novembre el secretari Hull va lliurar als representants japonesos la que seria coneguda com la "Nota Hull", en la qual es va exigir al Japó no només la retirada completa d'Indoxina, sinó també de la Xina i l'abandó de l'aliança amb l'Alemanya nazi.
La "Nota Hull" va ser considerada com un ultimàtum pels dirigents japonesos i l'1 de desembre la Conferència Imperial va aprovar la guerra, encara que no es comunicaria la ruptura de les negociacions fins mitja hora abans de començar l'atac a Pearl Harbor, previst per a les 8:00 hores del diumenge 7 de desembre de 1941 (hora de Hawai), a les 13:30 hores del mateix dia a Washington DC Un problema amb el desxifrat del missatge per l'embassada japonesa va fer que el comunicat es lliurés a les 14:20 hores, quan ja feia una hora que els avions japonesos estaven bombardejant Pearl Harbor. L'endemà, el president Roosevelt es dirigia al Congrés dels Estats Units per demanar la declaració de guerra al Japó. El seu discurs de la infàmia va començar a dir: «Ahir, 7 de desembre de 1941, una data que viurà en la infàmia, els Estats Units d'Amèrica van ser atacats de forma sobtada i deliberadament per forces navals i aeris de l'Imperi japonès».

## Antecedents

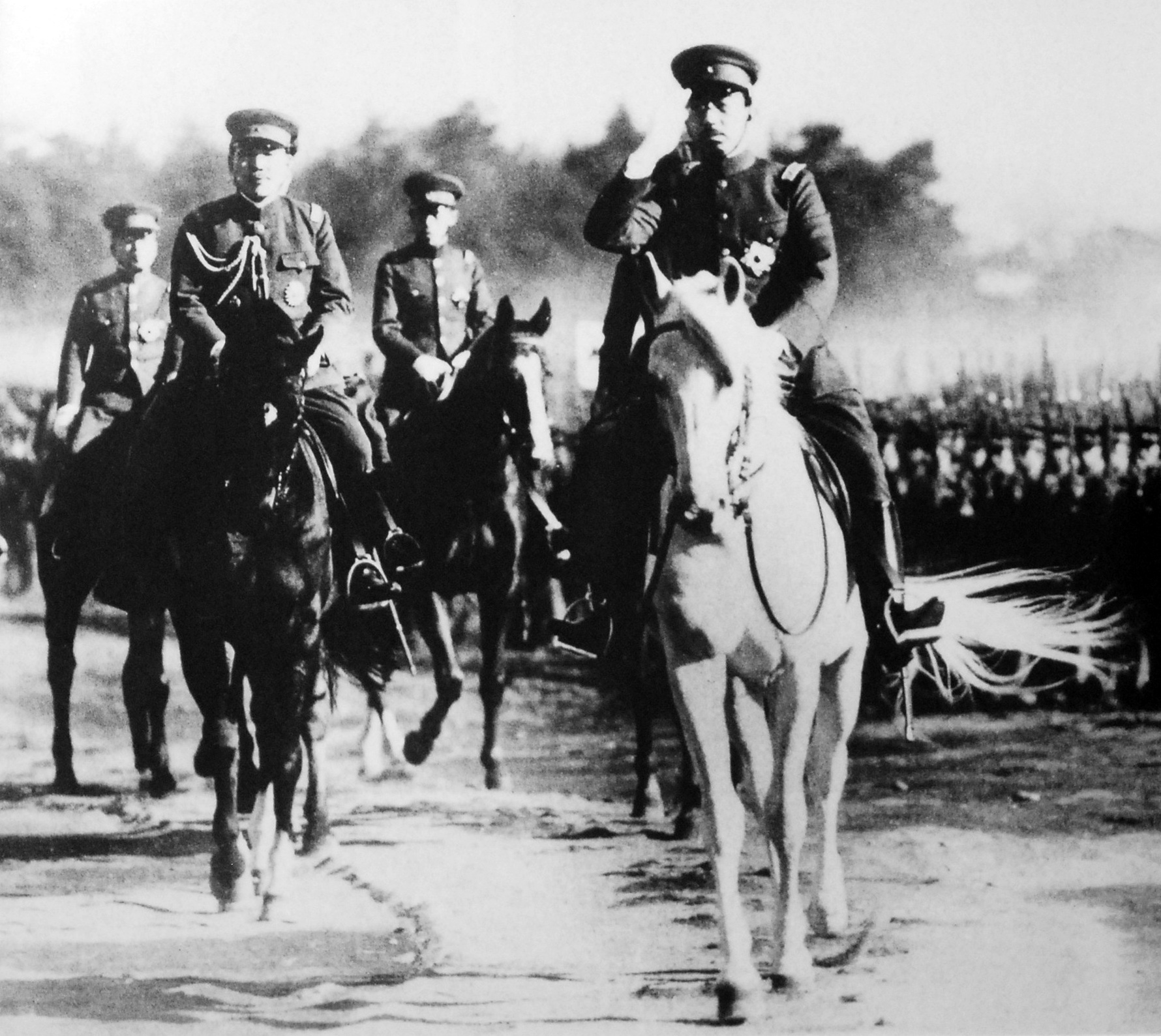
L'emperador Hirohito, a cavall, presidint una parada militar a 1938.

Japó va esdevenir una gran potència de l'Extrem Orient en l'última dècada del segle xix i la primera del segle xx, durant l'Era Meiji, gràcies a les seves ressonants victòries en la Primera Guerra Sinojaponesa (1894-1895) i en la Guerra russojaponesa (1904-1905) per les quals va obtenir la possessió de Taiwan, de l'ocupació de Corea, de la part sud de l'illa de Sakhalín, i drets d'arrendament sobre la regió xinesa de Manxúria que incloïen el control de la franja de territori per on discorria el ferrocarril del sud de Manxúria, per al que va desplegar l'Exèrcit Kwantung. L'«àrea d'influència» japonesa sobre el nord de la Xina es va consolidar i ampliar després de la Primera Guerra Mundial en què el Japó va participar del costat dels aliats vencedors, però es va veure obligat a signar el Tractat de les Nou Potències (1922), acordat després de la  Conferència de Washington, pel qual es reconeixia i garantia la sobirania i integritat territorial de la Xina i la política de portes obertes, propugnada fonamentalment per Estats Units.

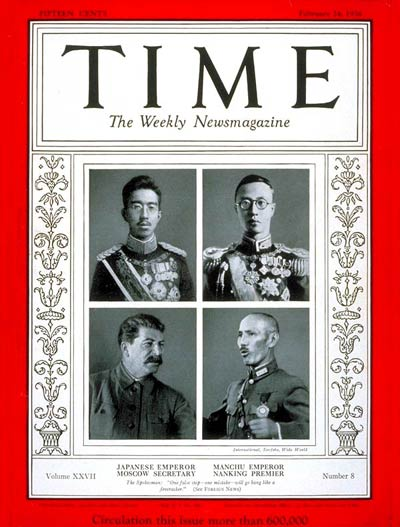
Portada de la revista Time de febrer de 1936 en què apareixen l'emperador Hirohito; Pu Yi, emperador de l'estat titella de Manxukuo; Stalin, capdavanter de la Unió Soviètica; i Chiang Kai-shek, president de la República de la Xina.

El «sistema de Washington», com se'l va anomenar, va començar a ser qüestionat pel Japó a conseqüència de l'impacte de la Gran Depressió iniciada el 1929. Les dificultats econòmiques que va portar amb si -les exportacions japoneses es van reduir a la meitat, el que es va traduir en una dràstica caiguda de les importacions d'aliments, matèries primeres i fonts d'energia, especialment petroli, de les que el Japó no tenia - reforçar als grups ultranacionalistes i militaristes, integrats també per oficials de l'Exèrcit imperial japonès, que rebutjaven la cultura occidental, propugnant en el seu lloc els valors tradicionals japonesos (« niponisme» davant a «occidentalisme»).

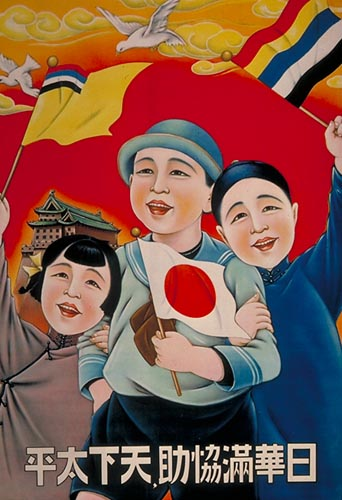
Pòster del Estat titella japonès de Manxukuo promovent l'harmonia entre els japonesos, xinesos i manxús.

Així la idea liberal de la monarquia constitucional va ser rebutjada -el seu principal defensor, el prestigiós jurista Tatsukichi Minobe, va ser acusat en 1935 del crim de «lesa majestat» i obligat a abandonar la seva càtedra de la Universitat de Tòquio - i en el seu lloc es va imposar el culte a l'emperador -presentat com un «déu vivent», encarnació de la nació -. L'any 1937 el ministre d'Educació, el general a la reserva Sadao Araki, antic líder de la facció més ultranacionalista de l'Exèrcit (Kōdōha o Facció del Camí Imperial), va promulgar una llei titulada Fonaments del Règim Nacional (Kokutai no Hongi) en la qual s'afirmava que l'emperador descendia de la deessa Amaterasu i que era la font de la vida i de la moralitat del poble. Així mateix es recalcaven les virtuts de lleialtat, patriotisme, amor filial, harmonia, esperit nacional (kokutai) i bushido (el codi dels guerrers samurais) i es condemnava l'individualisme occidental, origen de moviments indesitjables, com la democràcia, el socialisme i el comunisme.

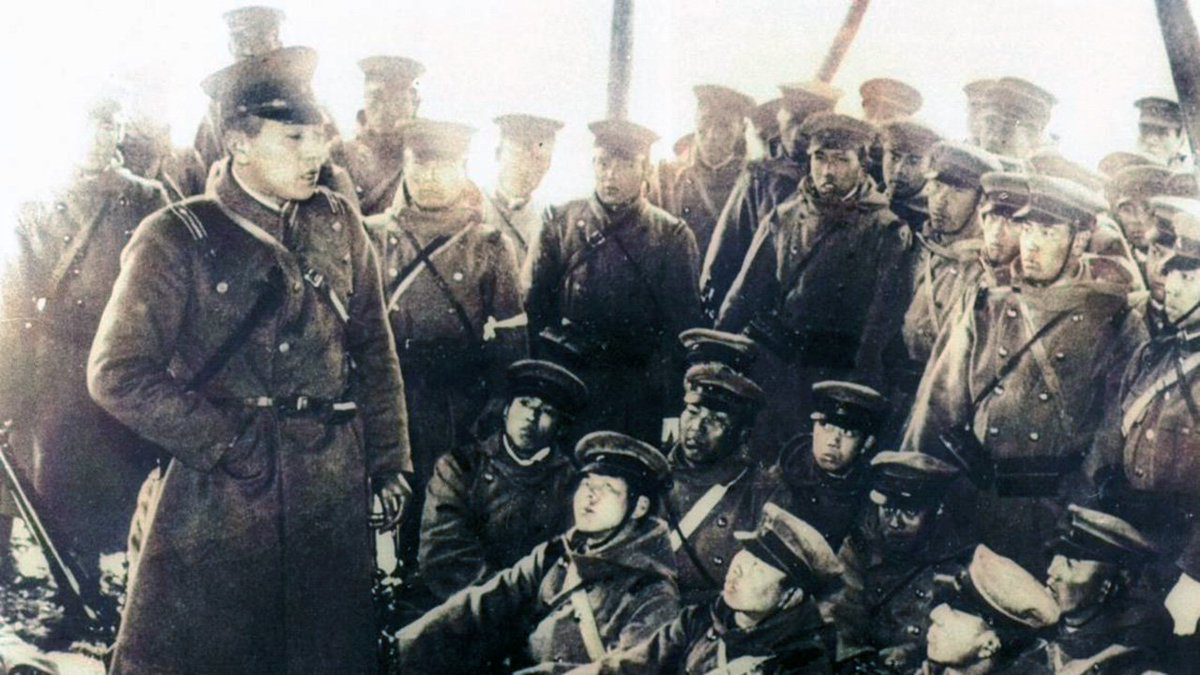
Tropes rebels en el fallit cop d'Estat anomenat Incident del 26 de febrer de 1936.

D'altra banda, des de maig de 1932 els governs japonesos van deixar de ser parlamentaris i van estar integrats en la seva majoria per persones no lligades a cap dels dos grans partits -el conservador Rikken Seiyukai i el liberal Rikken Minseitō - i per alts comandaments de l'Exèrcit i de l'Armada. La influència dels militars sobre el govern es va incrementar paradoxalment després del fracassat cop d'Estat encapçalat per la facció Kodoha, conegut com l'incident del 26 de febrer de 1936. a l'any següent es va instituir la conferència d'enllaç entre el govern i els estats majors de l'Exèrcit i l'Armada Imperials, que va ser l'organisme en el qual a partir de llavors es van prendre les grans decisions, singularment les relatives a la política exterior i la guerra, que després eren sancionades a la Conferència Imperial presidida per l'emperador i en què el president del Consell Privat formulava les preguntes en el seu nom, mentre aquest romania callat.
En política exterior els ultranacionalistes, amb un pes cada vegada més gran entre la classe dirigent civil i militar japonesa, rebutjaven el «sistema de Washington» i defensaven la creació d'una «[[Gran Esfera de Coprosperitat de l'Àsia Oriental|zona exclusiva» a Àsia i el Pacífic, en què el Japó podria aconseguir el que no obtenia del seu propi territori, encara que això suposés enfrontar-se a les potències occidentals amb importants interessos colonials i econòmics a la zona: Gran Bretanya, França, Països Baixos i Estats Units.

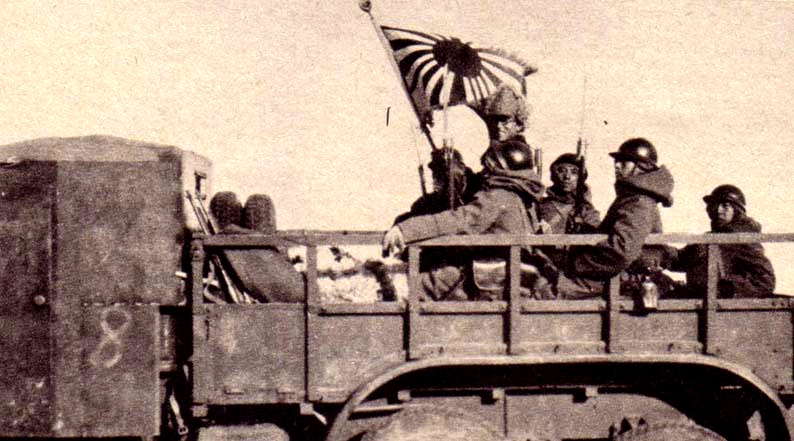
Tropes japoneses a Manxúria (1932).

Tot i que la primera concreció d'aquesta política no es va produir fins al 1936, el primer pas en la formació de la futura «Gran Àsia» va ser l'annexió de Manxúria el setembre de 1931, on el Japó va establir un Estat titella anomenat Manxukuo que no va ser reconegut per cap govern i al capdavant del qual va posar a Pu Yi, l'últim emperador de la Xina. Al març de 1933 Japó va abandonar la Societat de Nacions en senyal de protesta per l'informe de la Comissió Lytton que, després d'investigar l'«incident de Manxúria», va condemnar la intervenció japonesa i va recomanar la retirada de les seves tropes i la devolució a la Xina de la sobirania de la regió. Però la Societat de Nacions (SDN) no va anar més enllà i no va imposar cap mena de sanció al Japó. Estats Units, que no formava part de la SDN, tampoc va adoptar cap mesura. No obstant això, el Japó va quedar aïllat internacionalment, aïllament que es va accentuar quan el govern, pressionat per l'Armada, va denunciar el desembre de 1934 el Tractat Naval de Londres de 1930 sobre la limitació de vaixells de guerra. Japó va semblar trencar el seu aïllament el novembre de 1936 adherint-se al Pacte Anti-Komintern que havien signat l'Alemanya nazi i la Itàlia feixista, amb l'objectiu de buscar suports en una possible guerra amb la Unió Soviètica a la frontera del nord de la Xina, el que constituïa la principal preocupació de l'Exèrcit Imperial Japonès. Però aquesta estratègia es vindria a baix tres anys després amb la signatura del pacte germano-soviètic l'agost de 1939.

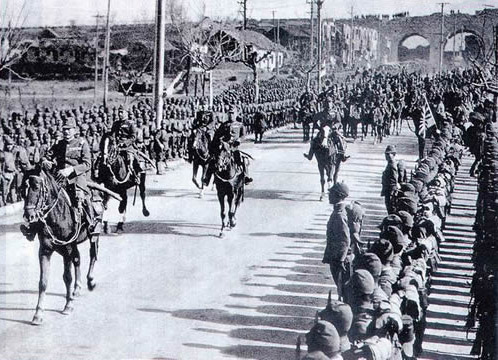
El general en cap de les forces japoneses fa la seva entrada a Nanquín (desembre de 1937).

El segon pas cap a la «Gran Àsia» va ser l'invasió de la Xina, iniciada el juliol de 1937. Després de la ràpida ocupació de Pequín els japonesos van avançar cap al sud i el novembre de 1937 prenien Xangai. Al mes següent queia la capital xinesa, Nanjing, on els soldats japonesos van deslligar una onada de saquejos i de terror -van ser assassinades unes 200000 persones,  entre soldats presoners i civils, incloses milers de dones que també van ser violades -. l'octubre de 1938 Canton va caure en poder dels japonesos, així que a finals d'aquest any ja havien ocupat una part important de la Xina, tot i que a la regió de Chongqing seguien resistint les forces del Guomindang de Chiang Kai-shek, i en la de Yan'an les del Partit Comunista Xinès de Mao Zedong.

Àsia Oriental i el Pacífic quan va començar la Segona Guerra Mundial.

Creient que la guerra de la Xina estava guanyada, el primer ministre Fumimaro Konoe va anunciar a finals de 1938 el naixement d'un «Ordre Nou» per a Àsia-que dos anys després rebria el nom de Dai To-A Kyoeiken o Gran Esfera de Coprosperitat de l'Àsia Oriental, que significava en realitat el domini pel Japó de tota la regió convertida en el seu' 'Lebensraum' 'o «espai vital» -. Però va ser un anunci prematur perquè la guerra sino-japonesa va continuar i el gener de 1939 Konoe va haver de dimitir. al mes següent els japonesos es van apoderar de l'illa de Hainan al golf de Tonquín, des d'on podien amenaçar la Indoxina francesa, a les Índies Orientals Neerlandeses ia les Filipines, llavors sota control dels Estats Units -que d'altra banda havia començat a donar suport a Chiang Kai-shek mitjançant la concessió d'un crèdit de 25 milions de dòlars-. A més, el  Congrés, a proposta del president Franklin D. Roosevelt, decidit a frenar l'expansionisme japonès, va derogar el juliol de 1939, amb efectes d'1 de gener de 1940, el Tractat de Comerç i Navegació amb el Japó de 1911, el que es preveia que tindria unes conseqüències molt negatives per a l'economia japonesa, ja que un terç de les importacions del Japó provenien dels Estats Units, i entre elles es trobaven béns vitals com la ferralla per a la indústria siderúrgica i el petroli.

## Esdeveniments de 1940

### 16 de juliol: la facció pro-Eix encapçalada per l'Exèrcit fa caure al primer ministre Yonai

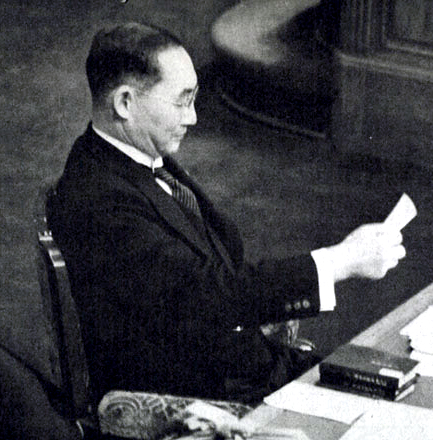
El primer ministre Mitsumasa Yonai, llegint un memoràndum a la Dieta (febrer de 1940).

Fins i tot abans que comencés la Segona Guerra Mundial a Europa, els caps militars van mantenir un intens debat sobre si el Japó havia d'aliar-se amb l'Alemanya nazi i la Itàlia feixista. L'oposició més frontal la mantenia el ministre de Marina, l'almirall Mitsumasa Yonai,  recolzat pels seus dos homes de confiança, el viceministre de Marina, l'almirall Isoroku Yamamoto, i el Cap d'Assumptes Militars del Ministeri, el vicealmirall Shigeyoshi Inoue. Els tres estaven convençuts que l'aliança amb les potències feixistes europees conduiria a la guerra amb els Estats Units i amb la Gran Bretanya, una guerra que l'Armada japonesa no estava preparada per guanyar. Així ho va manifestar el ministre Yonai en la tensa reunió del govern d'agost de 1939, aconseguint detenir l'aliança -l'emperador Hirohito va comentar: «Gràcies a l'Armada, el nostre país s'ha salvat» -. Yonai va témer ser víctima d'un atemptat perpetrat pels sectors ultranacionalistes, com ja havia succeït abans, i tement també que pogués succeir el mateix al seu viceministre, l'almirall Yamamoto, el va allunyar de Tòquio nomenant aquest mateix mes d'agost Cap de la flota Combinada, tot i que Yamamoto insistia a seguir en el Ministeri. També va nomenar per a un lloc allunyat de la capital al vicealmirall Inoue, que era un declarat antinazi, ja que havia llegit  Mein Kampf  en alemany i coneixia els comentaris menyspreadors sobre el Japó que apareixien en el llibre i que havien estat suprimits en la traducció al japonès.

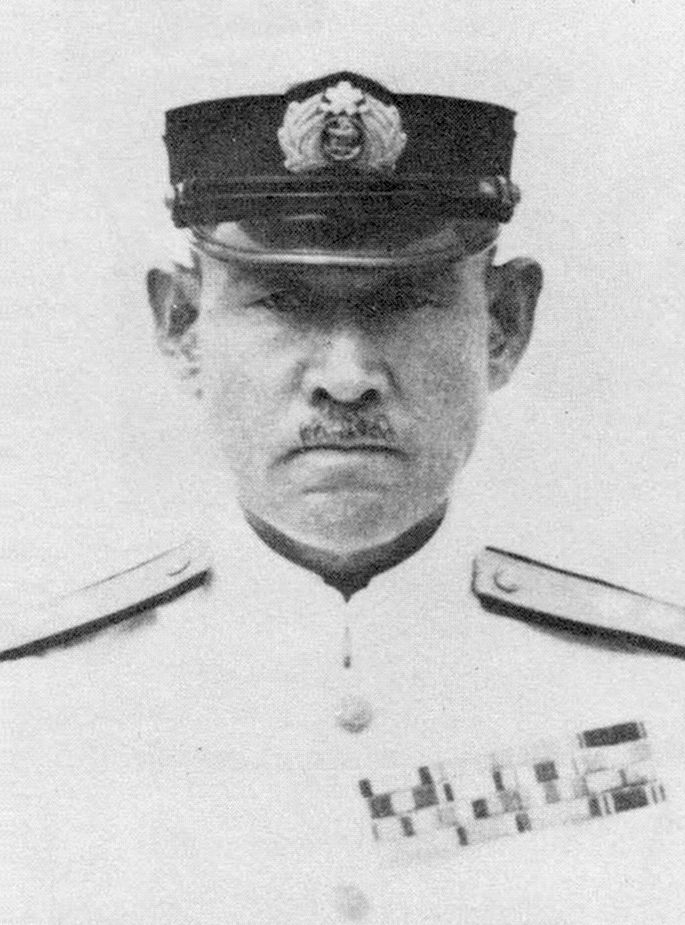
El vicealmirall Shigeyoshi Inoue que va donar suport a l'almirall Yonai en la seva oposició a l'aliança del Japó amb la Alemanya nazi.

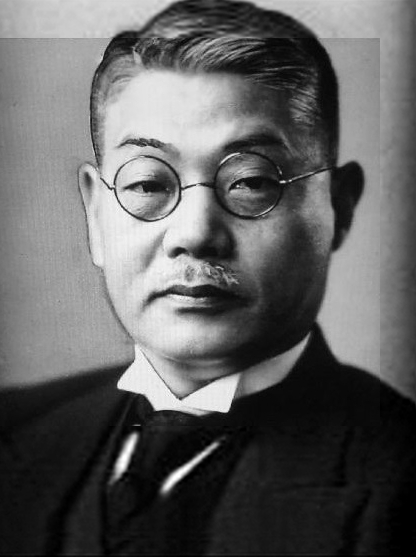
Hachiro Arita, ministre d'Afers Exteriors en el gabinet de l'almirall Yonai.

El gener de 1940 l'emperador Hirohito va nomenar a l'almirall Yonai primer ministre del Japó -amb Hachiro Arita, també oposat a l'aliança amb Alemanya i Itàlia, com a ministre d'Afers Exteriors-, però això no va acovardir als militars pro-Eix, integrats per la pràctica totalitat dels alts comandaments de l'Exèrcit Imperial Japonès i per un sector de l'Armada cada vegada més nombrós a mesura que s'anaven produint els èxits de Hitler a la guerra a Europa. Aquests militars creien que l'aliança amb les potències europees de l'Eix obligaria Gran Bretanya a deixar de donar suport a la Xina a la segona guerra sinojaponesa iniciada el 1937. A més descartaven la intervenció dels Estats Units, perquè com va dir el contraalmirall Takazumi Ika, «històricament aïllacionista, Estats Units no intentaria fer front a la poderosa aliança germano-italo-japonesa posant-se del costat de la Gran Bretanya, que ja està en declivi». No obstant això, tant els polítics i militars pro-Eix com els oposats a l'aliança coincidien en la necessitat d'establir un «nou ordre» a l'Àsia Oriental que assegurés al Japó l'accés a les matèries primeres i fonts d'energia que necessitava i que acabés amb el domini en l'àrea de les potències occidentals. El desacord residia en com aconseguir-ho.
Quan es va produir la rendició de França el juny de 1940 els alts comandaments militars van coincidir que s'havia d'aprofitar l'«oportunitat d'or» que es presentava per expandir-se cap al sud-est d'Àsia i establir una «esfera econòmica autosuficient» que aniria des de l'oceà Índic als Mars del Sud. «Mai en la nostra història hi ha hagut un moment com el present, quan és tan urgent planejar el desenvolupament del nostre poder nacional ... No hauríem de deixar escapar la favorable oportunitat que ara es presenta», es deia en la declaració de l'Exèrcit en la qual fixava la seva posició. Però per aquesta nova política, sintetitzada en la consigna «defensa al nord i avanç en el sud», es necessitava un nou govern.

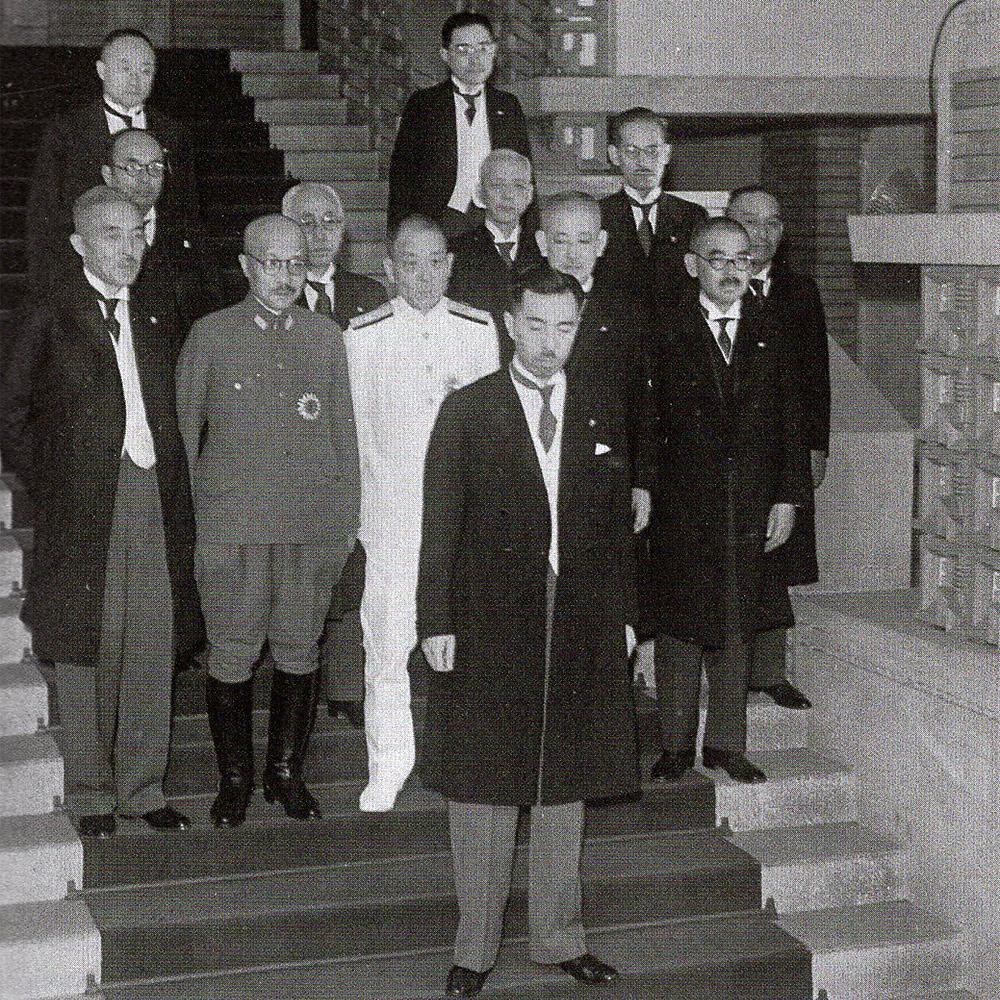
Nou govern format el juliol de 1940 presidit per Fumimaro Konoe (davant), amb el general Hideki Tōjō (segon per l'esquerra a la segona fila), ministre de la Guerra, i Yosuke Matsuoka (primer per la dreta a la segona fila), ministre d'Afers Exteriors, com a membres més destacats.

L'operació d'enderrocament del primer ministre Yonai es va posar en marxa al juliol quan el ministre de la Guerra Shunroku Hata va dimitir, negant-se l'Exèrcit a proposar un substitut el que implicava la dissolució immediata del govern. Així que Yonai no va tenir més remei que dimitir el 16 de juliol i el nou primer ministre nomenat per l'emperador l'endemà va ser el príncep Fumimaro Konoe, el candidat favorit de l'Exèrcit i que ja havia estat al capdavant del govern quan va començar el 1937 la segona guerra sinojaponesa. Les persones que van ocupar els dos llocs claus del gabinet també van ser les que va proposar l'Exèrcit: el bel·licista general Hideki Tojo, com a ministre de la guerra, i el polític i diplomàtic pro-Eix Yosuke Matsuoka, com a  ministre d'Afers Exteriors.  El 22 de juliol es va formar el nou govern i l'endemà el primer ministre Konoe va anunciar en un discurs emès per la ràdio que l'antic ordre mundial estava enfonsant i que el Japó havia d'estar preparat per donar la benvinguda al nou ordre mundial. El ministre Matsuoka ho va expressar encara més clarament:
| « | A la batalla entre la democràcia i el totalitarisme aquest últim sense cap dubte vencerà i controlarà el món. L'era de la democràcia ha acabat i el sistema democràtic està en fallida. | » |

El 27 de juliol es va reunir la conferència d'enllaç amb els estats majors de l'Exèrcit i de l'Armada en la qual es va aprovar la declaració dels «Principis Fonamentals de la Política bàsica Nacional», l'esborrany havia estat elaborat per l'Exèrcit. S'hi fixava com a objectiu instituir un nou ordre a Àsia Oriental, que segons va explicar el ministre d'Afers Exteriors Yosuke Matsuoka, consistiria en la creació d'una Gran Esfera de Coprosperitat de l'Àsia Oriental. En la conferència també es va acordar prosseguir l'avanç japonès cap al Sud-est Asiàtic, un objectiu estratègic defensat sobretot per l'Estat Major de l'Armada -per accedir als jaciments de petroli de les Índies Orientals Holandeses-, i que l'Exèrcit també va donar suport, encara que la seva major preocupació seguia estant a la frontera del nord de la Xina i de Mongòlia amb la Unió Soviètica, on a mitjans de l'any anterior havia patit una contundent derrota a la batalla de Khalkhin Gol. Segons l'historiador Antony Beevor, aquesta derrota va ser clau perquè els partidaris de «colpejar al sud», és a dir, situar com a objectiu estratègic les colònies franceses, holandeses i britàniques del sud-est asiàtic i enfrontar-se a la flota nord-americana del Pacífic, s'imposessin als partidaris de «colpejar al nord» -és a dir, fer front a la Unió Soviètica -. Finalment, la declaració propugnava l'enfortiment de les relacions amb les potències de l'Eix. «Hauríem decidit compartir el nostre destí amb Alemanya i Itàlia», va dir el subcap de l'Estat Major de l'Exèrcit.

### 23 de setembre: Japó ocupa el nord de la Indoxina francesa

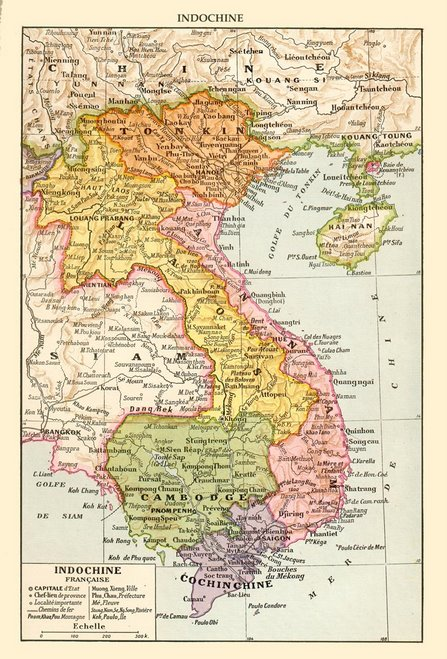
Mapa de la Indoxina francesa a la dècada de 1930.

Després de la derrota de França el juny de 1940 per l'Alemanya nazi, Japó va pressionar a les autoritats colonials franceses d'Indoxina -que depenien del  govern col·laboracionista de Vichy - perquè autoritzessin l'entrada de les seves tropes al nord d'Indoxina, el que finalment va aconseguir -iniciant-se l'ocupació el 23 de setembre -. El motiu immediat era tancar la ruta d'aprovisionament de la Xina per la qual arribava l'ajuda britànica i nord-americana al govern nacionalista de Chiang Kai-shek -Japó intentava posar fi així a l'«incident de la Xina», eufemisme utilitzat pels japonesos per referir-se a la segona guerra sinojaponesa -. Però també era una resposta a la cancel·lació a principis d'any del Tractat de Comerç i Navegació amb els Estats Units -el que li estava creant greus problemes econòmics en no poder accedir a determinades matèries primeres - i al trasllat de la base de la flota nord-americana del Pacífic a Pearl Harbor, en les illes Hawaii, decidida al gener,  el que se sumava a altres mesures acordades anteriorment pel president Roosevelt com a resposta a la invasió japonesa de la Xina.

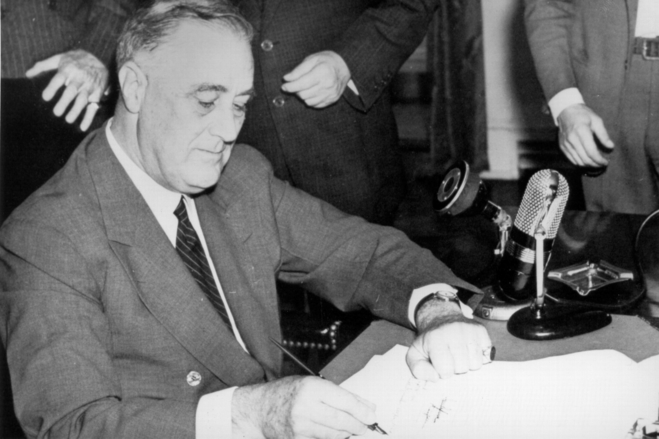
El president nord-americà Franklin D. Roosevelt al Despatx Oval l'any 1940.

Estats Units va interpretar l'ocupació del nord d'Indoxina com una nova prova del propòsit del Japó de constituir un gran imperi a l'Àsia Oriental i el 26 de setembre el president Roosevelt va ordenar l'embargament dels enviaments de ferralla, imprescindibles per a la indústria siderúrgica japonesa, i també va augmentar l'ajuda econòmica a Chiang Kai-shek. El govern de la Gran Bretanya la va entendre de la mateixa manera i va reobrir la ruta de Birmània per proveir Xina, a més de concedir un nou préstec al seu govern. els holandesos, aliats amb els britànics, es van negar a permetre l'accés del Japó a la Índies Orientals Holandeses, riques en petroli. La reacció de les potències occidentals va avivar la idea difosa pels partidaris de la guerra que el Japó estava sent sotmès al «cèrcol ABCD» (dels Estats Units, Gran Bretanya, Xina i Països Baixos).

### 27 de setembre: firma del Pacte Tripartit entre el Japó, Alemanya i Itàlia

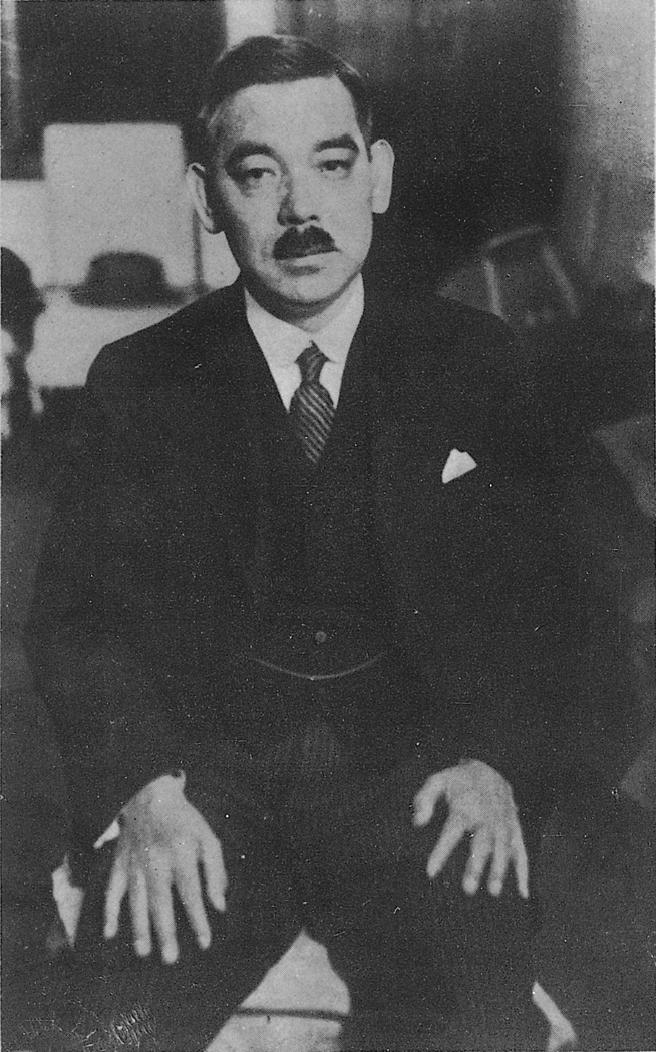
El ministre d'Afers Exteriors Yosuke Matsuoka, promotor del Pacte Tripartit.

Mentrestant, el govern del príncep Fumimaro Konoe havia estat negociant amb l'Alemanya nazi]] la signatura d'una aliança militar. La iniciativa havia partit del ministre japonès Matsuoka, que va rebre el suport entusiasta de l'Exèrcit, i a principis de setembre havia arribat a Tòquio Heinrich Stahmer, ajudant de Joachim von Ribbentrop, per iniciar les converses.
A la conferència d'enllaç del 14 de setembre en què es va aprovar l'Aliança -decisió ratificada en la Conferència Imperial celebrada cinc dies després-, Matsuoka va explicar que el Japó es trobava en una cruïlla i que la millor alternativa era aliar-se amb l'Eix, que segons ell estava a punt de derrotar a la Gran Bretanya, ja que unir-se a aquesta i als Estats Units, suposaria que «hauríem de resoldre l'Incident de la Xina com els Estats Units ens digués, abandonar la nostra esperança d'un nou ordre a Àsia Oriental, i obeir els dictats anglo-nord-americans almenys durant el següent segle». I a continuació es va preguntar retòricament: «¿Estarien satisfets amb això els centenars de milers d'esperits dels nostres soldats morts?». «Una aliança amb els Estats Units és impensable. L'únic camí que ens queda és aliar-se amb Alemanya i Itàlia», va concloure.

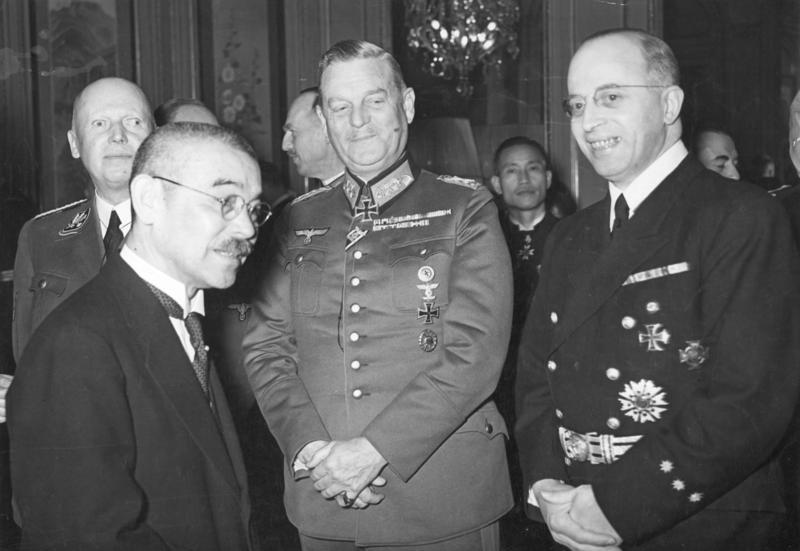
Yosuke Matsuoka (esquerra) durant la seva estada a Berlín a finals de març de 1941, acompanyat pel general Wilhelm Keitel (centre) i per Heinrich Stahmer (dreta), el diplomàtic que Hitler va enviar a Tòquio per negociar el Pacte Tripartit.

Però per a poder superar l'oposició de l'Armada a l'acord -a la qual li preocupava que l'aliança pogués conduir a una guerra amb els Estats Units, per a la qual no estava encara preparada i que si es perllongava no es podria guanyar- Matsuoka va haver de concedir que el Japó mantindria la seva independència a l'hora de decidir si entrava o no en guerra i després aconseguir que Alemanya ho acceptés -tot i la redacció final que es va donar a aquest punt no estava exempta d'ambigüitat -. Un altre element que va acabar per convèncer a l'Armada va ser la promesa d'augmentar el pressupost naval.
Matsuoka estava convençut que l'acord amb Alemanya i Itàlia reforçava la posició del Japó en les futures negociacions amb el govern de Washington. el mateix pensava el primer ministre Konoe que ho va recolzar tot i que era conscient dels riscos que comportava. Així, als consellers imperials reunits el dia abans de signar-se el pacte a Berlín, que van expressar els seus dubtes sobre el pas que s'anava a donar, els va dir: «Hem d'actuar desafiants amb els Estats Units perquè no subestimi al Japó ... Però si es presenta el pitjor escenari, el meu govern està resolt a afrontar».

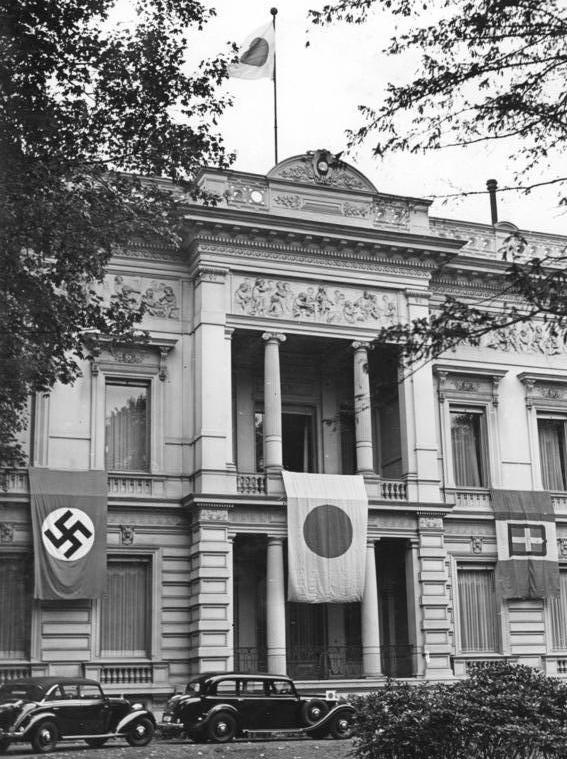
Banderes del Alemanya, Japó i Itàlia, a l'ambaixada japonesa a Berlín, setembre de 1940.

El 27 de setembre, l'endemà de conèixer-se les represàlies nord-americanes per l'ocupació del nord d'Indoxina, se signava a Berlín el Pacte Tripartit dels dos països i la Itàlia feixista, segons el qual cadascuna de les parts acudiria en ajuda de qui fos atacada per un tercer, en clara referència als Estats Units -ja que en aquell moment l'altre possible agressor, la Unió Soviètica, era un aliat d'Alemanya gràcies al Pacte Germano-Soviètic signat a finals d'agost de 1939, pocs dies abans de la invasió alemanya de Polònia que va donar principi a la Segona Guerra Mundial-. El punt clau del Tractat deia textualment: les parts contractants es comprometen a «ajudar-se els uns als altres amb tots els mitjans polítics, econòmics i militars quan una de les tres parts contractants sigui atacada per una potència que en el present no estigui involucrada en la guerra europea ni en el conflicte sinó-japonès».
El 4 d'octubre el primer ministre Konoe va declarar a la premsa: «Crec que serà millor per als Estats Units que tracti de comprendre les intencions del Japó i participi activament en la construcció del nou ordre mundial. Si els Estats Units malinterpreta deliberadament la veritable voluntat del Japó, Alemanya i Itàlia ... i continua amb les seves provocacions, no ens quedarà més opció que anar a la guerra». Aquesta nova etapa en les relacions exteriors del Japó es va reflectir immediatament en un augment de la tensió amb els Estats Units -de fet a principis de l'any següent les famílies del personal diplomàtic nord-americà van començar a abandonar Japó-.
La idea que el Pacte Tripartit seria un element dissuasiu davant els Estats Units es va mostrar completament equivocada, ja que el govern nord-americà ho va entendre com la confirmació, juntament amb l'ocupació del nord d'Indoxina, que el Japó representava una amenaça per l'Extrem Orient, de la mateixa forma que l'Alemanya nazi la representava per a Europa, i que havia de ser aturat.

## Esdeveniments de 1941

### 12 de maig: l'ambaixador japonès lliurament a Washington la resposta als «Quatre Principis» del secretari Hull

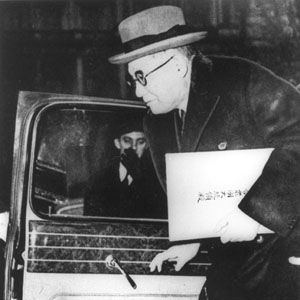
El nou ambaixador japonès Kichisaburo Nomura presenta les seves credencials al president Roosevelt (14 de febrer de 1941).

Tot i haver signat el Pacte Tripartit, el govern japonès no desitjava una guerra amb els Estats Units, a causa que aquests comptaven amb uns recursos molt superiors als del Japó i a la difícil situació econòmica per la qual travessava el país a conseqüència de l'esforç bèl·lic provocat per l'interminable «incident de la Xina», sense oblidar la seva dependència comercial respecte dels Estats Units, dels quals provenia gairebé el 90 % del petroli que consumia. Per intentar millorar les relacions amb Washington, el primer ministre japonès Konoe va nomenar com a nou ambaixador al veterà almirall Kichisaburo Nomura, que simpatitzava amb les potències occidentals, s'oposava a la guerra i més era un vell conegut del president Roosevelt.
A les converses que va mantenir Nomura amb el secretari d'Estat nord-americà Cordell Hull, aquest li va plantejar que només negociaria amb el Japó si acceptava  Quatre Principis : el respecte a la integritat territorial i a la sobirania dels països; la no-ingerència en els seus assumptes interns; el suport al principi d'igualtat d'oportunitats, que incloïa les relacions comercials; i el manteniment del  statu quo  al Pacífic, que només podria alterar-se per mitjans pacífics.

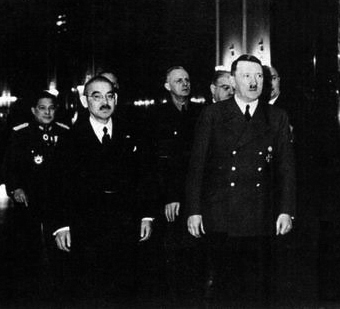
Matsuoka al costat de Hitler durant la visita que va fer a Berlín el març de 1941.

No obstant això, el ministre d'Afers Exteriors Matsuoka no va acceptar els  Quatre Principis  i va al·legar el dret del Japó a l'ús de la força, anant més enllà fins i tot del que pensaven l'Exèrcit i l'Armada imperials i el primer ministre Konoe - encara que aquest no es va atrevir a destituir-lo, ja que hauria desencadenat una crisi del seu govern -. de fet, en la conferència d'enllaç del 3 de maig, va arribar a proposar, davant l'estupefacció dels presents, que el Japó ataqués l'estratègica colònia britànica de Singapur, tal com li havien demanat Hitler i Goering en la recent visita que havia fet a Alemanya. Segons Matsuoka, la conquesta de Singapur també beneficiaria al Japó, perquè obligaria els Estats Units a replantejar-se la possibilitat d'una guerra amb ells.

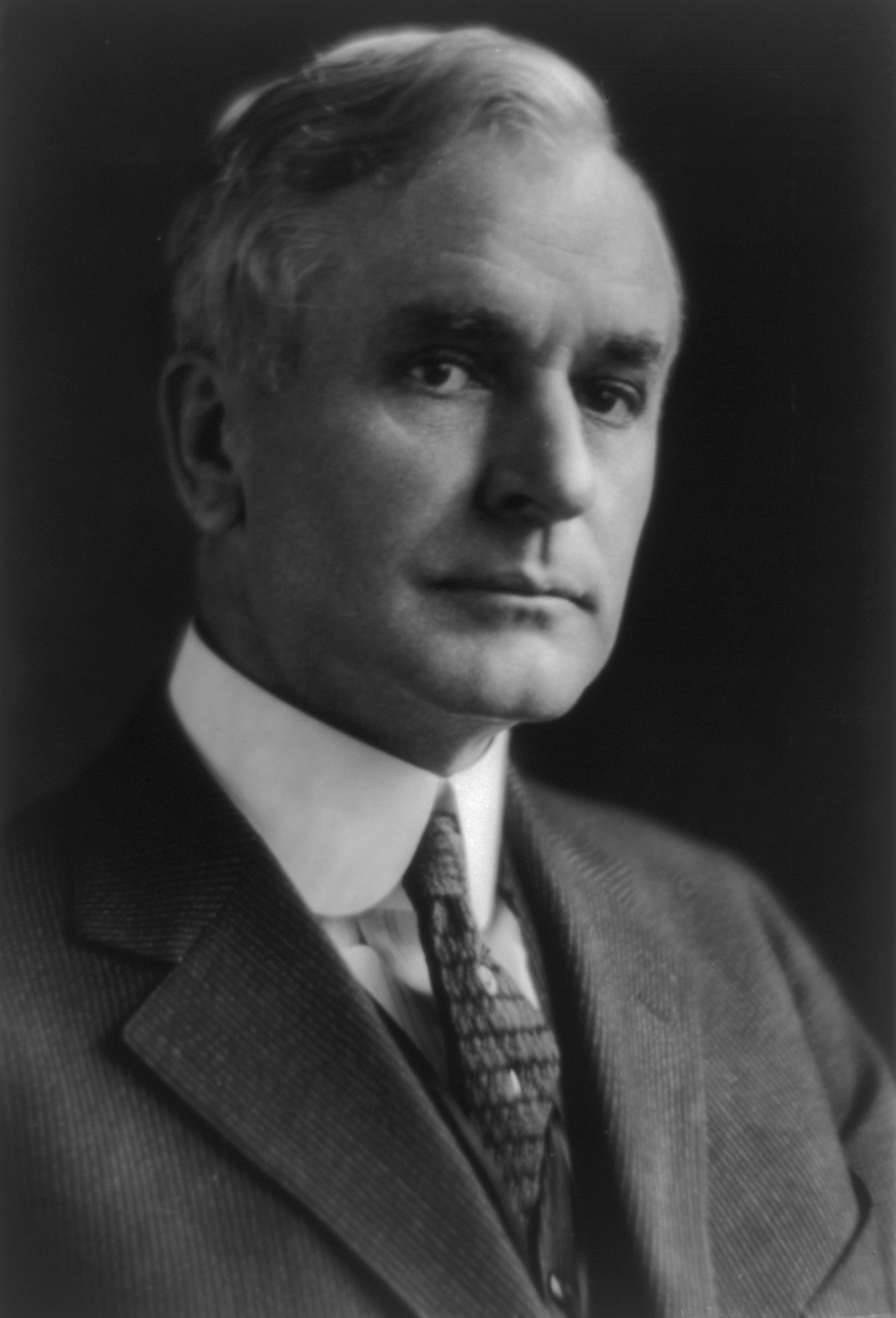
Cordell Hull, secretari d'Estat dels Estats Units.

En aquesta mateixa conferència d'enllaç, el ministre d'Afers Exteriors va presentar la resposta que havia de donar-se a la posició nord-americana i que seria coneguda com el «Pla Matsuoka», en el qual s'instava als Estats Units al fet que, juntament amb el Japó, s'esforcés «per restablir la pau a Europa» -el que implicava la negociació amb l'Alemanya nazi, cosa que Roosevelt no estava en absolut disposat a fer-, ja que retirés el seu suport al govern xinès de Chiang Kai-shek. També es demanava que les Filipines, llavors una possessió nord-americana, mantingués «un estatut de neutralitat permanent» i que «la immigració japonesa als Estats Units rebés una consideració amistosa, en termes d'igualtat amb altres nacionalitats i sense patir cap discriminació». Finalment, no considerava necessari que en l'acord que es signés amb els Estats Units es fes referència al fet que «les activitats japoneses a l'àrea del Pacífic sud-oriental s'han de dur a terme per mitjans pacífics, sense recórrer a les armes», com havia aparegut en un esborrany d'acord redactat per mitjans extraoficials, amb l'argument que «la política pacífica del govern japonès ha quedat clara en nombroses ocasions». Amb aquesta postura tan desafiant, que va sorprendre fins i tot als militars, Matsuoka pretenia abordar les negociacions amb els Estats Units des d'una posició de força doncs, segons ell, aquest era l'únic llenguatge que entenien els nord-americans - «si li dónes un cop de puny a la cara, llavors et veurà com igual i començarà a respectar-te», havia escrit Matsuoka sobre ells-.
La resposta nord-americana a l'anomenat «Pla Matsuoka», lliurat el 12 de maig per l'ambaixador Nomura al secretari Hull, es va produir el 21 de juny, coincidint amb l'inici de la invasió alemanya de la Unió Soviètica. Els Estats Units manifestaven el seu compromís amb el manteniment de la pau en el Pacífic i negava el dret del Japó a usar la força, reiterant així els  Quatre Principis , l'acceptació era necessària per a iniciar la negociació. A la nota verbal que acompanyava la resposta, el secretari Hull va criticar sense anomenar al ministre Matsuoka, contraposant la seva actitud als esforços a favor de l'enteniment que estava fent l'ambaixador Nomura. Hull es lamentava que «alguns líders japonesos que ocupen càrrecs influents estiguin clarament obstinats a una política de suport a l'Alemanya nazi i les seves ambicions de conquesta» i que si els Estats Units entrava en guerra a Europa, defensarien que «Japó lluités al costat de Hitler». «Aquest govern haurà d'esperar alguna indicació més clara que la que hem rebut fins ara que el govern japonès en el seu conjunt desitja seguir les polítiques de pau», deia també la nota, el que constituïa una petició gens velada que Matsuoka fos reemplaçat.

### 2 de juliol: la Conferència Imperial sanciona la decisió d'ocupar el sud de la Indoxina francesa

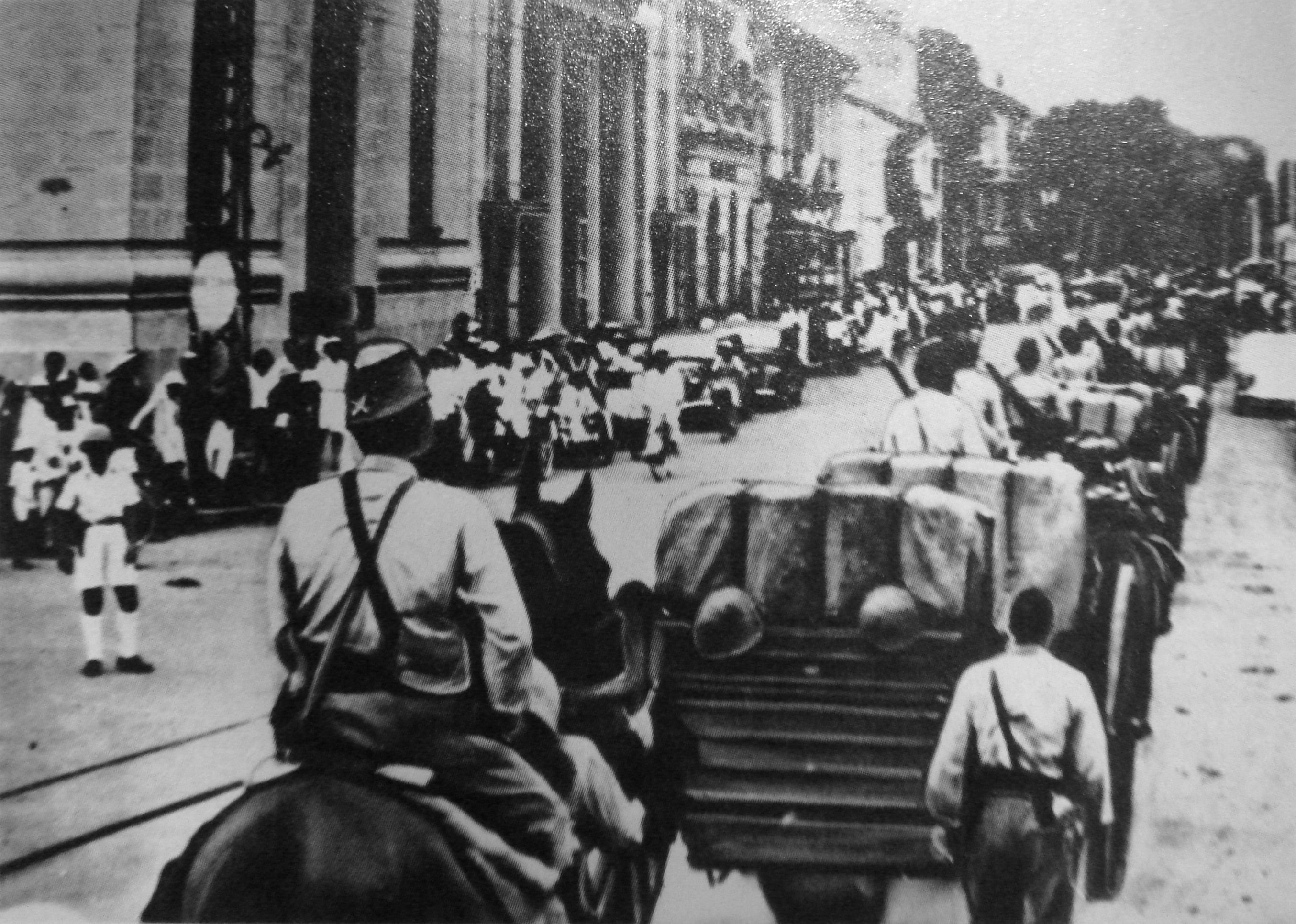
Tropes japoneses entrant a Saigon, capital de la Indoxina francesa.

La invasió de la Unió Soviètica per Alemanya i els seus aliats europeus va obrir el debat, en el si de la cúpula dirigent japonesa, sobre si el Japó hauria d'aprofitar l'oportunitat per guanyar territoris en Extrem Orient i atacar també a l'URSS,  i a més demostrar als nazis el seu compromís amb el Pacte Tripartit, encara que aquest no obligava el Japó a intervenir, ja que Alemanya no havia estat agredida, sinó que era ella l'agressora. En les sis conferències d'enllaç que es van celebrar a l'última setmana de juny i el primer dia de juliol, l'«atac al nord» -com es va denominar a la guerra amb l'URSS va ser defensat vehementment pel ministre d'Afers Estrangers Matsuoka, però els estats majors de l'Exèrcit i l'Armada es van oposar -perquè recordaven la derrota a la batalla de Khalkhin Gol que els va infligir l'Exèrcit Roig l'agost de 1939 - i propugnar que l'opció estratègica havia de ser ocupar la resta de la Indoxina francesa, el que li proporcionaria al Japó arròs, estany i cautxú, a més d'una base estratègica per a un possible atac sobre la Malàisia britànica i les Índies Orientals Holandeses -i també pressionaria a aquestes últimes perquè venguessin més petroli al Japó-. Matsuoka va replicar que l'«opció sud» provocaria dures represàlies de la Gran Bretanya i dels Estats Units - «pronostico que marxar al sud serà un gran desastre», va declarar-, però al final va acabar per acceptar-la -el primer ministre Konoe no li donava suport- encara que va seguir defensant l'«atac al nord», ja que pensava que les dues accions es podien dur a terme simultàniament. En un últim intent, Matsuoka va sol·licitar que la «marxa al sud» s'ajornés sis mesos, però tampoc va ser acceptada la proposta. L'ambaixador japonès a Washington, Nomura, també va advertir que l'ocupació del sud d'Indoxina seria entesa pels Estats Units com un pas per controlar el sud-est d'Àsia, amb la vista posada a Singapur i en les Índies Orientals Holandeses, però les seves opinions no van ser tingudes en compte.

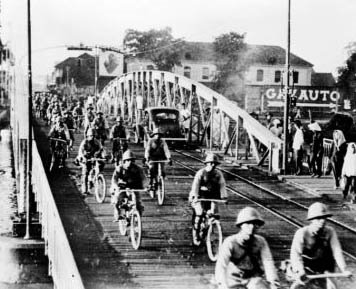
Tropes japoneses amb bicicleta entren a Saigon.

Un cop assolit el consens a la conferència d'enllaç a favor de la «marxa al sud», es va convocar la Conferència Imperial per formalitzar l'acord. En presència de l'emperador Hirohito, el president del Consell Privat Yoshimichi Hara va demanar explicacions sobre una frase inquietant del pla d'ocupació d'Indoxina, que s'havia inclòs per fer callar a Matsuoka - «l'Imperi no defugirà la guerra amb Gran Bretanya i amb els Estats Units» -. El cap de l'Estat Major de l'Exèrcit, Hajime Sugiyama, expressant el sentir generalitzat dels presents, li va contestar que no creia que «els nord-americans vagin a declarar-nos la guerra per la Indoxina francesa», assegurant a continuació que l'ocupació es faria «de manera pacífica». Hara va dir que estaven «d'acord en el bàsic», sempre que tots tinguessin clar que s'havia d'evitar la guerra amb els Estats Units i amb Gran Bretanya -l'emperador Hirohito li havia indicat uns dies abans a Matsuoka, de qui desconfiava: «Si ens atenim als principis del dret internacional, la resolució em fa dubtar»-. Quan el ministre de Marina i el cap de l'Estat Major de l'Armada Imperial van informar la resta dels alts comandaments navals, aquests es van quedar atònits en assabentar-se que l'acord incloïa que el Japó «no defugiria» la guerra. L'almirall Isoroku Yamamoto va preguntar, encara que ell coneixia la resposta millor que ningú, ja que estava al comandament de la Flota Combinada que incloïa als portaavions: «Estem preparats per a una guerra aèria?»

### 25 de juliol: Els Estats Units imposa dures sancions econòmiques al Japó

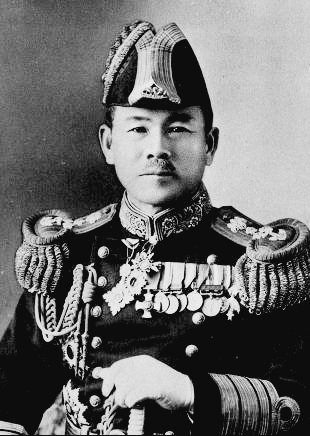
Almirall Teijiro Toyoda, nou ministre d'Afers Exteriors en substitució de Matsuoka

Els Estats Units va tenir un coneixement gairebé immediat del que s'ha acordat en la Conferència Imperial gràcies al fet que havia desxifrat el missatge enviat pel govern de Tòquio al seu ambaixador a Washington donant-li compte del pla d'ocupació d'Indoxina. La destitució el 18 de juliol del ministre d'Afers Exteriors Matsuoka i la seva substitució per l'almirall Teijiro Toyoda, fins llavors ministre de Comerç i Indústria, no va canviar els plans japonesos. Així, res més assumir el càrrec, Toyoda va pressionar al govern de Vichy perquè acceptés l'ocupació de tota la Indoxina francesa, amenaçant amb l'ús de la força si es negava. Per al desenvolupament de l'estratègia de «colpejar al sud» el control de tota Indoxina era clau, ja que constituïa la base perfecta per a apoderar-se dels cobejats jaciments de petroli de les Índies Orientals Neerlandeses.

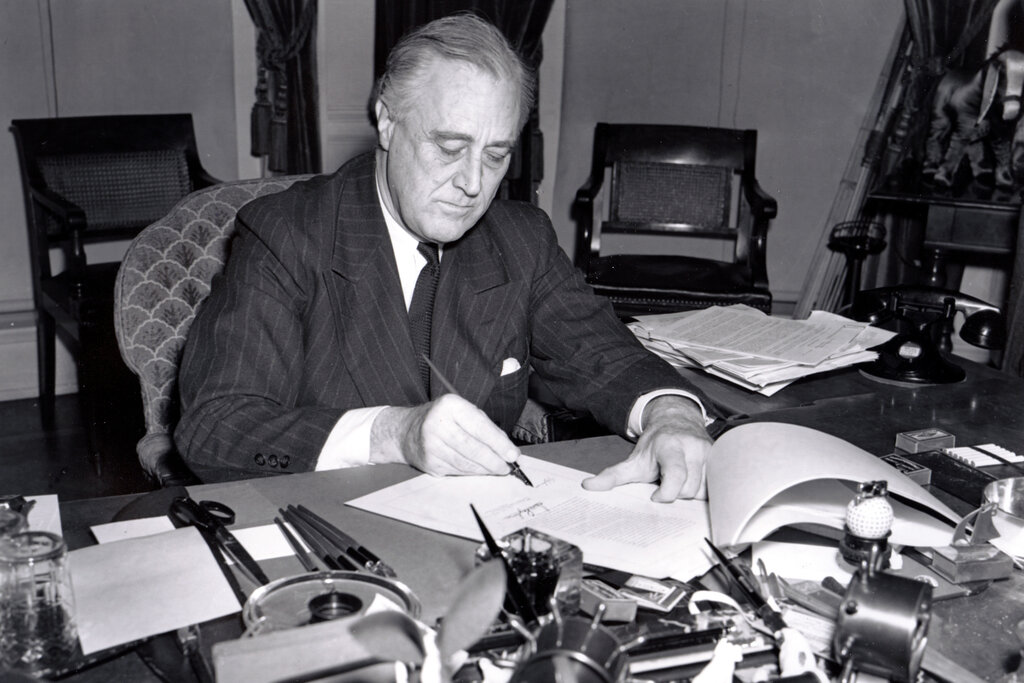
Roosevelt l'any 1941.

El 22 de juliol els francesos van accedir finalment a l'ocupació «pacífica» de la seva colònia, el que va provocar la reacció immediata dels Estats Units. El 23 de juliol el secretari d'estat Cordell Hull va comunicar a l'ambaixador japonès Kichisaburō Nomura que les negociacions que mantenien els dos països quedaven trencades i l'endemà passat el president Franklin D. Roosevelt ordenava la congelació de tots els actius japonesos als Estats Units, decisió que va ser secundada per Gran Bretanya -l'ambaixador a Tòquio li va comunicar indignat Toyoda: «Si duen a terme l'ocupació, haurem de veure de quines altres formes tractem amb vostès» - i les Índies Orientals Holandeses. També es va començar a discutir la imposició de l'embargament de petroli.
La reacció del govern i dels alts comandaments militars japonesos va ser de sorpresa i de certa incredulitat. «Estem convençuts que no hi haurà embargament [de petroli] mentre no anem més enllà de l'ocupació militar de la Indoxina francesa», es va afirmar a la conferència d'enllaç celebrada res més conèixer-se les sancions nord-americanes. Un alt càrrec del Ministeri de Marina va reconèixer després de la guerra d'haver actuat de la manera que es va fer «va ser inexcusable».
Per la seva banda, l'ambaixador Nomura, que havia advertit al seu govern de com reaccionarien els Estats Units a l'ocupació d'Indoxina, va aconseguir entrevistar-se amb el president Roosevelt el mateix dia 24 de juliol a la tarda al Despatx Oval. En el curs de la conversa, el president li va fer una proposta conciliadora -i audaç - perquè la transmetés al seu govern: si el Japó renunciava a ocupar Indoxina, Estats Units la consideraria «un país neutral de la mateixa forma en què fins ara s'ha considerat a Suïssa un país neutral». No obstant això, el govern de Konoe no es va mostrar tan entusiasta amb la proposta com ho havia estat l'ambaixador Nomura i ni tan sols la va portar a la conferència d'enllaç per a la seva discussió -l'ambaixador nord-americà Joseph Grew, es va entrevistar amb el ministre Toyoda el 27 de juliol però no va aconseguir que modifiquessin la seva posició-. Arran de la decisió nord-americana, secundada per la Gran Bretanya i les Índies Orientals Holandeses, la premsa japonesa va començar a parlar en to alarmista de la «línia ABCD» a què els quatre països als quals es referia cada lletra -els Estats Units, Gran Bretanya, Xina i Països Baixos- estaven sotmetent al Japó.

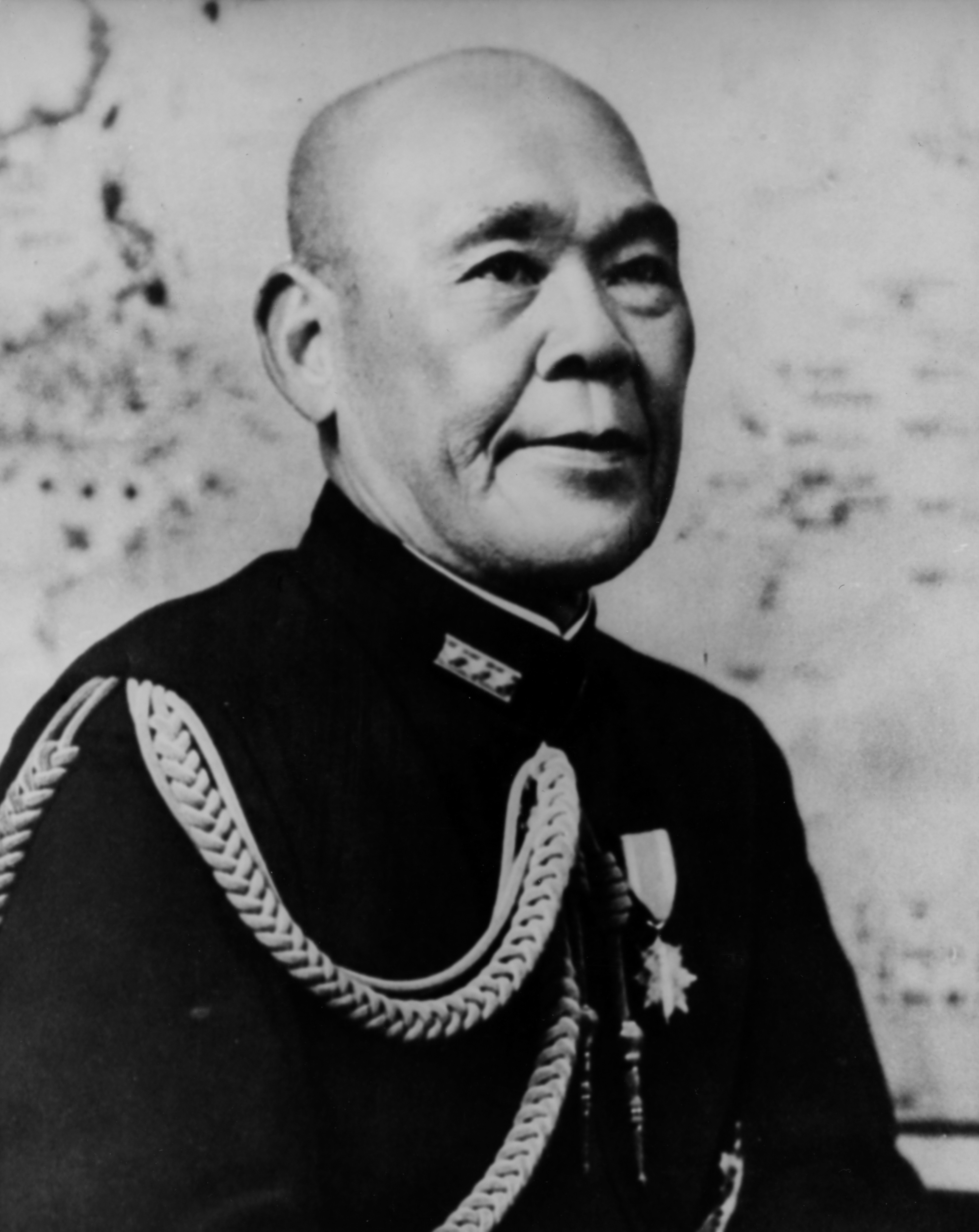
L'almirall Osami Nagano, cap de l'Estat Major de l'Armada Imperial Japonesa.

El 28 de juliol va començar l'ocupació japonesa d'Indoxina. Tres dies després, el cap de l'Estat Major de la Marina, Osami Nagano, es va entrevistar amb l'emperador Hirohito, a qui li va advertir: «si els nostres subministraments de petroli s'interrompessin, esgotaríem les nostres reserves en dos anys. Si esclatés una guerra, tindríem per divuit mesos», de manera que no quedaria «més opció que atacar». Hirohito li va preguntar que en aquest cas «¿podem esperar una gran victòria com la que vam obtenir al mar del Japó?», Al que Nagano va contestar: «No estic segur de cap victòria, i molt menys d'una victòria extraordinària com la de la mar del Japó». «Doncs quina guerra més imprudent seria aquesta!», Va exclamar l'emperador. L'endemà, els Estats Units van començar a aplicar l'embargament de petroli perquè no havien obtingut cap resposta del govern japonès.
L'embargament comercial, decretat pels Estats Units i secundat per Gran Bretanya i les Índies Orientals Holandeses, va suposar un bloqueig econòmic total per al Japó, ja que dos terços de les seves importacions provenien d'aquests països o dels territoris controlats per ells. Especialment urgent era el problema del proveïment de petroli, ja que al voltant del 85 % del que consumia Japó procedia dels Estats Units. Precisament la perspectiva d'esgotar les seves reserves de petroli, de manera que el Japó seria com «un peix en un estany a qui li extreuen l'aigua a poc a poc», va fer que l'Armada defensés l'ocupació dels camps petrolífers de les Índies Orientals Holandeses, encara que això suposés la guerra amb els Estats Units i amb Gran Bretanya, al que fins llavors s'havia oposat.

### 6 de setembre: la Conferència Imperial fixa «principis d'octubre» com a data límit per a les converses amb els Estats Units

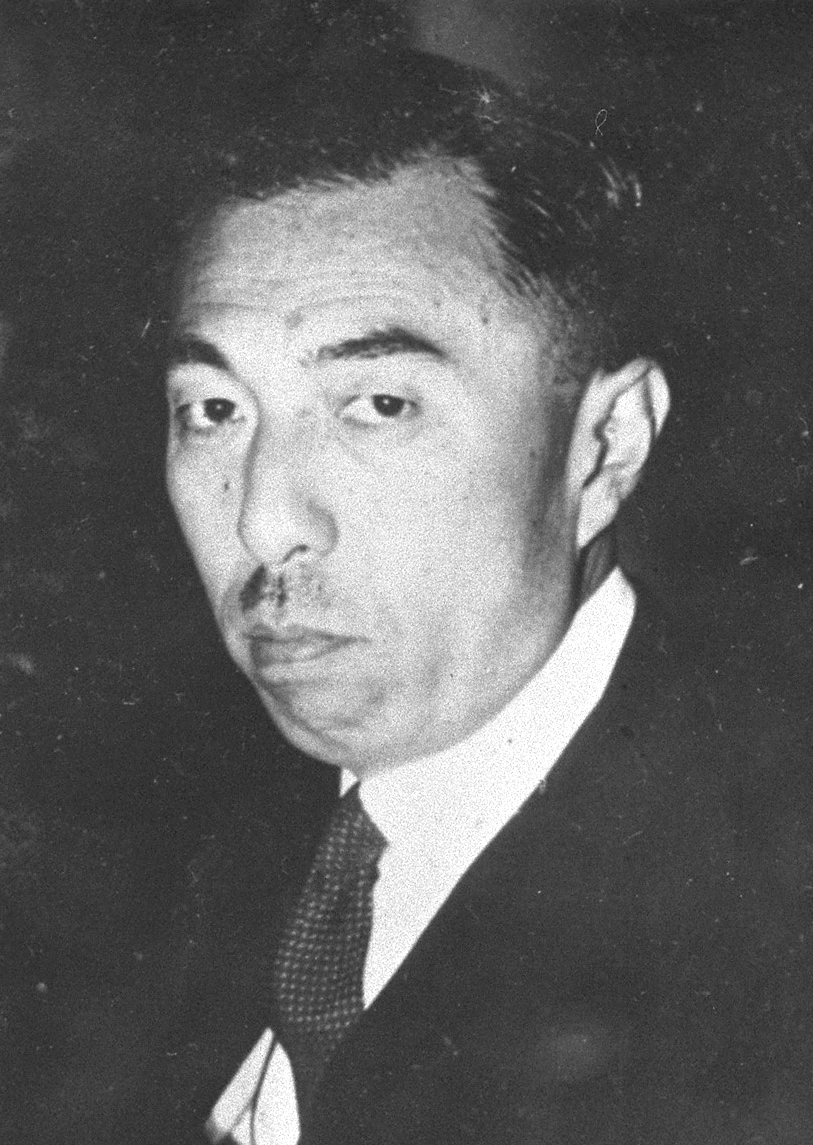
El primer ministre del Japó Fumimaro Konoe, el 1939.

Quan va saber que els Estats Units havia decretat l'embargament de petroli al Japó, el primer ministre Konoe va reconèixer en privat que «va ser un error pensar que [l'ocupació de] la Indoxina francesa no causaria un perjudici greu», però no va fer res per organitzar la retirada. Els comandaments militars ni tan sols es van plantejar aquesta alternativa, més aviat al contrari, van pensar que, davant un càstig que consideraven desproporcionat per l'ocupació «pacífica» d'Indoxina, no hi havia més opció que la guerra. La premsa japonesa, per la seva banda, va reprendre la campanya sensacionalista sobre el «cèrcol ABCD», presentant així als Estats Units i als seus aliats com els agressors que amenaçaven «la pau del Pacífic» i la Esfera de coprosperidad de la Gran Àsia Oriental.
El 6 d'agost el govern del Japó va rebutjar la proposta de Roosevelt de declarar Indoxina neutral i va anunciar que no es retiraria de la Indoxina fins que no hi hagués conclòs la guerra amb la Xina i quedarà garantida la «posició regional especial» del Japó a l'Àsia oriental. No obstant això, l'endemà passat, el primer ministre Konoe, en un intent desesperat d'«evitar la guerra amb els Estats Units a qualsevol preu» -com li va confessar a Kinkazu Saionji, un dels seus consellers-, va proposar celebrar una entrevista personal amb el president Roosevelt a Honolulu o en algun altre lloc al mig del Pacífic, el que no tenia precedents en la història del Japó, tot i que comptava amb la completa aprovació de l'emperador. El govern nord-americà va respondre que abans de celebrar-se la reunió -la seu suggerida fou Juneau, la capital d'Alaska - «hauria d'haver-hi un principi d'acord sobre els assumptes més importants», en referència als  Quatre Principis  del secretari Hull ia la retirada japonesa d'Indoxina, de manera que «la reunió hauria de tenir per objecte ratificar el principi d'acord assolit». Immediatament Konoe i els seus consellers van redactar una proposta de «principi d'acord» tal com havien sol·licitat els nord-americans, i que incloïa certes concessions. Aquesta havia de discutir-se en la pròxima conferència d'enllaç que anava a celebrar-se el 3 de setembre.

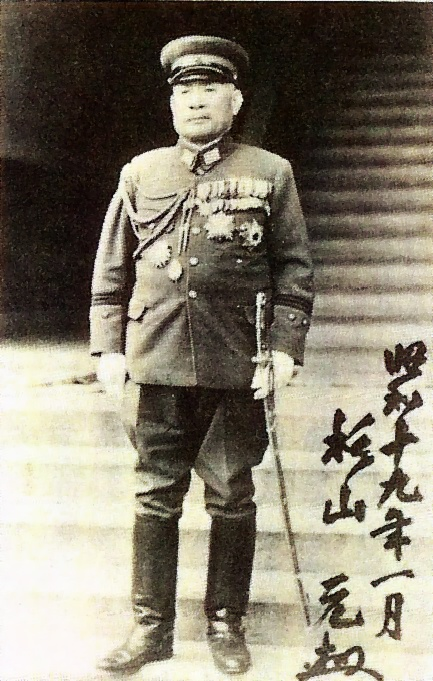
El general Hajime Sugiyama, cap de l'Estat Major de l'Exèrcit Imperial Japonès.

Un dia abans de celebrar-se la conferència, el general Sugiyama, cap de l'Estat Major de l'Exèrcit, li va comunicar a Konoe els tres principis que l'Exèrcit i l'Armada consideraven innegociables: l'aliança del Japó amb l'Eix, la Gran Esfera de Coprosperitat de l'Àsia Oriental i la presència de les tropes japoneses a la Xina. la posició tan ferma dels militars és el que probablement explica que Konoe no arribés a exposar la seva proposta de «principi d'acord» en la conferència d'enllaç i preferís sumar-se a la que va presentar el ministre d'Afers Estrangers, que oferia menys concessions, ja que només proposava la retirada japonesa de la Xina  quan  s'haguessin aconseguit els acords necessaris amb aquest país, a més de promeses vagues en la resta dels assumptes en litigi, el que implicava que el Japó ni es comprometia a abandonar Indoxina ni a trencar el Pacte Tripartit.
No obstant això, el tema principal que es va tractar en la conferència d'enllaç no va ser aquest, sinó el pla militar «Elements Essencials per Executar les Polítiques de l'Imperi», que havien elaborat els estats majors de l'Exèrcit i de l'Armada en previsió d'una guerra amb les potències occidentals i en el qual es proposava «principis d'octubre» com a data límit per a les negociacions amb els Estats Units, ja que, en el cas que aquestes fracassessin, les hostilitats s'havien d'iniciar a tot tardar el 31 d'octubre, abans que l'enemic pogués reforçar-se i abans que comencés l'estació dels monsons del sud -i mentre el cru hivern protegia el país d'un possible atac soviètic pel nord-, a més que, com va indicar l'almirall Nagano, cap de l'Estat Major de l'Armada Imperial, «l'imperi cada vegada està més escàs de tota mena de recursos materials». I si no els aconseguim, va afegir Nagano, «no serà possible mantenir una guerra llarga». «Encara que confio que en el moment present tenim una oportunitat per guanyar la guerra, em temo que aquesta oportunitat desapareixerà amb el pas del temps», va concloure.
El 5 de setembre a la tarda, Konoe va informar del pla «Elements essencials ...» a l'emperador Hirohito, qui es va alarmar perquè donava prioritat a la guerra enfront de la diplomàcia i a més es va mostrar sorprès perquè ningú l'havia informat que els preparatius per a la guerra estiguessin tan avançats. Llavors Konoe va suggerir a l'emperador que convoqués als caps de l'Alt Estat Major de l'Exèrcit i de l'Armada perquè l'hi expliquessin. Immediatament van acudir al palau imperial l'almirall Nagano i el general Sugiyama i, a petició de l'emperador, es van comprometre al fet que anaven «a fer més èmfasi en la diplomàcia», però advertint que, si aquesta fracassava, caldria anar a la guerra, «encara que només hi hagi una remota possibilitat que sigui un èxit», va afirmar Nagano. Finalment Hirohito va donar la seva aprovació al pla.
L'endemà, 6 de setembre, es va reunir la Conferència Imperial en la qual, com estipulava el rígid protocol imperial, el president del Consell Privat Yoshimichi Hara va fer una sèrie de preguntes sobre el pla en nom de l'emperador. Però quan va voler saber si es donava prioritat a l'estratègia o la diplomàcia -o quan, segons la versió de Ian Kershaw, va demanar el suport a la iniciativa de Konoe d'entrevistar-se amb Roosevelt per evitar «la pitjor situació possible entre el Japó i els Estats Units »- i no va obtenir resposta, l'emperador va parlar per primera vegada en la història de les conferències imperials:«la pregunta que el president Hara acaba de fer no pot ser més pertinent. És lamentable que els dos caps de grans estats no siguin capaços de respondre-». I a continuació va llegir un poema pacifista del seu avi, el gran emperador Meiji, escrit en 1904, al principi de la guerra rus-japonesa:
| « | En els quatre mars tots són germans. En aquest món, per què les ones embravien, els vents rugeixen? | » |

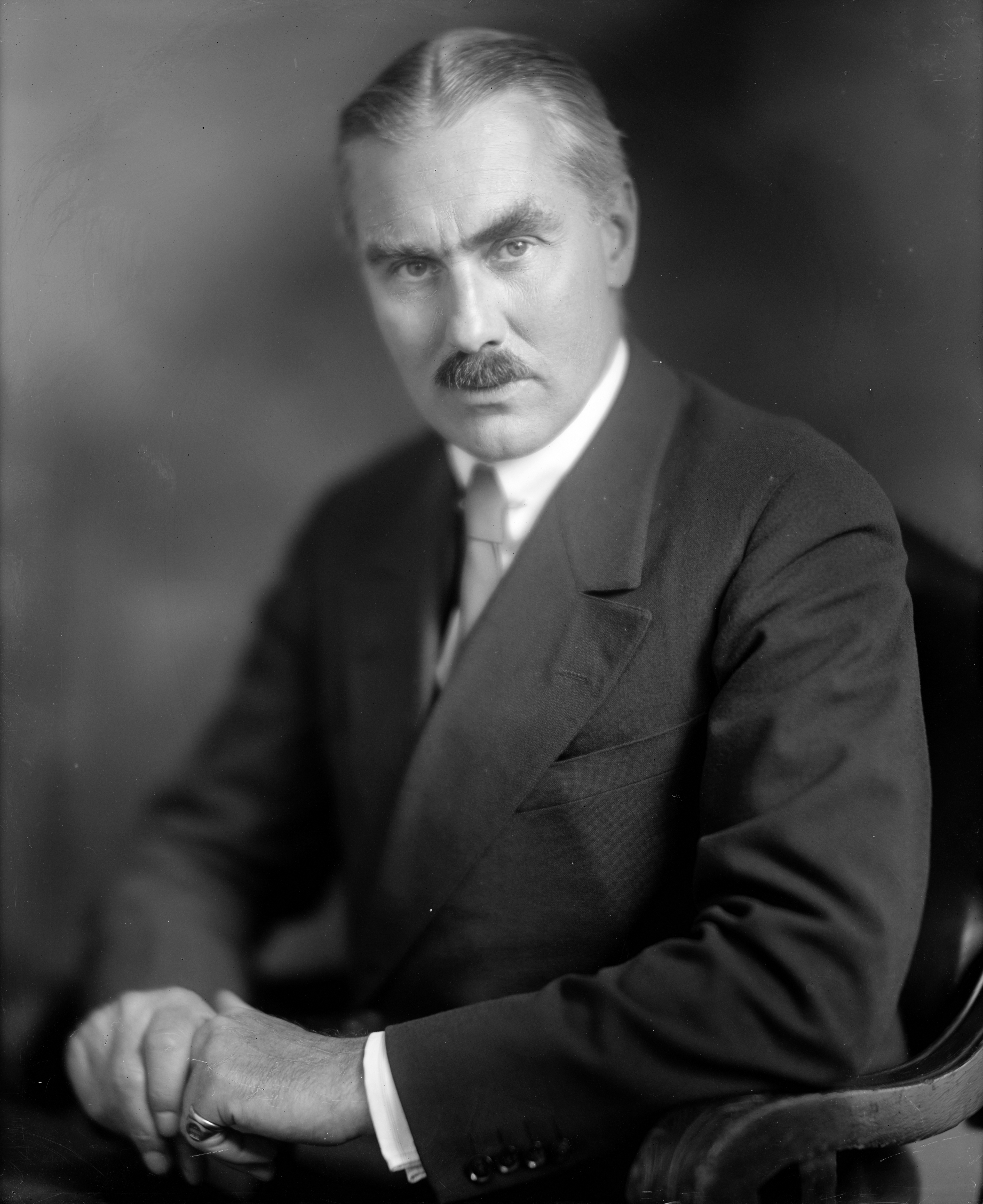
Joseph Grew, ambaixador dels Estats Units al Japó.

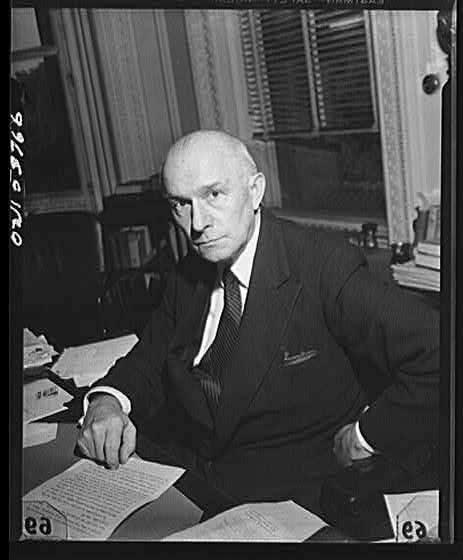
Stanley Hornbeck, assessor per a Extrem Orient, del secretari d'Estat Cordell Hull.

Però finalment l'emperador no es va oposar a la decisió de comprometre al Japó a anar a la guerra -considerada per molts caps militars com inevitable- si les negociacions amb els Estats Units fracassaven, el que era bastant probable, perquè, segons la historiadora Eri Hotta, «no hi havia un precedent de vet imperial». «Movent-se cautelosament entre els seus rols diví i terrestre, l'emperador va escollir limitar-se a recitar un poema», conclou. L'historiador Ian Kershaw recorda que «el poder de l'Emperador era més limitat en la pràctica que en la teoria, pel que era impensable que es negués a sancionar la decisió acordada per la conferència d'enllaç, i que d'haver-ho fet hauria posat en perill a la mateixa monarquia. A més, l'emperador «no podia ordenar a uns militars poc disposats a fer marxa enrere en una postura que havia estat associada pel públic en general, així com per la major part de les elits, amb l'honor nacional del Japó». D'altra banda, el també historiador Antony Beevor creu que l'oposició de l'emperador a la guerra «no es basava en raons morals, sinó simplement en la por a sortir derrotat» .
Per la seva banda, el primer ministre Konoe es va reunir en secret amb l'ambaixador nord-americà Joseph Grew perquè aconseguís la tan anhelada entrevista personal amb Roosevelt quan va acabar la conferència. Durant la trobada, Konoe va suggerir que podria estar disposat a acceptar inicialment els  Quatre Principis  proposats pel secretari Cordell Hull. Grew immediatament va comunicar al seu govern el contingut de l'entrevista i va exhortar a què acceptés la trobada entre Konoe i Roosevelt. No obstant això, Hull i el seu principal assessor en els assumptes de Extrem Orient, Stanley Hornbeck, seguien sent molt escèptics sobre les intencions pacífiques del Japó, una posició que també mantenia el president Roosevelt, com l'hi va fer saber a l'ambaixador Nomura en l'entrevista que va mantenir amb ell el 3 de setembre, el mateix dia en què a Tòquio se celebrava la Conferència Imperial.

### 18 d'octubre: el general Tojo és nomenat nou primer ministre del Japó

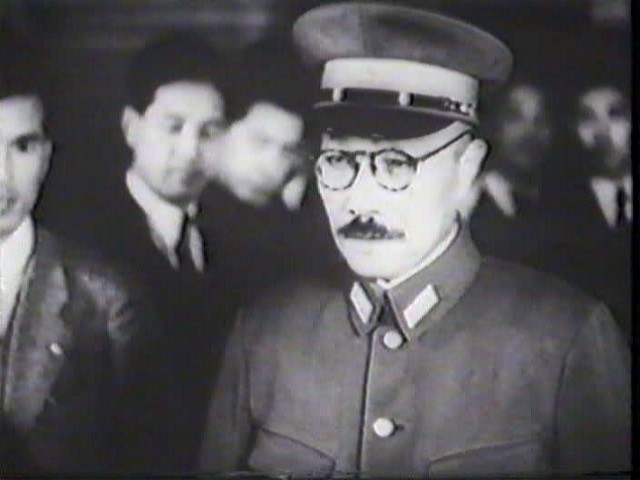
El general Hideki Tojo, ministre de la Guerra en el gabinet de Fumimaro Konoe, i primer ministre a partir del 18 d'octubre de 1941.

Un cop obtinguda la sanció imperial, l'Exèrcit i l'Armada van intensificar els preparatius bèl·lics, portant a terme exercicis de simulació de les operacions que estaven previstes. Paral·lelament l'ambaixador Nomura intentava aconseguir que es realitzés la trobada entre Konoe i Roosevelt -al·legant que si l'entrevista no es realitzava, cauria el govern Konoe i s'instauraria una dictadura militar -, però el secretari Hull va considerar un pas enrere el principi d'acord elaborat pel Ministeri d'Afers Exteriors japonès, per la qual cosa Nomura va haver de comunicar al seu govern que només amb una concessió important, com accedir  en principi  a retirar les tropes de la Xina, es crearien les condicions perquè la cimera Konoe-Roosevelt se celebrés.  No obstant això, la conferència d'enllaç celebrada el 20 de setembre va descartar fer concessions i es va limitar a reiterar la proposta inicial, fins i tot en un to més ferm, per a desesperació de Nomura, així que l'embargament de petroli i la resta de les sancions econòmiques van continuar.

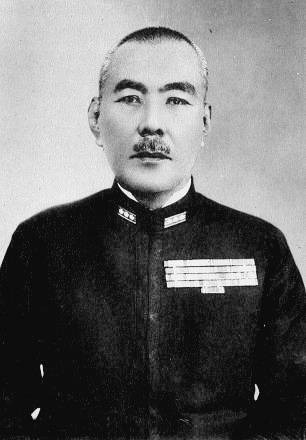
L'almirall Koshiro Oikawa, ministre de Marina en el gabinet de Konoe.

Per la seva part els caps de l'Estat Major, recolzats pel ministre de l'Exèrcit Tojo, pressionaven perquè es concretés la data límit per a les negociacions amb els Estats Units i en la conferència d'enllaç del 25 de setembre van indicar que «el 15 d'octubre a més trigar hem d'haver triat entre diplomàcia i guerra»-l'únic que es va oposar obertament va ser el ministre de Marina Koshiro Oikawa, ja que els alts comandaments de l'Armada pensaven que «era una bogeria començar una guerra amb els Estats Units »-. La pressió va fer que Konoe es plantegés dimitir, però va ser dissuadit pel conseller de l'emperador Koichi Kido,  qui li va suggerir que plantegés la reconsideració de la resolució adoptada per la Conferència Imperial del 6 de setembre.
Quatre dies després, el 29 de setembre, l'almirall Isoroku Yamamoto, cap de la Flota Combinada i que ja tenia llest el seu pla d'atac a Pearl Harbor, va enviar un informe al cap de l'estat Major de l'Armada, Nagano, en el qual, després d'afirmar que l'única possibilitat de victòria seria «aconseguir èxits importants en les primeres batalles», dubtava que així i tot es pogués assolir la victòria en una guerra amb els Estats Units. L'informe concloïa: «No s'ha de lliurar una guerra amb unes probabilitats tan petites de victòria».
| « | És evident que una guerra entre els Estats Units i el Japó seria necessàriament llarga. Estats Units no desistirà mentre Japó estigui guanyant. La guerra durarà diversos anys. Mentrestant, els recursos del Japó s'esgotaran, els vaixells de guerra i l'armament quedaran danyats, serà impossible reposar el material ... Japó s'empobrirà. | » |

Mentrestant les possibilitats que l'entrevista de Konoe amb Roosevelt tingués lloc semblaven cada vegada més llunyanes, sobretot després que el 2 d'octubre el secretari d'Estat Hull reiterés l'ambaixador Nomura que la cimera no se celebraria mentre no s'arribi a «una coincidència d'idees sobre els punts essencials» -en referència als  Quatre Principis plantejats al maig -, i que incloïen «una manifestació precisa» de les intencions del Japó «respecte a la retirada de la Xina i de la Indoxina francesa» i una «clarificació» de la seva posició en el si del Pacte Tripartit.
Konoe es va reunir el 5 d'octubre amb el ministre de la Guerra Tojo per intentar convèncer de la necessitat de fer alguna concessió als Estats Units, però aquest es va mostrar inflexible: «Els Estats Units ens exigeix que abandonem el Pacte Tripartit, acceptem incondicionalment els Quatre Principis i aturem l'ocupació militar. Japó no pot tolerar tot això». Quan, en una altra entrevista celebrada l'endemà, Konoe li va recriminar que els militars es prenien «les guerres massa a la lleugera», Tojo li va respondre: «de vegades un ha de reunir el valor necessari, tancar els ulls i saltar [a l'abisme] des de la plataforma del Kiyomizu». Alguns historiadors afirmen que Tojo va dir aquesta frase el 14 d'octubre, en la trobada que va mantenir amb Konoe poc abans de reunir-se el govern.

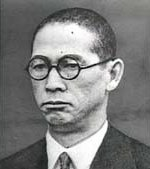
El general retirat Teiichi Suzuki, director del Consell de Planificació del Govern.

En un últim intent per guanyar temps, Konoe va convocar el 12 d'octubre als ministres d'Afers Exteriors, de Guerra, de Marina i el director del Consell de Planificació del Govern, el tinent general retirat Teiichi Suzuki. Només començar la reunió, els va dir: «Hem de seguir buscant un arranjament diplomàtic. No tinc confiança en una guerra com aquesta. Si comencéssim una guerra, hauria de fer-ho algú que cregués en ella». Tojo li va replicar que el govern havia de mantenir-se fidel a la resolució «sancionada per l'emperador» en la Conferència Imperial del 6 de setembre. «Això és increïble!», Va exclamar. La resta dels assistents no li van replicar. L'endemà passat -el 14 d'octubre, només un dia abans que expirés el termini per posar fi a la via diplomàtica-, moments abans que es reunís el govern, Konoe va intentar per última vegada que Tojo acceptés la retirada de les tropes. Li va dir el següent:
| « | Sóc responsable en gran manera de l'Incident de la Xina. Després de quatre anys, no ha acabat. Simplement no puc estar d'acord amb començar una altra gran guerra, la perspectiva és molt incerta. Suggereixo que ara cedim a la fórmula americana de la retirada i evitem obrir el foc entre el Japó i els Estats Units. | » |

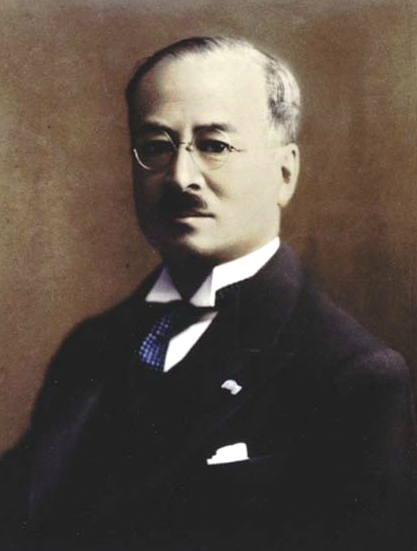
Koichi Kido,guardià del segell privat.

A la reunió del govern que es va celebrar a continuació, Tojo va mantenir la seva posició. «Sotmetre a les pretensions dels Estats Units en la seva integritat aniquilaria els beneficis obtinguts de l'Incident de la Xina i per extensió amenaçaria l'existència de Manxukuo i fins i tot afectaria el domini japonès sobre Corea i sobre Taiwan», va dir, preguntant-se retòricament a continuació:«Naturalment, si volem tornar al petit Japó dels dies anteriors a l'Incident de Manxúria, no queda res més a dir, no?». Cap membre del gabinet va respondre.
Amb la seva intervenció Tojo va posar el lideratge de Konoe en qüestió, de manera que, quan va acabar la reunió del gabinet, va marxar al palau imperial per demanar el canvi del primer ministre. Es va entrevistar amb el guardià del segell privat Koichi Kido, a qui li va dir que només sota un nou govern es podria reconsiderar la decisió adoptada a la conferència imperial del 6 de setembre i li va proposar que es nomenés al príncep Naruhiko Higashikuni, que era contrari a la guerra, com a nou primer ministre. Aquesta proposta indicava que Tojo havia començat a dubtar de l'opció bèl·lica, probablement a causa de la conversa que havia mantingut uns dies abans amb el ministre de Marina Oikawa. Tojo li va preguntar si tenia confiança en la victòria, al que Oikawa va contestar: «Em temo que no ... Si la guerra es perllonga durant uns anys, no sabem quin serà el resultat ... El que he dit no ha de sortir d'aquesta habitació». Llavors Tojo va afirmar: «Si l'Armada no té confiança, hem de reconsiderar-ho. Caldrà fer marxa enrere al que faci falta, encara que, per descomptat, calgui fer-ho amb la humil admissió de la nostra gran responsabilitat». El que volia dir que el govern havia de dimitir.

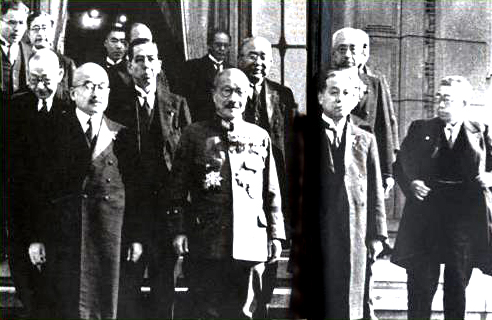
El gabinet Tōjō després de la seva formació (1941).

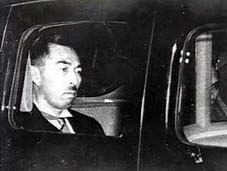
Fumimaro Konoe el 1941, visiblement decaigut, poc després de deixar el govern.

Kido no creia convenient que un membre de la família imperial estigués al capdavant del govern en un moment tan delicat, pel que va proposar a l'emperador que nomenés com a nou primer ministre a qui havia desencadenat la crisi, el general Tojo - «Sense dolor no hi ha recompensa, ¿no li sembla bé?» li va dir a l'emperador, en al·lusió al proverbi xinès: «cal entrar en el cau del tigre per atrapar als seus cadells»-. Així que el 17 d'octubre, un dia després que Konoe presentés la dimissió, Tojo va ser cridat a palau i l'emperador li va oferir el lloc de primer ministre. Tojo, que més aviat esperava la censura de l'emperador, es va quedar molt sorprès, però finalment va acceptar. La missió que se li va encomanar va ser «unificar la política de l'Exèrcit i la de l'Armada i, més encara, tornar a examinar la decisió de la conferència imperial del 6 de setembre», segons havia explicat Kido en la reunió prèvia que va mantenir l'òrgan assessor de l'emperador, format pels antics primers ministres, i en la qual ningú es va oposar a la candidatura de Tojo. Quan Kido es va reunir amb Tojo després d'haver acceptat el lloc, li va dir: «He de ressaltar que és desig de l'emperador que, en formular la política nacional, vostè no es trobi presoner de la resolució imperial del 6 de setembre. Ha de considerar la situació interna i externa, profunda i àmpliament. L'emperador desitja que es faci amb cautela». Però la veritat era que «el principal opositor a la retirada de tropes de la Xina, l'home que havia adoptat la línia més dura en les negociacions i, per sobre de tot, el qual havia conformat la present crisi sobre la decisió de la guerra o la pau, el general Hideki Tojo, estava ara presidint el govern japonès». De fet, el seu nomenament va alarmar els governs de Gran Bretanya i de la Xina, i també en el dels Estats Units, que va veure la guerra molt més propera.

### 20 d'octubre: l'Estat Major de l'Armada aprova el pla d'atac a Pearl Harbor
L'almirall Isoroku Yamamoto, cap de la Flota Combinada, no creia que el Japó pogués guanyar una guerra amb els Estats Units, però si existia una mínima possibilitat, la seva obligació era aprofitar-la. L'octubre de 1940, al mes següent de la signatura del Pacte Tripartit al que s'havia oposat perquè estava convençut que conduiria a la guerra amb les potències occidentals, havia dit: «No hi ha cap dubte! Lluitar contra els Estats Units és com lluitar contra el món sencer. Però ha estat decidit. Per tant, lluitaré el millor que sàpiga. Segurament moriré a bord del   Nagato  [el seu vaixell insígnia] ». En una carta privada va escriure que un cop hagin començat les hostilitats entre els Estats Units i el Japó, «no serà suficient que prenguem Guam i les Filipines, ni tan sols Hawaii i Sant Francisco. Haurem d'avançar fins a Washington i signar el tractat (és a dir, dictar els termes de la pau) a la Casa Blanca »
Només signar el Pacte Tripartit Yamamoto havia començat a dissenyar l'estratègia de la guerra al Pacífic. Aviat va arribar a la conclusió que l'única opció de victòria per al Japó era assestar un cop decisiu a l'inici de la guerra que  potser  obligués els Estats Units a negociar, i que aquest cop podria ser l'atac a la flota nord-americana del Pacífic en la seva pròpia base de Pearl Harbor, a les illes Hawaii. Una idea desbaratada, i així li ho va semblar a l'ambaixador nord-americà a Tòquio Joseph Grew, quan a finals de gener de 1941 li van arribar «rumors de guerra» que «les forces militars japoneses estaven planejant un atac sorpresa massiu a Pearl Harbor».
Depenent dels canvis que es produeixin en la situació internacional, podríem veure'ns arrossegats a lluitar amb els Estats Units. Si el Japó i els Estats Units anessin a la guerra, hauríem de recórrer a una tàctica radical ... Hauríem d'intentar, amb tota la força de les nostres Primera i Segona Divisions Aèries, donar un cop a la flota nord-americana a Hawaii, de manera, que durant un temps, Estats Units no pogués avançar cap al Pacífic occidental. El nostre objectiu seria un grup de cuirassats nord-americans ... No seria fàcil dur a terme alguna cosa així. Però estic decidit a donar-ho tot per fer aquest pla, supervisant jo mateix les divisions aèries. M'agradaria que investigués detalladament la viabilitat d'un pla d'aquestes característiques. 
El febrer de 1941 Yamamoto li va enviar una carta, per mitjà del contraalmirall cap de l'Onzena Divisió Aèria Takijiro Onishi, al capità Minoru Genda, membre de la plana major de la Primera Divisió Aèria i el millor pilot de l'Armada Imperial, en la qual li demanava que «investigués detalladament la viabilitat d'un pla d'atac» amb avions a Pearl Harbor, reconeixent que «no seria fàcil dur a terme alguna cosa així». A la carta li deia que es tractava de «donar un cop a la flota nord-americana a Hawaii, de manera que, durant un temps, Estats Units no pogués avançar cap al Pacífic occidental». Per elaborar el seu pla Yamamoto havia comptat amb les informacions que li havia proporcionat el cònsol japonès a Honolulu, que havia estat observant els moviments de la flota nord-americana. D'elles li havia interessat especialment un: que els vaixells romanien ancorats al port els caps de setmana.
Dos mesos després Yamamoto va rebre la contestació redactada per Onishi en la qual ell i Genda només parlaven de bombardejos en picat i en altura, el que li va decebre perquè havien descartat l'ús de torpedes llançats des dels avions a causa de l'escassa profunditat de les aigües de Pearl Harbor -els torpedes japonesos necessitaven uns trenta metres per no incrustar-se en el fons i dirigir-se cap al seu objectiu, mentre que la profunditat mitjana a Pearl Harbor era de dotze metres-. Però Yamomoto va insistir que era possible l'atac amb torpedes i va respondre que caldria millorar-los i entrenar als pilots en el seu ús.
Genda i Onishi es van posar a treballar en la solució dels problemes que plantejava l'ús de torpedes. Amb l'ajuda dels tècnics van aconseguir reduir la profunditat a la qual havien d'enfonsar-se per poder dirigir-se al blanc, i ensinistrar als pilots per volar molt baix i disminuir així la possibilitat que els torpedes es clavessin al fons marí quan eren llançats des dels avions. Al setembre van començar els exercicis de simulació bèl·lica a la badia de Kinko, a la prefectura de Kagoshima, elegida per la seva semblança amb Pearl Harbor. Cap dels pilots que van participar sabien quin era l'objectiu. A finals de setembre el pla d'atac a Pearl Harbor ja estava llest. A més de Genda i Onishi, el principal col·laborador de Yamamoto en la seva elaboració final havia estat Kameto Kuroshima, un extravagant oficial de planificació a què Yamamoto estimava molt perquè li oferia solucions que mai se li havien ocorregut a ell i que s'atrevia a contradir-lo.
No obstant això, el pla d'atac a Pearl Harbor presentat per Yamamoto va ser rebutjat per l'Estat Major de l'Armada Imperial per ser massa arriscat i per emprar massa recursos navals que serien necessaris en altres escenaris bèl·lics, ja que es requerien sis dels deu portaavions amb què llavors comptava l'Armada Imperial. Però Yamamoto no es va conformar i va enviar a Tòquio Kuroshima perquè defensés el pla i com a últim recurs amenacés amb la seva dimissió i la de tot el seu equip si no s'acceptava. El 20 d'octubre l'Estat Major va cedir -la dimissió de Yamamoto suposaria un cop dur per a la moral i l'eficàcia de la Flota Combinada- i el va aprovar, tot i els dubtes que seguia suscitant el pla.
La data i hora per a l'atac es va fixar a les 8.00 hores del dilluns 8 de desembre, hora de Tòquio, 8:00 hores del diumenge 7 de desembre a Hawaii i 13:30 hores del mateix dia a Washington. Es va escollir aquest diumenge perquè la lluna proporcionaria una llum que facilitaria el vol dels avions abans que es fes de dia.

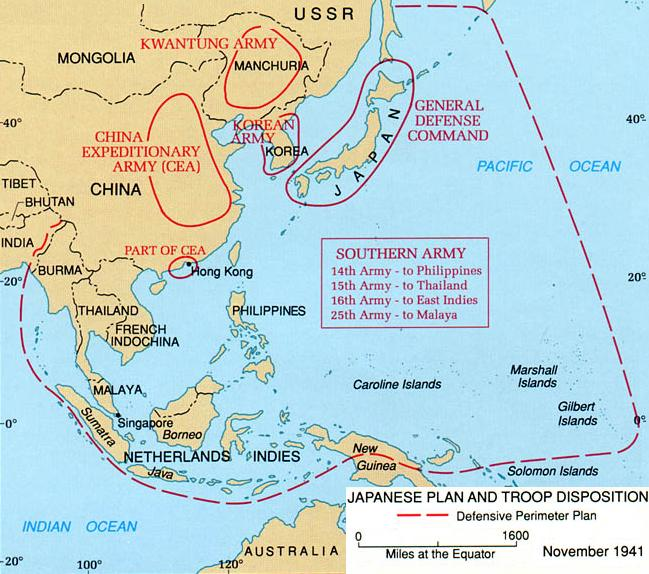
Pla de les ofensives japoneses previstes en el Pacífic i en el Sud-est d'Àsia, simultàniament a l'atac a Pearl Harbor.

El pla d'atac a Pearl Harbor, juntament amb la resta de l'ordre de batalla organitzat pels estats majors de l'Exèrcit i de l'Armada, va ser presentat a l'emperador Hirohito a la tarda del 2 de novembre, l'endemà de la conferència d'enllaç en la qual s'havia decidit fixar el 30 de novembre com la data límit per a les negociacions amb els Estats Units, després de la qual es desencadenarien les ofensives previstes en el Pacífic i en el Sud-est d'Àsia, simultàniament a l'atac a Pearl Harbor. Els objectius principals de la «campanya cap al sud», juntament amb Pearl Harbor, eren l'arxipèlag de les Filipines, possessió nord-americà, i Malàisia, colònia britànica que incloïa l'estratègica base de Singapur. També seria atacada Tailàndia i a continuació la colònia britànica de Birmània. Operacions secundàries tindrien com a objectiu la colònia britànica de Hong Kong, i les illes de Wake i de Guam, on la flota nord-americana del Pacífic tenia les seves bases d'operacions avançades i on estaven els submarins i els avions de reconeixement. La conquesta de les Índies Orientals Holandeses començaria quan tots aquests objectius s'haguessin assolit. L'ofensiva havia de concloure en un termini màxim de 20 setmanes, després de les quals ja no quedaria cap força aèria, naval o terrestre dels Estats Units o de la Gran Bretanya capaç d'impedir el domini japonès sobre el sud-est d'Àsia i el Pacífic occidental.
No obstant això, l'almirall Yamamoto seguia dubtant de les possibilitats d'una victòria del Japó. «Durant els primers sis o dotze mesos de guerra contra els Estats Units i Gran Bretanya, causaré estralls en tots els seus flancs i conquistaré una victòria després d'una altra», va pronosticar. «Després ... No tinc esperances de guanyar».

### 5 de novembre: la Conferència Imperial retarda al 30 de novembre la data límit per a arribar a un acord amb els EUA.

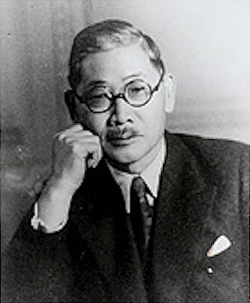
Shigenori Togo, ministre d'Afers Exteriors.

El mateix dia en què l'Estat Major de l'Armada aprovava el pla de Yamamoto, el general Tojo va formar el seu govern, d'acord amb la missió que se li havia encomanat. Va nomenar com a nou ministre d'Afers Exteriors a l'experimentat diplomàtic Shigenori Togo, gens favorable a l'Alemanya nazi i que estava disposat a fer concessions als Estats Units, i per als altres dos llocs importants del gabinet, els ministeris de finances i de Marina, també va nomenar a dos declarats antibel·licistes, Okinori Kaya i l'almirall Shigetaro Shimada, respectivament -Tojo per la seva part es va mantenir al capdavant del ministeri de la Guerra i va assumir també la cartera d'Interior, en previsió que es produïssin disturbis a causa de les concessions que caldria fer per arribar a un acord amb els Estats Units -. Tots van estar d'acord que l'objectiu del govern era ampliar la data límit de les converses amb els Estats Units i donar així una oportunitat a la via diplomàtica que evités la guerra. No obstant això, Tojo no va canviar a cap dels bel·licistes caps i sotscaps de l'Alt Estat Major de l'Exèrcit i de l'Armada, que d'altra banda no van rebre instruccions per part de l'emperador, com les havia rebut Tojo, de buscar una sortida diplomàtica a la crisi amb els Estats Units. a més, en la seva primera declaració el nou govern va afirmar la seva adhesió «a la indestructible política nacional de l'Imperi» i el seu compromís per «portar l'Incident de la Xina a un final favorable, establir fermament la Gran Esfera de Coprosperitat de l'Àsia Oriental i contribuir a la pau mundial».

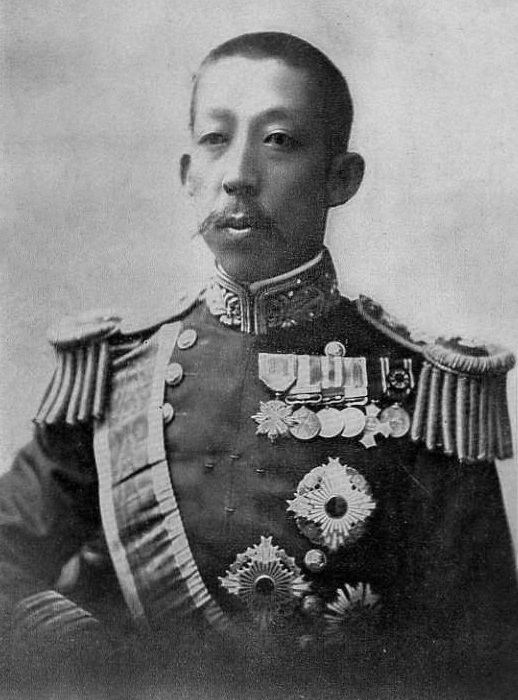
Príncep Hiroyasu Fushimi, cap de la Flota Imperial.

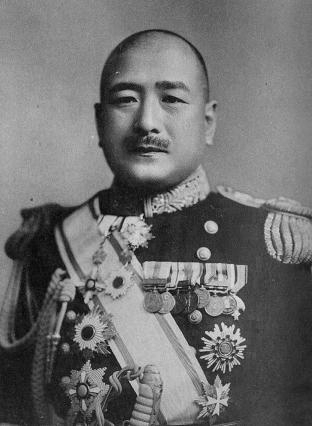
Shigetaro Shimada, ministre de Marina.

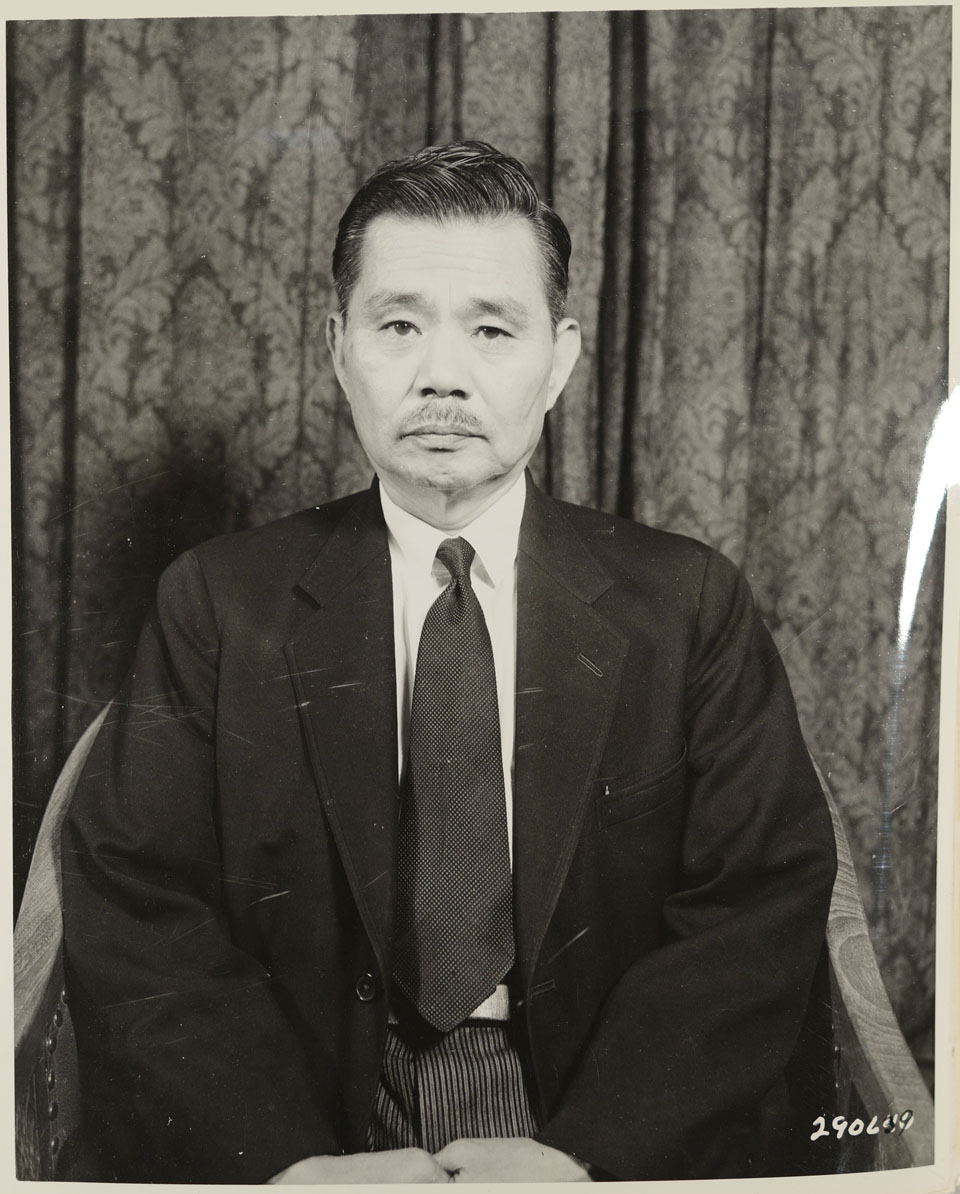
Okinori Kaya, ministre de Finances.

Per «tornar a examinar» la resolució de la Conferència Imperial del 6 setembre, com s'havia compromès Tojo, es van celebrar successives conferències d'enllaç entre el 23 i el 30 d'octubre -excepte el dia 26-, a les quals també van assistir el director general del Consell de Planificació del Govern, Teiichi Suzuki, i el ministre de Finances Kaya, perquè valoressin les conseqüències econòmiques d'una guerra amb els Estats Units. En aquestes reunions els que més van pressionar a favor de la guerra van ser els caps de l'Estat Major de l'Exèrcit i de la Marina, Sugiyama i Nagano, tot que no van tenir més remei que reconèixer que el Japó no podria mantenir un conflicte prolongat -confiaven en el fet que els Estats Units és veiesin obligats a demanar la pau després de les primeres victòries japoneses-. Tots dos insistien que com més esperés Japó, menors serien les seves possibilitats de guanyar la guerra perquè s'estaven esgotant els recursos - «Hem de decidir d'una vegada si anem a la guerra o no», va dir Nagano; «Cal actuar ràpidament!», Va reblar Sugiyama-. Els que es van manifestar en contra de l'opció bèl·lica van ser els nous ministres Togo i Kaya, mentre que l'en principi antibel·licista ministre de Marina Shimada, després de l'entrevista que va mantenir el 27 d'octubre amb el príncep Hiroyasu Fushimi, cap de la Flota Imperial, qui li va reiterar la postura dels caps dels Estats Majors: «si no prenem ràpidament una decisió, perdrem una oportunitat», no es va oposar a la guerra. Tampoc ho va fer el director de l'Oficina de Planificació Suzuki. Per la seva banda el primer ministre Tojo, que cada vegada tenia més dubtes sobre la guerra, va intentar conciliar les dues postures i finalment va proposar que a la reunió de l'1 de novembre s'adoptés la posició definitiva.
A la conferència d'enllaç de l'1 de novembre, que va durar disset hores, Tojo va defensar una via intermèdia entre anar o no anar a la guerra: continuar les negociacions diplomàtiques sense descartar la possibilitat de la guerra, el que implicava que continuarien els preparatius bèl·lics mentre s'intentava arribar a un acord amb el govern dels Estats Units. Després d'un dur i llarguíssim debat això va ser el que finalment es va decidir, fixant el 30 de novembre com a data límit per a la diplomàcia, que va ser el termini màxim de temps que va aconseguir el ministre Togo després d'insistir que «per naturalesa, la diplomàcia requereix molts dies i nits per aconseguir els seus objectius. Com a ministre d'Afers Estrangers, no puc dur a terme gestions diplomàtiques si no tenen probabilitat alguna d'èxit. Necessito la garantia que disposaré del temps i les condicions necessàries per a aconseguir-ho. No cal dir que cal evitar la guerra».

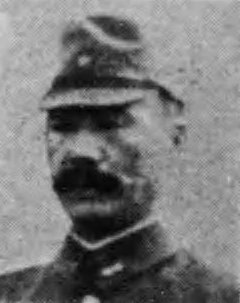
General Osamu Tsukada, subcap de l'Estat Major de l'Exèrcit.

A les deu de la nit, després d'onze hores de debat, es van començar a discutir els termes de la negociació amb els Estats Units. El ministre d'Afers Exteriors va explicar la necessitat de fer concessions perquè la via diplomàtica tingués alguna oportunitat d'èxit i va proposar que el Japó oferís la retirada de les tropes situades a la meitat sud de la Indoxina francesa, tornant així a la situació anterior a juliol. No obstant això, el cap i el sotscap de l'Estat Major de l'Exèrcit, els generals Sugiyama i Tsukada, es van oposar de forma vehement - «No anem a retirar les tropes del sud d'Indoxina ... [perquè] si ho féssim, Estats Units hauria aconseguit el seu objectiu. Llavors podria interferir en els nostres assumptes sempre que volgués», va al·legar Osamu Tsukada -. Davant la possibilitat que Togo dimitís, el que faria caure al govern, el primer ministre Tojo va donar suport al ministre d'Afers Estrangers, i finalment es va acordar que l'oferta del trasllat de les tropes del sud al nord de la Indoxina seria un últim recurs si les converses s'estancaven, és a dir, formaria part d'un Pla B alternatiu per si el Pla A, en el qual no figurava la retirada, fallava. El problema de fons era que els alts comandaments militars no estaven disposats a fer concessions significatives als Estats Units per evitar la guerra -la retirada de les tropes japoneses de la Xina la consideraven una deshonra- encara que molts d'ells fossin pessimistes sobre les possibilitats de guanyar la guerra. El general Tsukada, subcap de l'Estat Major de l'Exèrcit, havia dit en la reunió:

| « | En general, les possibilitats si anem a la guerra, no són brillants. Tots ens preguntem si no hi ha alguna manera per procedir pacíficament. No obstant això, no és possible mantenir el statu quo. Per tant, s'arriba inevitablement a la conclusió que hem d'anar a la guerra. Jo, Tsukada, crec que la guerra no pot ser evitada. Ara és el moment. Fins i tot si no anem a la guerra ara, haurem de fer-ho l'any que ve, o dos anys després. Ara és el moment. L'esperit moral del Japó, la Terra dels Déus, resplendirà en aquesta ocasió. La probabilitat que l'avanç cap al sud del Japó permeti a Alemanya i Itàlia derrotar Gran Bretanya és alta, i la probabilitat de forçar a la Xina a capitular és fins i tot més alta de l'actual. Llavors podrem fins i tot forçar Rússia a capitular. Si ens apoderem del Sud, podrem donar un cop dur als recursos nord-americans de defensa nacional. És a dir, construirem una muralla de ferro, i dins d'ella destruirem, un per un, als estats enemics a Àsia; i a més, derrotarem als Estats Units i Gran Bretanya. | » |

El 4 de novembre es va reunir el Consell Suprem de Guerra, presidit excepcionalment per l'emperador Hirohito -a qui dos dies abans els caps dels estats majors de l'Exèrcit i de l'Armada havia informat dels plans de guerra que incloïen l'atac a Pearl Harbor-. El Consell no es va oposar a l'acord de la conferència d'enllaç que les negociacions diplomàtiques i els preparatius per a la guerra es desenvoluparien al mateix temps. A la reunió el primer ministre Tojo es va mostrar molt més bel·licista que en la conferència d'enllaç celebrada tres dies abans. «Si ens limitem a quedar-nos de braços plegats i permetem que el nostre país torni a ser el" petit Japó "d'altres temps, estaríem embrutant la seva enlluernadora història de dos mil sis-cents anys», va afirmar.
L'endemà, 5 de novembre, es va celebrar la Conferència Imperial, en una atmosfera de preocupació i abatiment, compartida també per l'emperador. el ministre d'Afers Exteriors Togo va ser l'encarregat de presentar els acords assolits en la conferència d'enllaç del dia 1 de novembre que rebrien la sanció imperial i sorprenentment va realitzar un discurs bel·licista, acusant els Estats Units de ser l'agressor.
| « | El president Roosevelt s'està aprofitant de la forta posició econòmica nord-americana. Com si ja hagués entrat en la guerra, està ajudant a la Gran Bretanya i recorrent a una política econòmica cruelment opressiva pel Japó. Des de mitjans d'abril d'aquest any, hem participat en negociacions extraoficials per a la normalització de les relacions entre els Estats Units i el Japó. El govern imperial ha estat honest i just en la seva actitud en aquestes negociacions des del principi, buscant l'estabilitat de l'est d'Àsia i la pau mundial. | » |

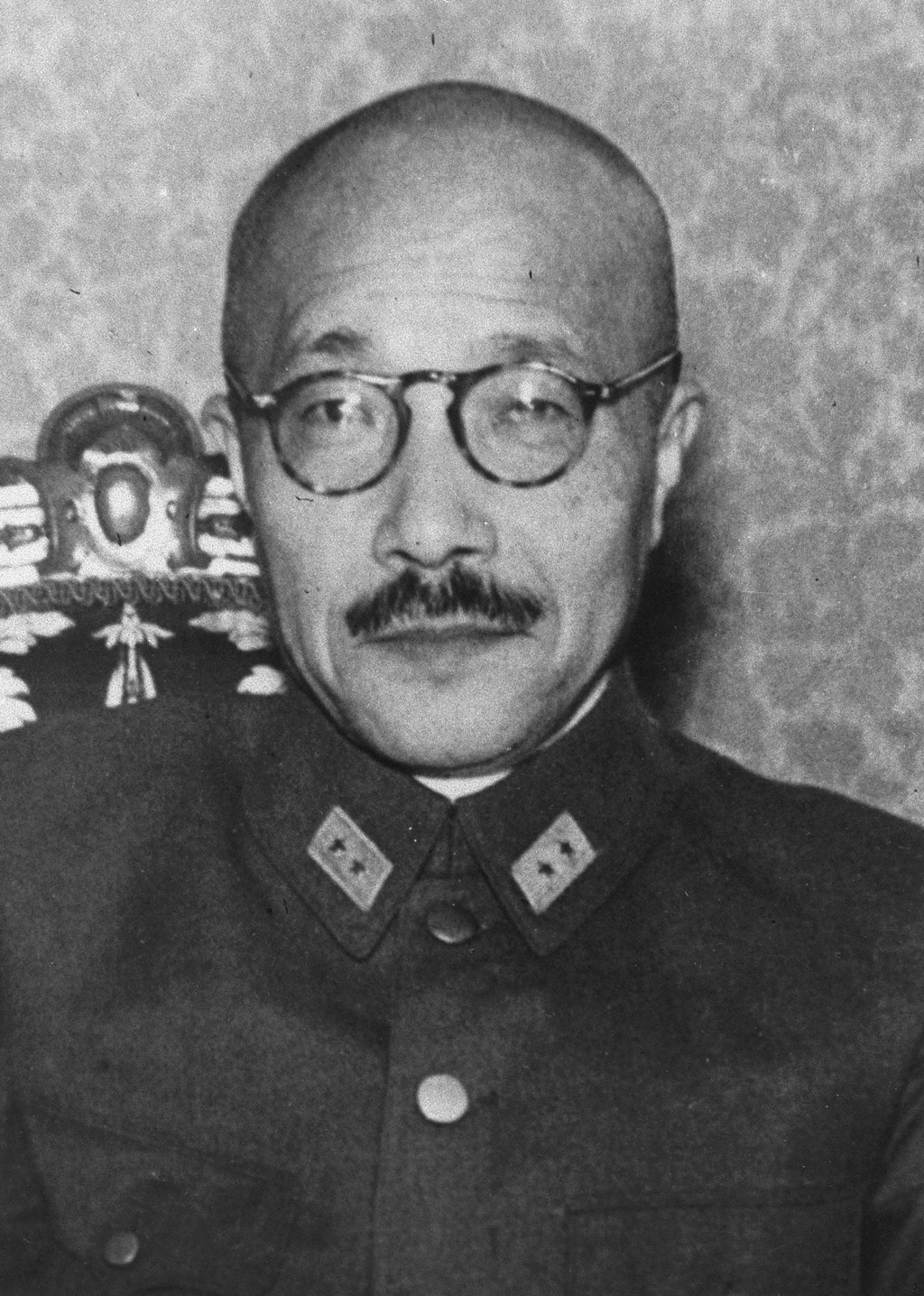
El primer ministre Hideki Tojo.

El primer ministre Tojo va destacar que si les converses fracassaven, no quedava més opció que anar a la guerra per evitar que el Japó quedés reduït a una «nació de tercera classe». «Dins dos anys no tindrem petroli per a ús militar. Els vaixells quedaran detinguts. Quan penso en l'enfortiment de les defenses nord-americanes al sud-oest del Pacífic, l'expansió de la flota nord-americana, l'inacabat Incident de la Xina, i tota la resta, no veig el final de les dificultats. Podem parlar d'austeritat i patiment, però ¿pot el nostre poble suportar aquest tipus de vida durant molt de temps?». Després quan va ser preguntat pel president del Consell Privat Hara sobre la retirada de les tropes de la Xina, Tojo va exaltar els sacrificis que el Japó havia fet des que la guerra havia començat i ha afegit que la retirada deixaria al Japó en una posició pitjor que la tenia abans de la guerra. Xina seria més poderosa que abans i «podria fins i tot intentar apoderar-se de Manxúria, Corea i Formosa». Hara va estar d'acord amb Tojo i va afirmar que era impossible acceptar totes les demandes dels Estats Units «des del punt de vista de la situació política interior i de la nostra autopreservació». I va afegir: «Si perdem aquesta oportunitat d'anar a la guerra, haurem de sotmetre'ns als dictats dels Estats Units. Així doncs, reconec que és inevitable que decidim iniciar la guerra contra els Estats Units». L'emperador en aquesta ocasió va romandre en silenci.

### 27 de novembre: Japó trenca les converses en resposta a la Nota Hull

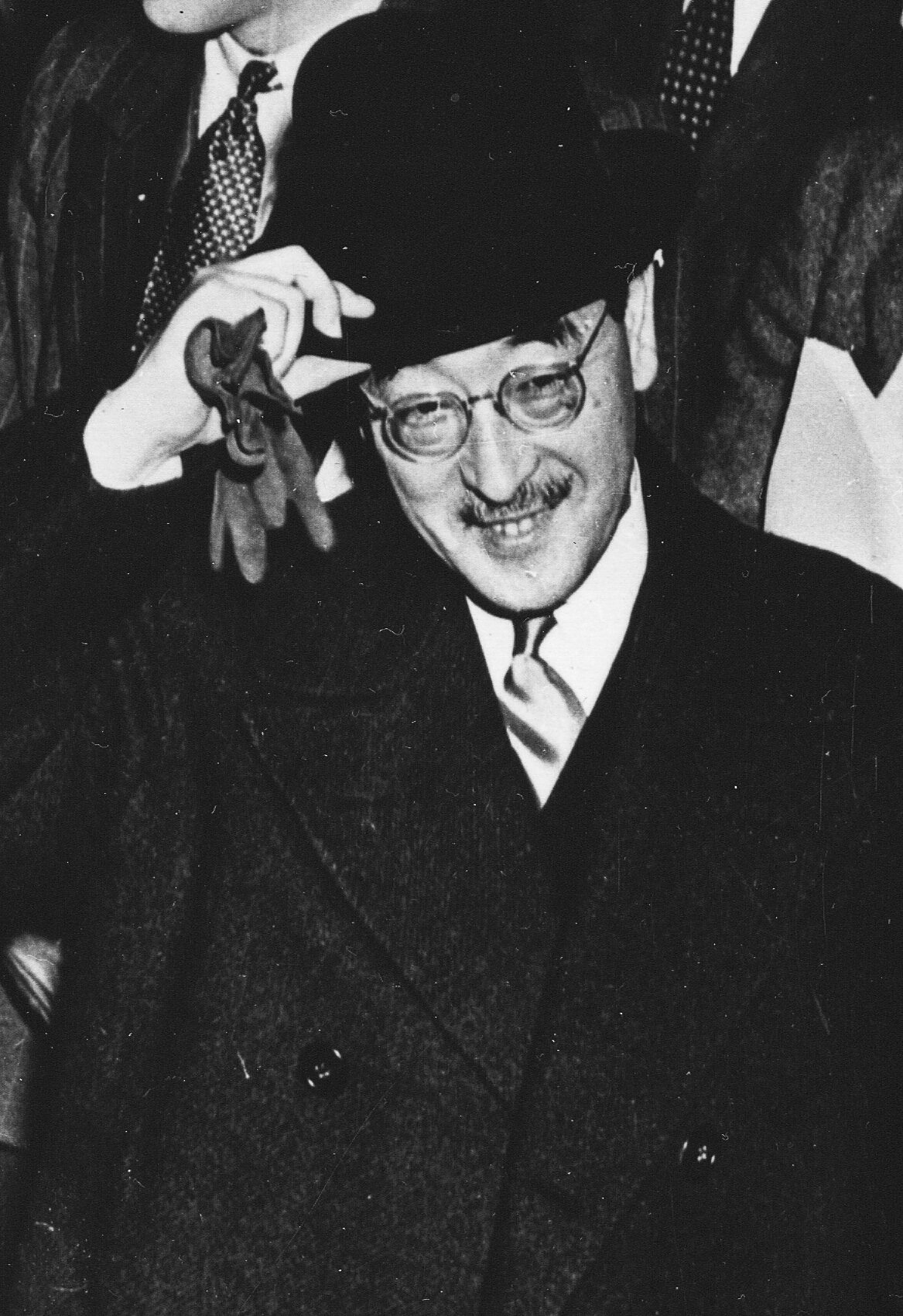
Saburo Kurusu

Dos dies després de celebrar-se la conferència d'enllaç en què es va decidir ampliar la data límit per a les converses amb els Estats Units al 30 de novembre, el ministre d'Afers Exteriors Shigenori Togo va encarregar a l'experimentat diplomàtic Saburo Kurusu que anés a Washington amb la missió de portar les negociacions amb el govern nord-americà. Togo va informar de les condicions japoneses pactades en la conferència d'enllaç del dia 1 de novembre per arribar a un acord amb els Estats Units: un Pla A, en el qual no es feia cap concessió important, i un Pla B que només s'hauria de plantejar com a últim recurs i que incloïa la retirada de les tropes japoneses del sud de la Indoxina francesa. Abans de marxar, Kurusu es va entrevistar amb el primer ministre, el general Hideki Tojo, qui li va dir: «Feu tot el possible i torni amb un acord».
Kurusu va sortir del Japó el 7 de novembre, el mateix dia en què l'ambaixador Nomura presentava al secretari d'Estat Cordell Hull el Pla A, que Togo li havia enviat des de Tòquio -comunicació que va ser interceptada i descodificada pels serveis d'intel·ligència nord-americans que van interpretar que el Japó estava preparant-se per la guerra mentre mantenia les converses diplomàtiques i així ho van comunicar al secretari Hull -. Quan Kurusu va arribar a Washington el 15 de novembre encara no s'havien iniciat les negociacions formals -Hull li havia dit a Nomura que abans era necessari efectuar «converses exploratòries»-. Mentrestant els preparatius bèl·lics continuaven i el mateix dia de l'arribada de Kurusu a Washington s'havia reunit a Tòquio la conferència d'enllaç en la qual s'havia aprovat el «Pla per a Facilitar la Conclusió de la Guerra amb els Estats Units, gran Bretanya i els Països Baixos ». Aquest deia:

| « | El nostre objectiu és destruir ràpidament les bases situades a l'Extrem Orient que pertanyin als Estats Units, Gran Bretanya i els Països Baixos, a fi d'assegurar la nostra supervivència i defensa, alhora que intentem activament obtenir la rendició del règim de Chiang Kai-shek, cooperant amb Alemanya i Itàlia per obligar els britànics a què es rendeixin primer i intentar privar als Estats Units de la voluntat de seguir lluitant. | » |

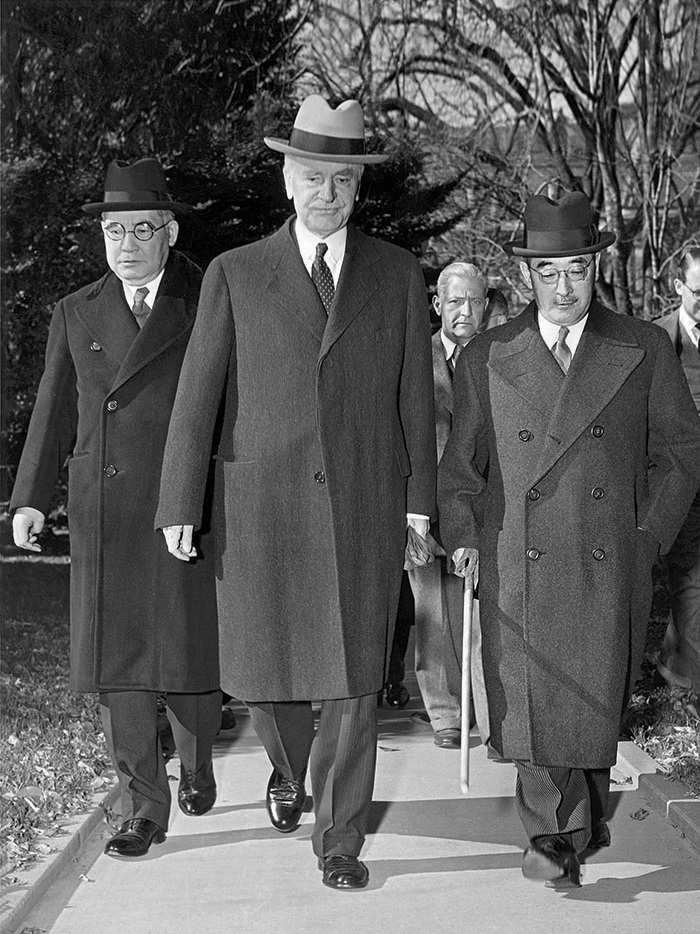
Nomura (esquerra) i Kurusu (dreta) amb el secretari d'Estat Hull.

El 17 de novembre Kurusu es va entrevistar amb Roosevelt al Despatx Oval, reunió a la qual també van assistir l'ambaixador Nomura i el secretari d'Estat Hull. Kurusu li va demanar al president que veiés la situació des de «la perspectiva japonesa», al que Roosevelt li va contestar: «Entre amics mai està dita l'última paraula», frase que el va impressionar. No obstant això, no es va avançar en els temes crucials, especialment pel que fa al desig nord-americà que el Japó abandonés el Pacte Tripartit -en una reunió anterior Hull li havia dit a Nomura que li resultaria molt difícil «fer creure a la població d'aquest país i a la de totes les nacions pacífiques que el Japó estava actuant amb la intenció de la pau», ja que «estava lligat per una aliança a l'agressor més flagrant que ha aparegut al planeta en els últims dos mil anys», afegint a continuació que si el govern dels Estats Units «arribava a un acord amb el Japó, mentre el Japó seguia obligat amb Alemanya», la gent podria «linxar-me» -. En el memoràndum que va escriure Hull sobre la reunió va anotar que «pel que fa als tres principals punts que separen els nostres dos països [la igualtat d'oportunitats comercials, la retirada de la Xina i el Pacte Tripartit] ... no es va fer cap esforç per resoldre aquestes qüestions a la reunió».
No va ajudar gens a les «converses exploratòries» el discurs, radiat per primera vegada a tot el país, que va pronunciar el mateix dia de l'entrevista de Kurusu amb Roosevelt el primer ministre Tojo davant el parlament japonès en què va dir que les sancions econòmiques imposades pels Estats Units eren «un acte agressiu i hostil equivalent a un conflicte armat», demanant a continuació la unió de la nació «passi el que passi». Va finalitzar la seva al·locució expressant el seu respecte i gratitud cap a les «ànimes heroiques dels morts en combat» per protegir la seva nació. Honorar als soldats caiguts era precisament l'argument que Tojo sempre havia esgrimit per oposar-se a la retirada de la Xina.
L'endemà, 18 de novembre, Kurusu i Nomura es van reunir amb Hull, que va reiterar que mentre el Japó seguís lligat al Pacte Tripartit no sabia si «podria fer-se alguna cosa per arribar a un acord satisfactori». Llavors va ser quan inesperadament l'ambaixador Nomura va passar directament al Pla B i va suggerir la retirada de les tropes japoneses del sud d'Indoxina, de manera que els dos països poguessin «[tornar] a l'estatus existent abans d'aquesta data al juliol ... abans que [Estats Units] posés en vigor les mesures de congelació». Però a Hull no li va semblar suficient i va dir que l'embargament no seria aixecat fins que els japonesos haguessin «pres definitivament un rumb pacífic i renunciat als plans de conquesta». Nomura va insistir i llavors Hull va dir que consultaria la nova proposta japonesa amb els britànics i amb els holandesos.
Kurusu i Namura van enviar un missatge optimista a Tòquio sobre la marxa de les converses, però el 20 de novembre van rebre un dur telegrama del ministre Togo que estava furiós perquè abans d'haver explorat totes les possibilitats del Pla A haguessin passat al Pla B i sobretot perquè haguessin presentat la retirada de les tropes del sud d'Indoxina com una proposta aïllada. Així que els va ordenar que presentessin una versió del Pla B que a més de la retirada de les tropes, que apareixia en cinquè i últim lloc, incloïa quatre punts: 1) el compromís del Japó de no anar més enllà de la Indoxina en els seus avanços militars; 2) la cooperació per a l'obtenció dels recursos de les Índies Orientals Holandeses; 3) l'aixecament de l'embargament de petroli i de la congelació dels actius japonesos als Estats Units; 4) el compromís dels Estats Units que no intervindria en la pau sino-japonesa que posés fi a la guerra que mantenien des de 1937. Togo concloïa dient: «Si no podem obtenir l'aprovació nord-americana per aquest pla, simplement haurem d'acceptar la possibilitat que les converses hagin fracassat».

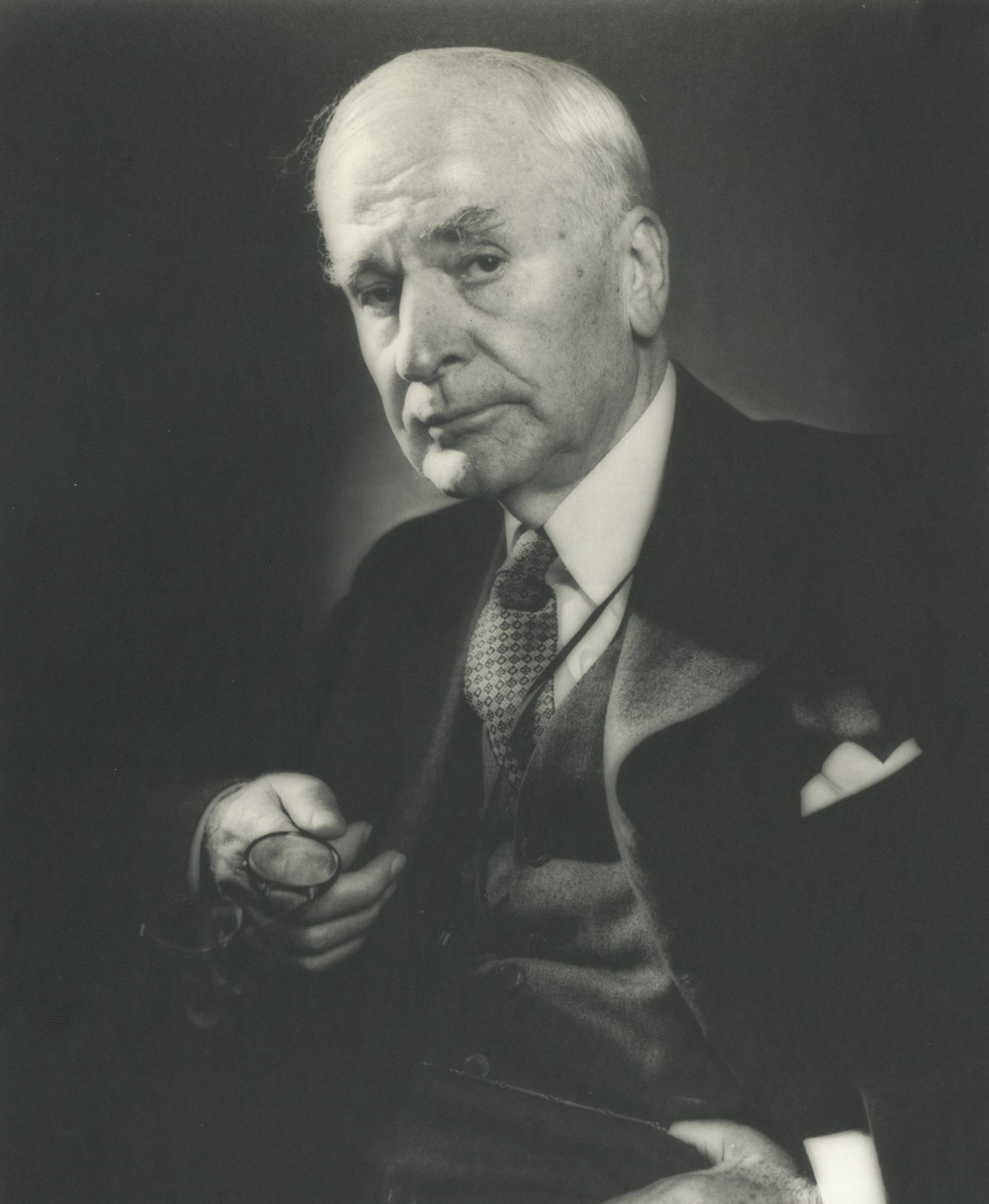
El secretari d'Estat Cordell Hull.

El 20 de novembre Nomura i Kurusu van lliurar personalment el Pla B complet al secretari Hull, qui els va rebre molt fredament per a consternació dels dos representants japonesos. Hull els va dir que el públic nord-americà veia al Japó com un aliat de la Alemanya nazi i que entre els dos volien repartir-se el món. Pel que fa a la proposta japonesa els va comentar privadament que la considerava com un ultimàtum, afegint a continuació que les seves estipulacions eren «tan ridícules que cap alt funcionari nord-americà podria haver somiat mai en acceptar-les».
L'endemà Kurusu, aclaparat perquè s'esgotava el temps, va prendre una iniciativa pel seu compte i es va entrevistar amb Hull per presentar-li una nota personal en la qual li deia que si els Estats Units entrava en guerra a Europa, Japó actuaria de forma independent respecte dels socis del Pacte Tripartit. A la nota personal Kurusu esmentava l'article III del Pacte, que, segons ell, permetia al Japó «interpretar les seves obligacions amb llibertat i independència». «El meu govern mai llançaria al poble del Japó a la guerra a instàncies d'una potència estrangera; només acceptarà la guerra com a necessitat última i ineludible per mantenir la seva seguretat i preservar la vida nacional contra una injustícia activa», deia també la nota. Però Hull, segons va apuntar en el memoràndum de la reunió, no va considerar que el que deia «fora a ser d'especial utilitat» i la va descartar.
La resposta definitiva del govern nord-americà va ser lliurada a Kurusu i a Nomura a última hora de la tarda del 26 de novembre pel secretari Hull i en essència suposava tornar a la posició inicial nord-americana, però en un to molt més dur i afegint noves demandes. Es tractava d'un document titulat «Esbós de la Base Proposta per a un acord entre els Estats Units i el Japó», que seria més conegut com la Nota Hull. Una primera dificultat per a la seva acceptació pels representants japonesos era que es proposava un acord multilateral de no-agressió que havia d'incloure també a la Gran Bretanya, la Xina, Països Baixos, la Unió Soviètica i Tailàndia, quan només estaven autoritzats a arribar a un acord bilateral. Però el més greu per a ells era la segona part titulada «Passos que han de donar els Governs dels Estats Units i el Japó» i que constava de deu punts, en la qual es recollien les condicions que els Estats Units exigia per assolir l'acord: la retirada de les tropes japoneses d'Indoxina i de la Xina; el reconeixement del govern de Chiang Kai-shek amb seu a Chongqing com a únic govern legítim de la Xina -el que implicava que el Japó retirés el suport al govern titella de Wang Jingwei -; la renúncia als drets de extraterritorialitat a la Xina i als avantatges i drets derivats del Protocol Boxer de 1901; el reconeixement de la llibertat de comerç i de la igualtat d'oportunitats com els principis que havien de regir les relacions econòmiques a Àsia. En els «Deu Punts» de Hull també s'incloïa l'abandonament pel Japó del Pacte Tripartit. En contrapartida, els Estats Units oferien la descongelació dels actius japonesos i l'inici de converses per establir un nou tractat comercial i a més llarg termini assegurar la pau en el Pacífic.

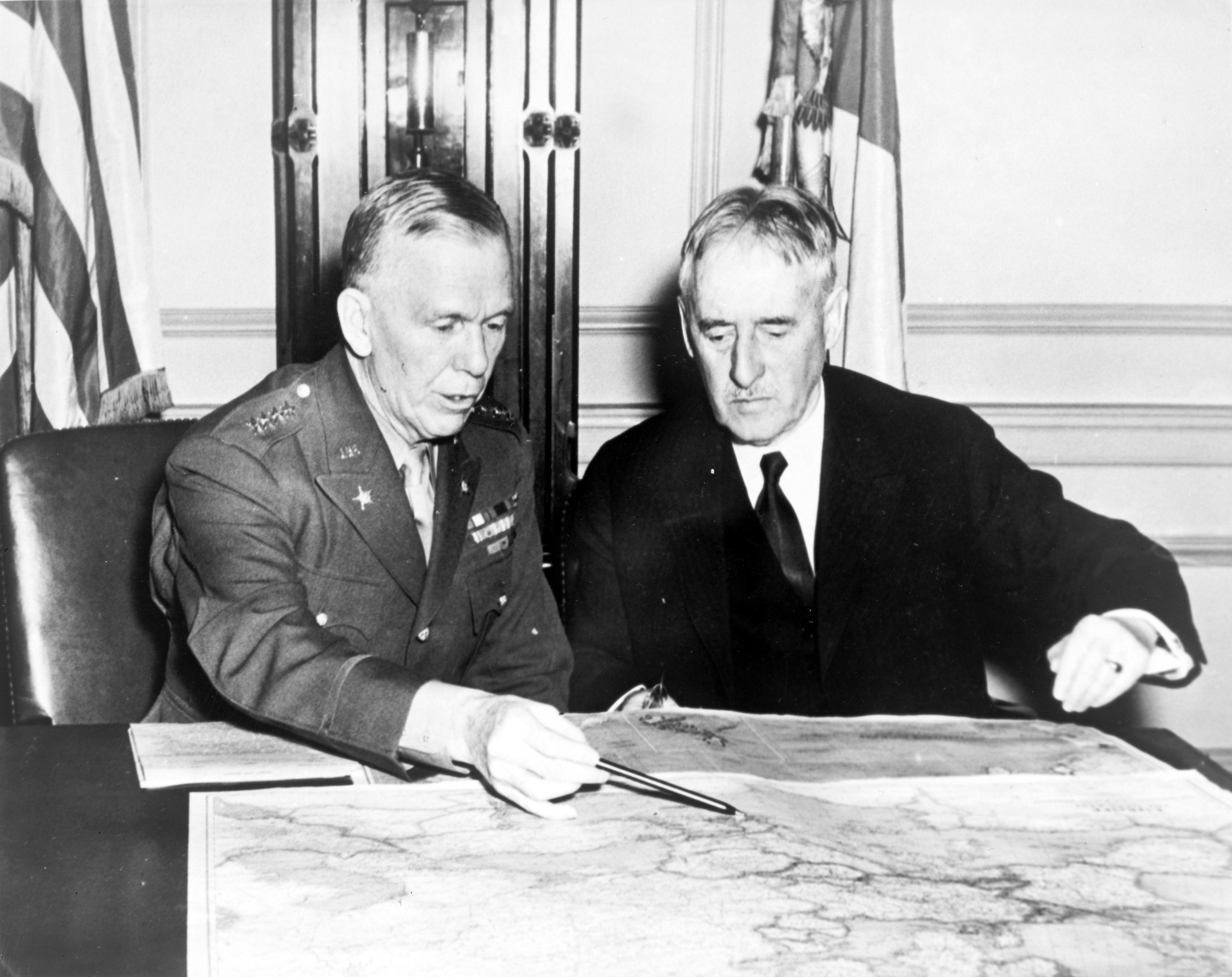
El secretari de Defensa Henry Stimson amb el general George Marshall, cap de l'Estat Major de l'Exèrcit, el gener de 1942.

Hull va reconèixer més tard que no pensava «seriosament que el Japó acceptaria la nostra proposta», pel que creia que podria significar la guerra amb el Japó, i així li ho va comentar al secretari de Defensa Henry Stimson: «Jo ja m'he rentat les mans amb aquest assumpte; ara queda a les teves mans i en les de Knox [secretari de Marina], l'exèrcit i l'armada ». Segons Antony Beevor, «només una renúncia immediata i completa dels Estats Units i Gran Bretanya a les seves pretensions hauria pogut evitar el conflicte en aquells moments. Però semblant signe de debilitat occidental probablement havia animat els japonesos a llançar el seu atac frontal».

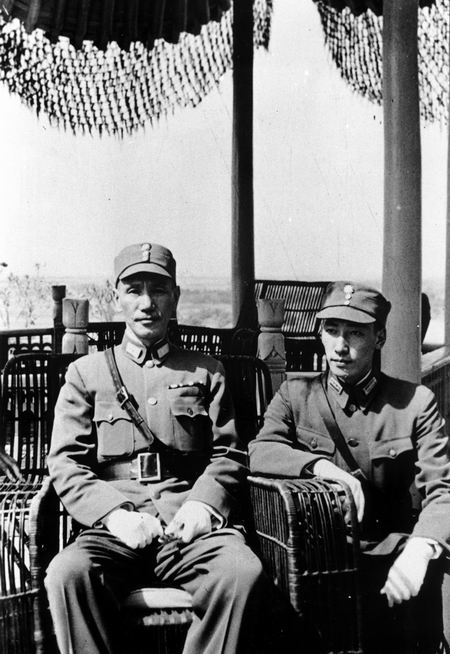
El president de la República de la Xina Chiang Kai-shek amb el seu fill Chiang Wei-kuo en 1941.

La tornada a la dura posició inicial, en lloc de buscar un modus vivendi com es van arribar a plantejar inicialment Roosevelt i Hull, es va deure essencialment a dos factors. El primer va ser el poc entusiasme dels governs de la Gran Bretanya, Països Baixos i Austràlia sobre la proposta japonesa  i, sobretot, el rebuig radical del govern xinès de Chiang Kai-shek, que li va fer veure al govern nord-americà que si contemporitzava amb el Japó, segons va explicar Hull després de la guerra, es corria el risc «que s'enfonsessin la moral i la resistència xineses, i fins i tot que es desintegrés la mateixa Xina ». de fet el primer ministre britànic Winston Churchill havia enviat un telegrama al president Roosevelt donant suport a la postura de Chiang Kai-shek i expressant la seva preocupació sobre el possible enfonsament de la Xina.

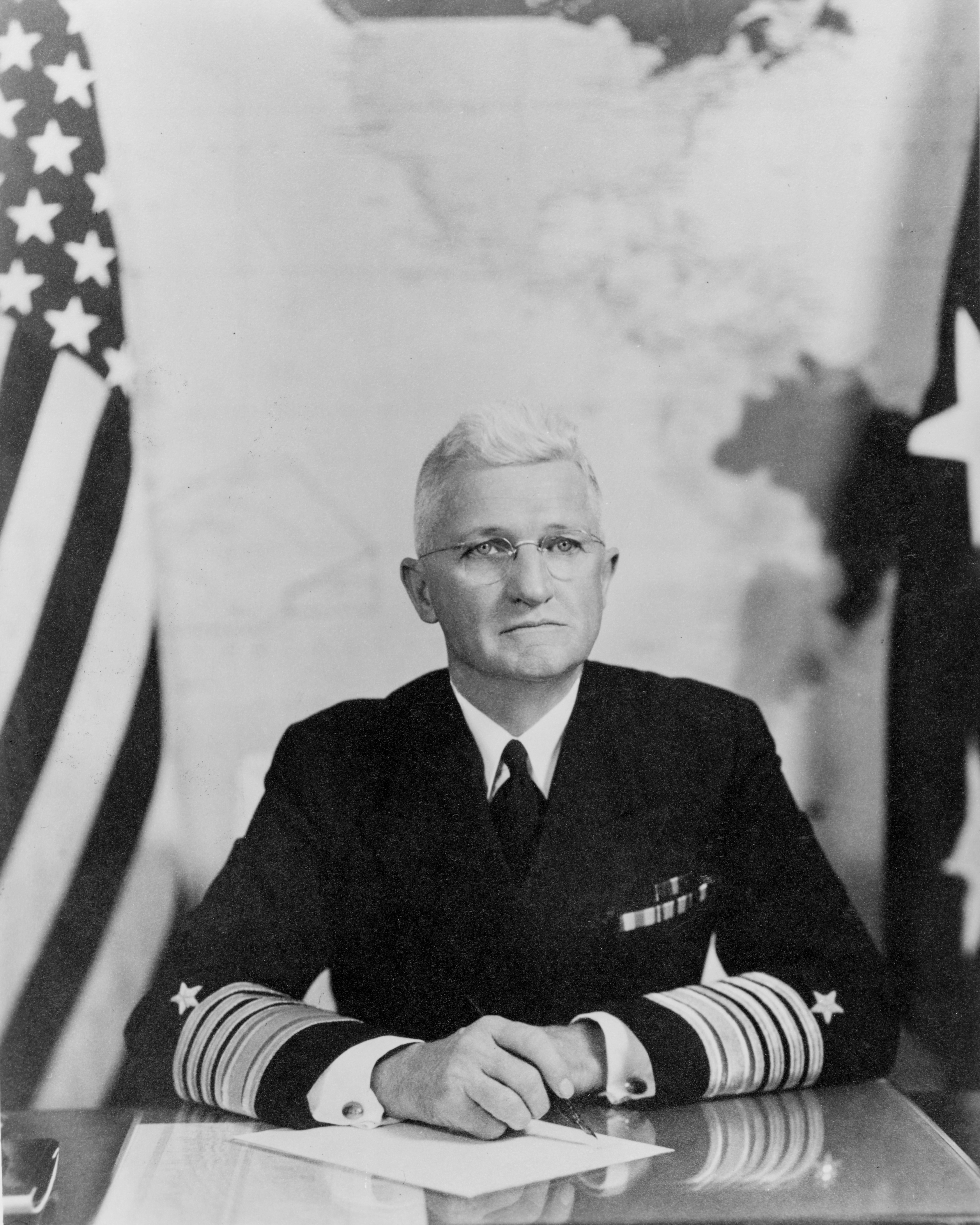
Almirall Harold R. Stark

El segon factor, probablement el més decisiu, va ser un informe de la intel·ligència militar sobre moviments de tropes japoneses al sud-est d'Àsia -s'havia detectat un gran comboi de vaixells de guerra i vaixells de transport amb uns 50.000 soldats a bord travessant el mar de la Xina Meridional - el que indicava que el Japó es disposava a llançar un atac en qualsevol moment. Aquesta conclusió venia avalada per un telegrama enviat pel ministre Togo a l'ambaixada de Washington, que havia estat desxifrat pels serveis secrets nord-americans, en el qual es deia que si després del 29 de novembre no s'havia arribat a un acord diplomàtic, les coses avançarien «de forma automàtica». Quan va ser informat dels moviments de tropes el president Roosevelt es va posar furiós perquè era una prova de la mala fe dels japonesos i va dir que això «canviava la situació completament» -més tard va dir que estava convençut que els japonesos atacarien als Estats Units segurament l'1 de desembre, «ja que és notori que els japonesos ataquen sense avisar»-. no obstant això, la volta a una postura de fermesa enfront del Japó no significava que el govern nord-americà volgués entrar en guerra en aquells moments, ja que tant el  Cap d'Estat Major de l'Exèrcit, el general George Marshall, com el Cap d'Operacions Navals, l'almirall Harold R. Stark, havien informat al president Roosevelt que els Estats Units encara no estaven preparats.

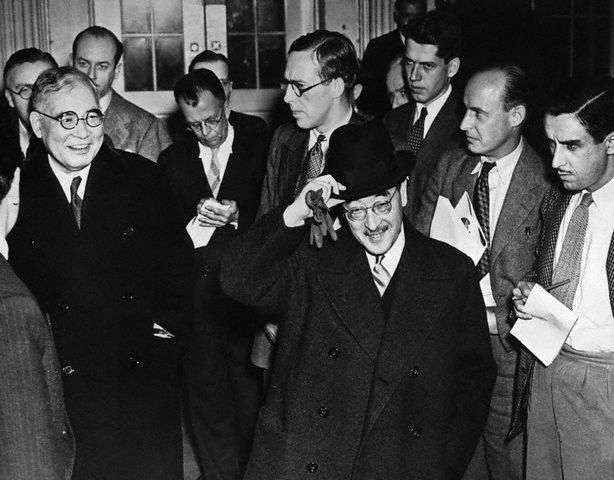
Nomura (esquerra) i Kurusu (dreta) a la sortida de la seva entrevista amb el president Roosevelt el 27 de novembre.

Kurusu i Nomura després de llegir el document van intentar que Hull rebaixés alguna de les demandes -com la multilateralitat de l'acord o la retirada del suport a Wang Jingwei- doncs sabien que el seu govern les rebutjaria -com ha assenyalat la historiadora Eri Hotta, «l'esbós feia la impressió que els Estats Units estava exigint al Japó una rendició incondicional sense haver-lo vençut en una guerra»- però Hull es va negar en rodó. Llavors van demanar entrevistar-se amb el president i la reunió va tenir lloc l'endemà. Roosevelt els va dir que no pensava introduir cap modificació a la Nota Hull i ho va justificar referint-se als recents «moviments i declaracions japonesos, que apunten de forma inequívoca a la conquesta mitjançant la força, ignorant tota possibilitat d'un acord pacífic i els principis en què aquest es recolza». Així mateix es va mostrar decebut amb els líders japonesos, els quals «seguien expressant la seva oposició als principis fonamentals de la pau i l'ordre», afegint a continuació una declaració categòrica: «Mentre l'element contrari a la pau que controla el govern no es decideixi definitivament a actuar i a manifestar-se en una direcció pacífica, no hi haurà converses que puguin dur a algun lloc, com s'ha demostrat de manera palmària». Finalment el president Roosevelt va vaticinar que si «per desgràcia [Japó] decideix seguir el hitlerisme i pren el camí de l'agressió» seria «el gran perdedor». Quan va acabar la reunió el Departament d'Estat, en contra de la política seguida fins llavors, va informar la premsa del que s'havia tractat.  The New York Times  va publicar l'endemà, 28 de novembre: «Tots els esforços dels Estats Units per resoldre les seves diferències amb el Japó sembla que es van esgotar ahir i que correspon a Tòquio fer el següent pas, que pot ser diplomàtic o militar».

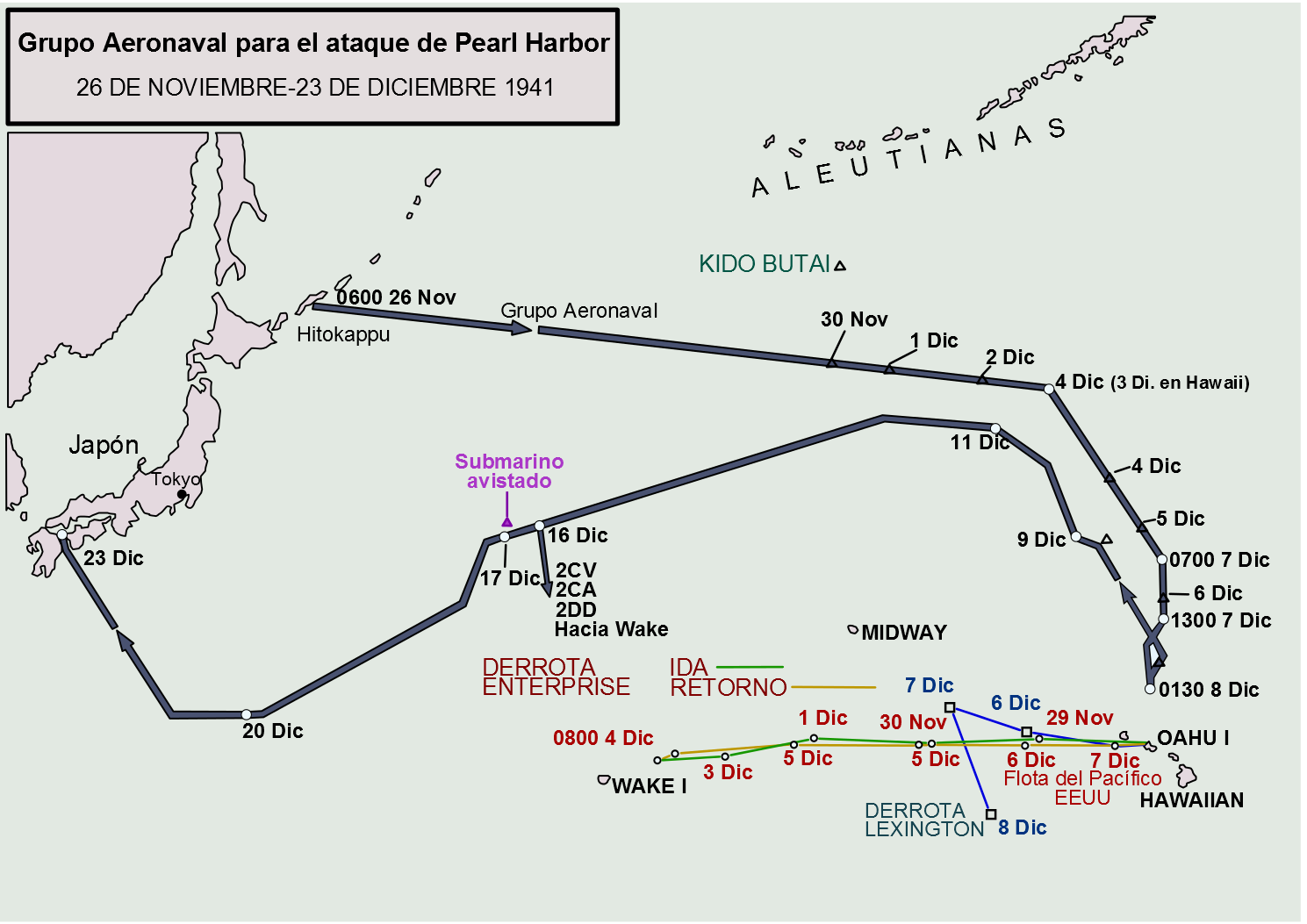
Derrota seguida per la flota japonesa per anar i tornar de l'atac a Pearl Harbor.

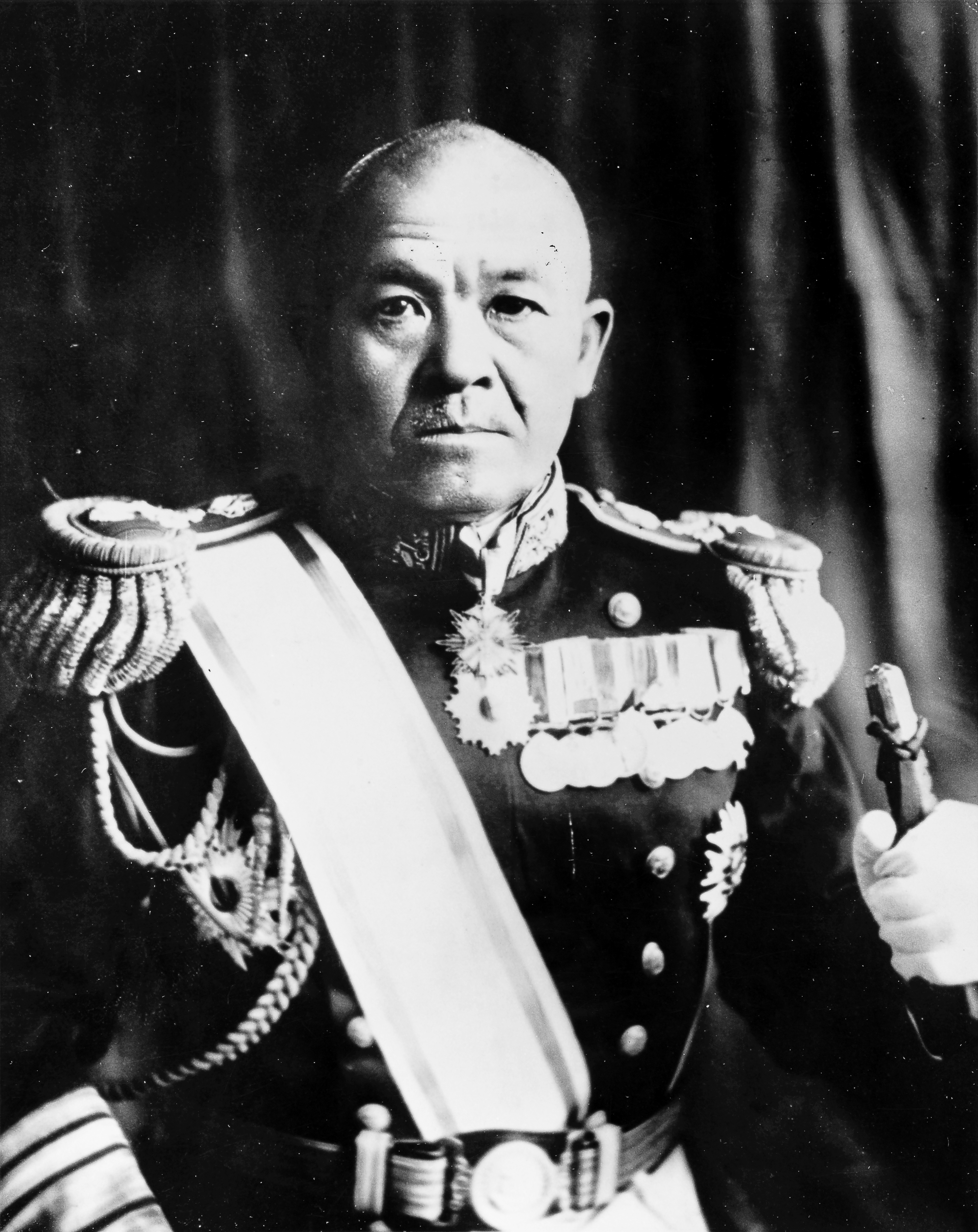
Chuichi Nagumo

El mateix dia que els representants japonesos a Washington rebien la Nota Hull salpava en secret de la badia de Hitokappu, a l'illa de Iturup de l'arxipèlag de les Kurils, la flota japonesa al comandament del vicealmirall Chūichi Nagumo que anava a atacar Pearl Harbor. Va ser llavors quan es va informar les tripulacions i als pilots de quin era l'objectiu de la missió.  La flota estava composta per sis portaavions, amb l'Akagi com a vaixell insígnia, escortats només per dos cuirassats, dos creuers i onze destructors. El govern nord-americà, que controlava en part les comunicacions xifrades japoneses i havia desplegat avions i vaixells de reconeixement, no es va assabentar de la sortida de la força naval que anava a atacar Pearl Harbor perquè es va realitzar sense utilitzar la ràdio i sota forts xàfecs.
Al migdia del 27 de novembre, un dia després que la flota que anava a atacar Pearl Harbor hagués salpat en secret -ni tan sols el primer ministre Hideki Tōjō coneixia els detalls-, va arribar la Nota Hull al Govern japonès. Tot i que no contenia una data límit per a ser contestada, el govern i els estats majors de l'Exèrcit i de l'Armada la van entendre com un ultimàtum -i com un insult -. El ministre Togo, que es va plantejar dimitir, va escriure més tard: «Vaig perdre tota esperança. Vaig intentar imaginar que m'ho empassava [les demandes], però no hi havia manera que em passessin per la gola ». Els consternats líders japonesos, furiosos sobretot per l'exigència de la retirada completa de les tropes japoneses de la Xina, van tornar a recórrer a la teoria del «cèrcol ABCD» per acusar els Estats Units de ser l'agressor. Per la seva banda els alts oficials més bel·licistes van considerar la nota com «pràcticament un miracle» doncs en fer impossible la solució diplomàtica deixava a la guerra com a única alternativa.

### 1 de desembre: la Conferència Imperial ratifica la decisió d'entrar en guerra amb els Estats Units

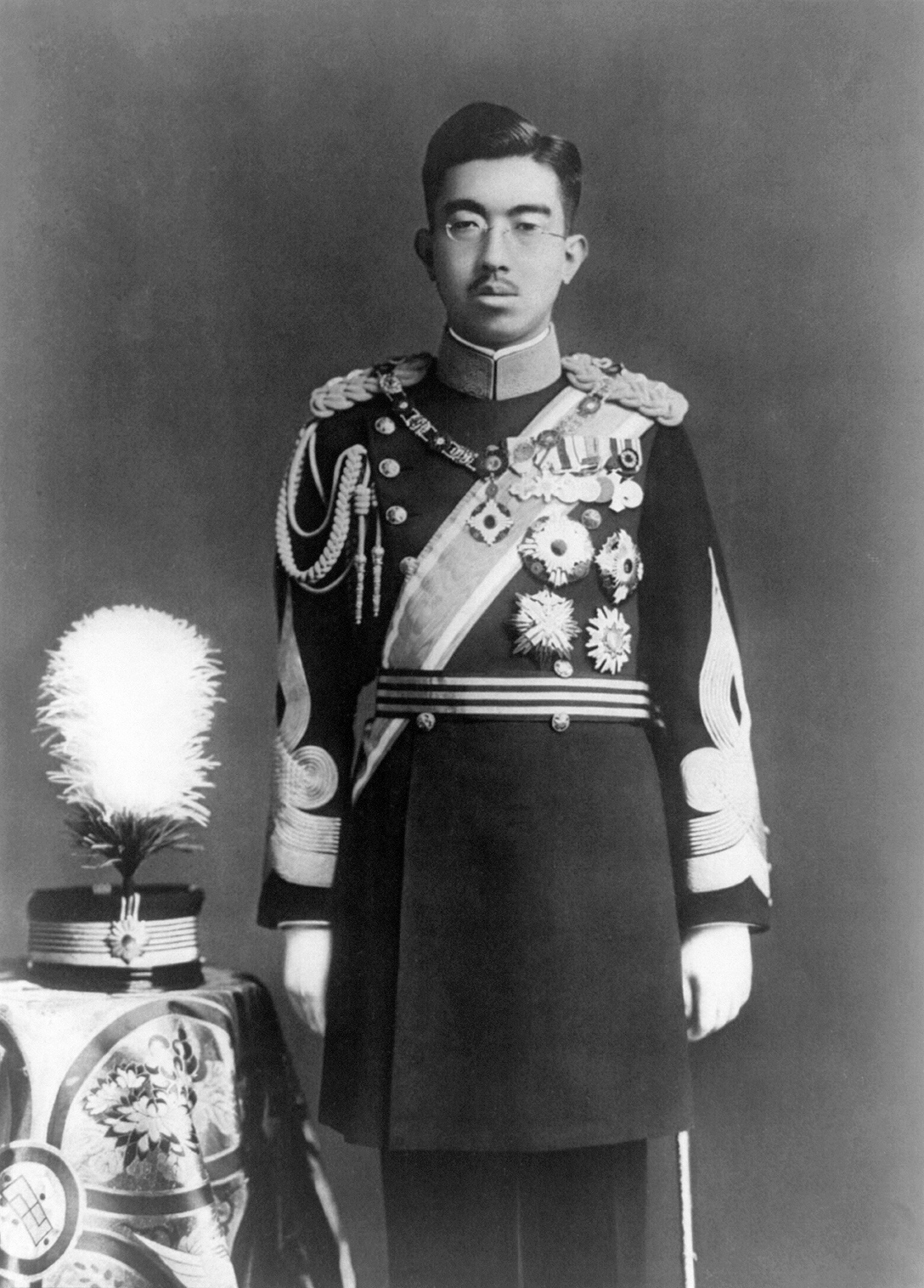
L'emperador Hirohito vestit d'uniforme militar el 1935.

El 29 de novembre l'emperador Hirohito va reunir en un dinar a tots els exprimers ministres perquè li donessin la seva opinió sobre la Nota Hull. Encara que tots estaven en contra de la guerra, només l'almirall Mitsumasa Yonai, l'oposició a la signatura del Pacte Tripartit havia provocat la seva caiguda al juliol de l'any anterior, es va atrevir a parlar clarament: «Els demano que em disculpin per expressar la meva opinió amb cruesa, però crec que no hem de caure en la misèria absoluta en el nostre esforç per evitar una misèria gradual». L'únic que va seguir aquesta argumentació va ser sorprenentment el príncep Fumimaro Konoe, que havia substituït Yonai i havia signat el Pacte Tripartit i autoritzat la invasió de la Indoxina francesa. «¿No hauríem d'esperar fins que arribessin les dificultats i intentar sortir ara d'aquest punt mort?», Es va preguntar. Ningú li va respondre. Tojo després de la guerra va afirmar que l'opinió majoritària expressada en la reunió va ser que «si aquesta guerra era sobre la supervivència, llavors hem d'estar preparats per fer la guerra, fins i tot si es preveia la derrota».
Aquest mateix dia, 29 de novembre a la tarda, es va reunir la conferència d'enllaç que a proposta del primer ministre Tojo va acordar entrar en guerra. Els caps dels estats majors van informar que tots els preparatius bèl·lics estaven gairebé completament ultimats. Va ser llavors quan els membres del govern van ser informats que la data de l'inici dels atacs era el 8 de desembre, encara que seguien sense conèixer els objectius i que un d'ells era Pearl Harbor.

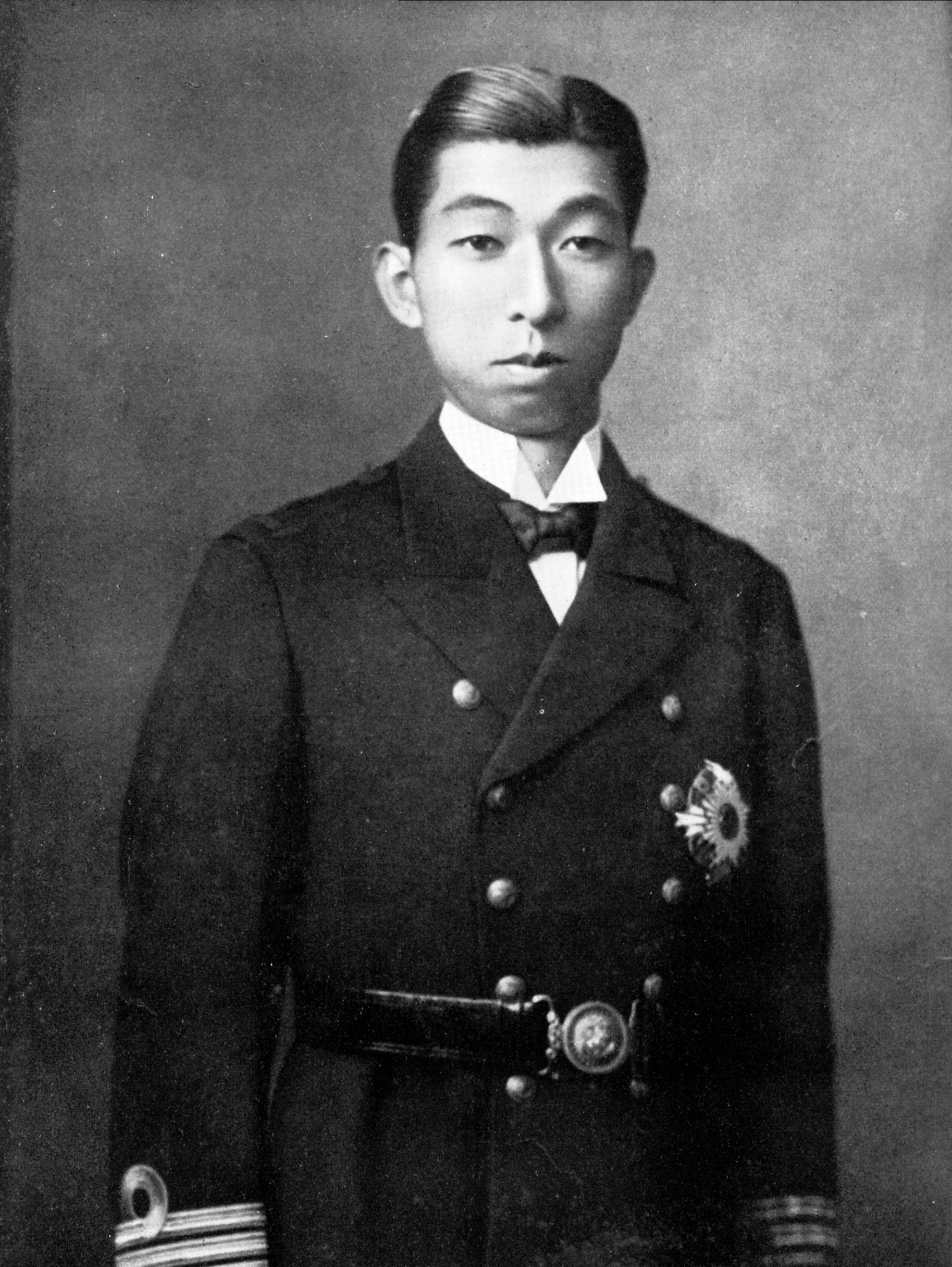
Príncep Nobuhito Takamatsu, germà menor de l'emperador Hirohito.

El 30 de novembre el germà menor de l'emperador Hirohito, el príncep i contraalmirall de l'Armada Imperial Nobuhito Takamatsu, va intentar convèncer-lo perquè impedís la guerra. «l'Armada no es pot permetre lluitar. Dona la sensació que, si fos possible, l'Armada preferiria evitar una guerra amb els Estats Units. Si deixem passar aquesta oportunitat, serà impossible evitar-la. L'Armada començarà a mobilitzar-se per al combat l'1 de desembre. Després d'aquesta data, [la guerra] serà incontenible», li va dir. Hirohito li va contestar que temia una possible derrota del Japó, però que ell no podia interferir en les decisions que havien pres el govern i l'Alt Comandament. Més endavant Hirohito justificaria la seva actitud dient: «Si jo no hagués aprovat la guerra, [el primer ministre]  Tojo hauria dimitit, s'hauria produït un gran cop d'Estat i al seu torn això hauria donat lloc a absurds arguments en pro de la guerra».

Res més anar-se'n de palau el príncep Takamatsu, el guardià del segell privat Koichi Kido, que creia que no era «el moment apropiat» perquè l'emperador intervingués, va cridar a palau a Tojo perquè aclarís els dubtes d'Hirohito, però aquell va delegar la tasca en el Cap de l'Estat Major de l'Armada Osami Nagano i en el ministre de Marina Shigetaro Shimada - «les estratègies navals ho són tot [en aquesta guerra]», va dir-. Nagano i Shimada li van dir a l'emperador que els engranatges de la guerra ja havien començat a moure «automàticament» amb l'objectiu de curar-se del «càncer del Pacífic».
L'endemà, 1 de desembre, es va reunir la Conferència Imperial, la quarta vegada en cinc mesos. L'almirall Nagano va dir en nom dels estats majors de l'Exèrcit i de l'Armada: «Estem ara en posició de començar les operacions, segons els plans predeterminats, tan aviat com rebem l'ordre imperial de recórrer a la força». Com la data límit fixada per a les negociacions amb els Estats Units ja s'havia superat, es va aprovar l'entrada en guerra contra els Estats Units, Gran Bretanya i els Països Baixos. Hirohito no va parlar. El president del Consell Privat Hara va dir:
| « | Si cedíssim [a les exigències dels Estats Units], renunciaríem d'un sol cop no només als nostres guanys en les guerres sinojaponeses i russojaponesa, sinó també als beneficis de l'Incident de Manxúria. Això no podem fer-ho. No volem en absolut obligar el nostre poble a patir majors privacions que les que ha suportat aquests quatre anys des de l'Incident de la Xina. Però és evident que l'existència del nostre país està sent amenaçada, que els grans èxits de l'Emperador Meiji quedaran en res, i que no hi ha res més que puguem fer. Així doncs, crec que si les negociacions amb els Estats Units són impossibles, llavors el començament de la guerra, d'acord amb la decisió de la Conferència Imperial anterior, és inevitable. | » |

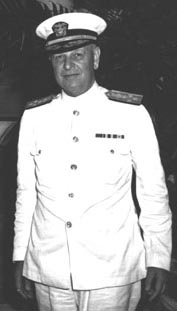
Almirall Husband E. Kimmel, cap de la Flota del Pacífic, amb base a Pearl Harbor.

L'endemà de la reunió de la Conferència Imperial, l'almirall Isoroku Yamamoto va enviar un missatge en clau al vicealmirall Nagumo al comandament de la flota que navegava en silenci cap a Pearl Harbor en el qual li ordenava llançar l'atac. El missatge deia: «escalen la muntanya Niitaka 1208».
Mentrestant els estats majors de l'Exèrcit i de la Marina dels Estats Units esperaven l'atac japonès d'un moment a l'altre. Creien que els objectius més probables serien Malaca, Tailàndia o les Filipines. Ningú esperava que l'atac fora a Pearl Harbor, enmig del Pacífic. El problema rau en el fet que els serveis d'intel·ligència no sabien on es trobaven als sis portaavions de la Primera i la segona Flota japoneses. El 2 de desembre, l'almirall Husband E. Kimmel, cap de la Flota del Pacífic, li va dir a un dels seus subordinats quan li va comunicar que seguien sense localitzar-los: «Vols dir que podrien estar envoltant Diamond Head [prop de l'entrada a Pearl Harbor] i no ho sabríeu?».

### 7 de desembre: atac a Pearl Harbor i declaració de guerra

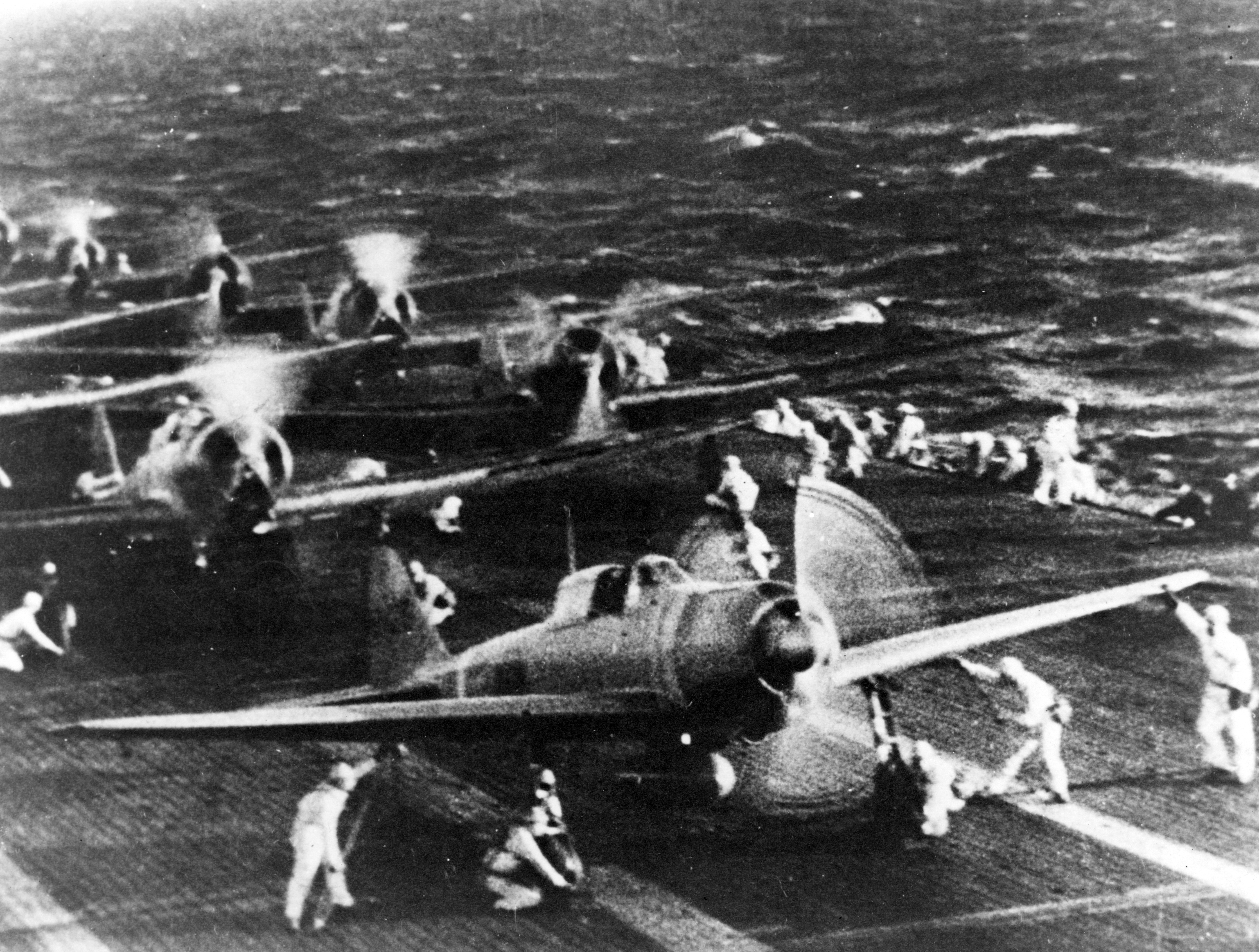
Diversos caces Zero de la segona onada es preparen per partir des del portaavions Shokaku cap a Pearl Harbor.

Considerant que el factor sorpresa era essencial en l'èxit de l'operació, el govern japonès i l'Alt Comandament -desoint l'opinió del responsable màxim d'aquesta, l'almirall Yamamoto, i fins i tot la del mateix emperador, que el Japó s'havia d'atenir al que estableix el dret internacional sobre la guerra- van decidir que presentarien la ruptura de relacions amb els Estats Units només mitja hora abans de l'inici de l'atac a Pearl Harbor (previst per a les 8.00 hores del 7 de desembre a les illes Hawaii, les 13:30 del mateix dia a Washington). Per assegurar el secret també va decidir no informar els seus representants a Washington de la decisió d'entrar en guerra contra els Estats Units, de manera que després l'1 de desembre van continuar amb les seves gestions diplomàtiques -Kurusu quan va saber mesos després que la guerra ja estava decidida quan el govern japonès el dia 3 de desembre els havia indicat a ell i a Nomura que seguissin amb les seves gestions diplomàtiques, va considerar aquest fet com una tàctica deliberada d'enganyar i confondre l'adversari, el mateix que van pensar els nord-americans -.  de fet Kurusu i Namura van aconseguir que el president Roosevelt li enviés una carta personal a l'emperador a favor de la pau, però va ser retinguda per ordre de l'Estat Major de l'Exèrcit per la qual cosa Hirohito la va rebre només mitja hora abans que s'iniciés l'atac a Pearl Harbor.

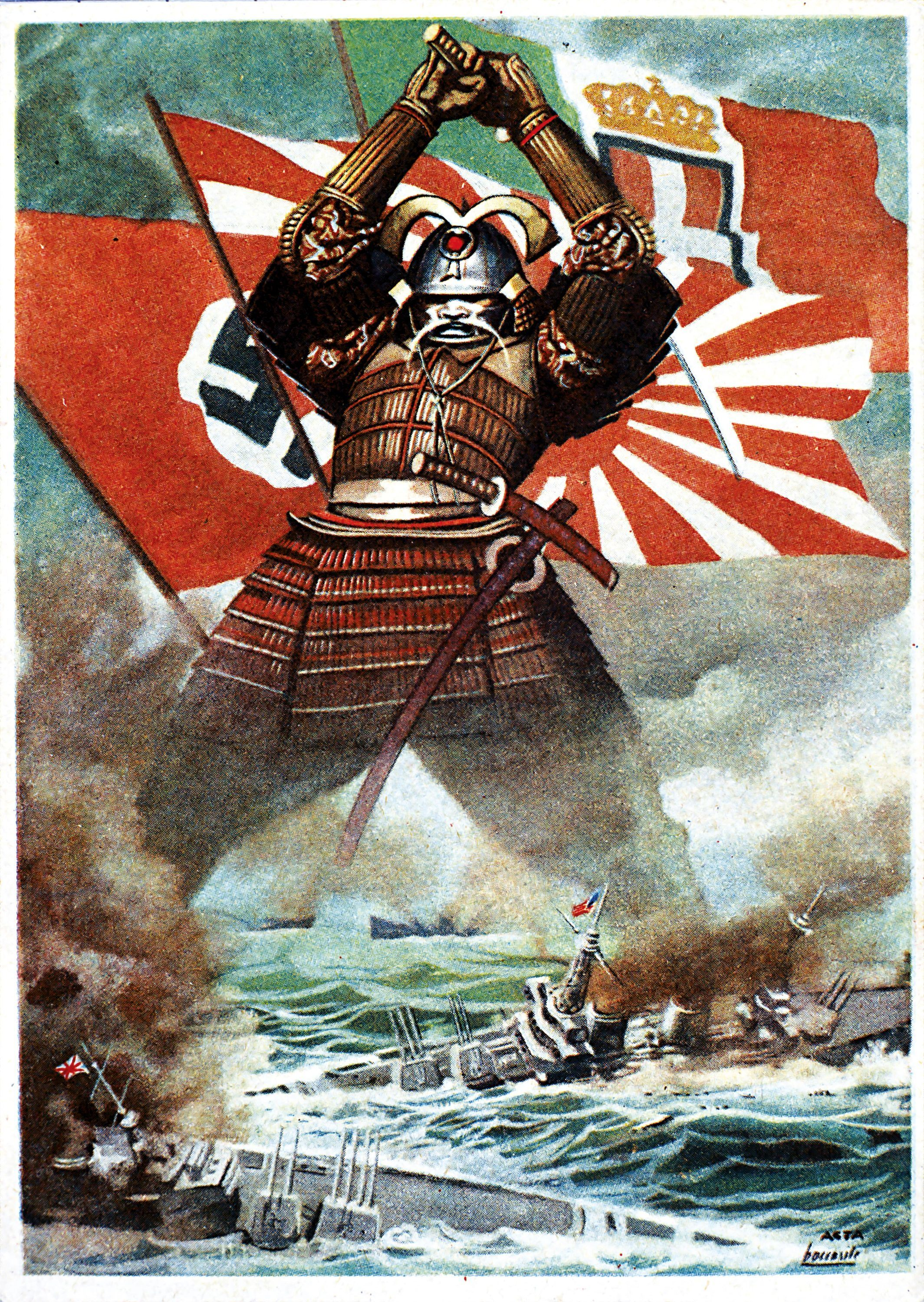
Cartell de propaganda del Pacte Tripartit exaltant l'atac japonès a Pearl Harbor

Cartell de propaganda de guerra americà recordant Pearl Harbor.

El govern japonès va enviar el comunicat de la ruptura de les negociacions -del qual s'havia suprimit la frase que parlava de la possible declaració de guerra japonesa d'acord amb la Convenció de l'Haia - només unes hores abans de l'atac. El comunicat anava acompanyat de l'ordre que no ho lliuressin abans de la 13:00 hores (horari de Washington; 7.30 hores, horari de Hawaii, és a dir, just mitja hora abans de l'inici de l'atac). Però l'ambaixada japonesa va tenir problemes amb el desxifrat i el mecanografiat del document, que constava de catorze punts i una conclusió final, pel que Nomura i Kurusu el van presentar a Hull a les 14:20 hores, quan feia una hora que l'atac a Pearl Harbor havia començat -el que Nomura i Kurusu desconeixien, ja que el seu govern tampoc els havia informat sobre l'operació -. Quan Hull els va rebre van notar que aquest estava furiós -ni els va donar la mà, ni els va convidar a seure -. No podien saber que tant ell com el president Roosevelt coneixien el seu contingut des de les 10 del matí, ja que els serveis d'intel·ligència l'havien interceptat i desxifrat abans que la mateixa ambaixada japonesa -de fet cap a les 12 del matí els comandants de les bases navals i terrestres nord-americanes del Pacífic ja havien estat advertits de l'imminent atac japonès, però no el de Pearl Harbor, a causa de males condicions atmosfèriques (el missatge arribaria quan l'atac japonès ja havia començat) -. A més feia pocs minuts que al secretari d'estat l'havien informat que la base de Pearl Harbor estava sent atacada per avions japonesos. En un moment determinat Hull va deixar de llegir el document que li havien lliurat els representants japonesos i els va dir:
| « | En els meus cinquanta anys de servei públic no he vist un document més ple de falsedats i distorsions: infames falsedats i distorsions a una escala tan monumental que mai vaig imaginar fins avui que algun govern del planeta fos capaç de manifestar-les. | » |

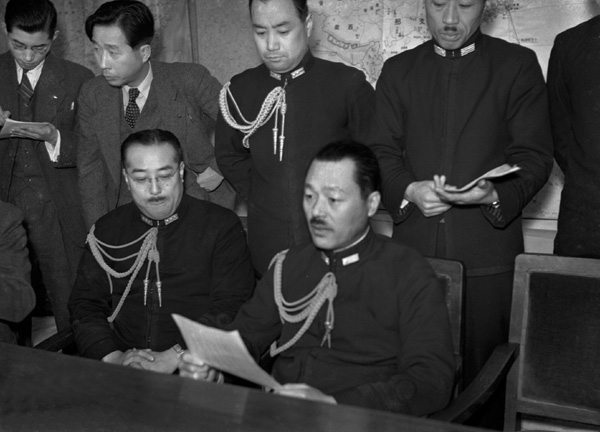
Anunci des de la Caserna General Imperial de l'atac a Pearl Harbor (8 de desembre de 1941).

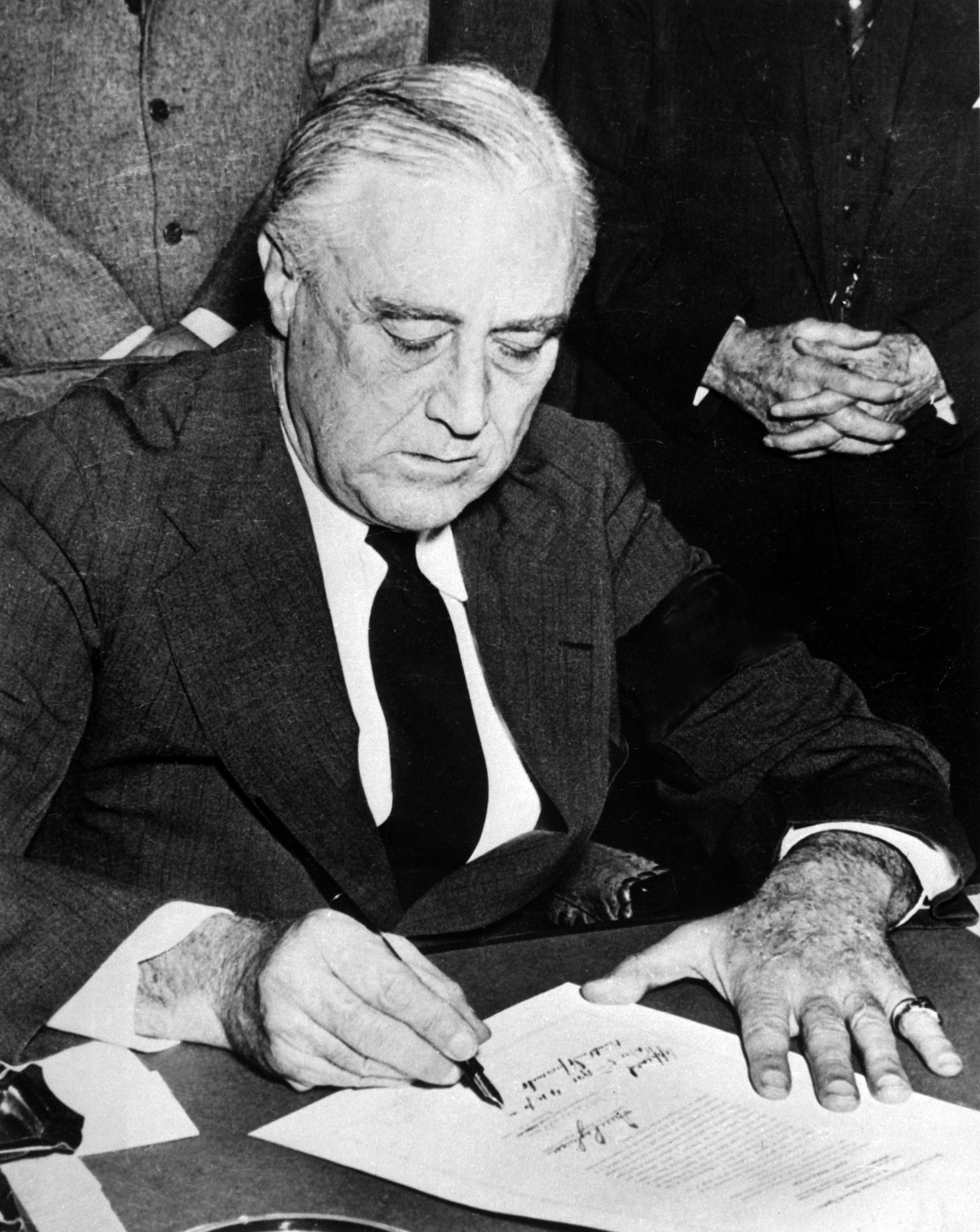
Franklin D. Roosevelt signant la declaració de guerra al Japó.

Kurusu i Nomura van tornar confusos a la seva ambaixada, on van trobar a l'entrada una multitud que els increpava. Va ser llavors quan van saber que el Japó havia atacat als Estats Units per sorpresa i abans d'haver declarat la guerra. Després que haguessin marxat els dos representants japonesos Hull els va cridar «homuncles i pocavergonyes».
En el discurs que va pronunciar l'endemà davant el Congrés per demanar la declaració de guerra al Japó -també conegut com el «discurs de la infàmia» perquè començava dient: «Ahir 7 de desembre de 1941, una data que viurà a la infàmia, Estats Units d'Amèrica va ser atacat sobtada i deliberadament per forces navals i aèries de l'Imperi japonès»-, Roosevelt va denunciar l'abominable conducta japonesa en haver fet servir la diplomàcia per ocultar els preparatius:
| « | Una hora després que els esquadrons aeris japonesos haguessin començat a bombardejar Oahu, l'ambaixador japonès als Estats Units i el seu col·lega van lliurar al secretari d'Estat una resposta formal a un recent missatge nord-americà. Tot i que aquesta resposta afirmava que semblava inútil continuar les negociacions diplomàtiques, no contenia cap amenaça ni al·ludia a la guerra o a un atac armat. | » |

## Conseqüències
La declaració de guerra al Japó va ser aprovada pel Congrés amb l'únic vot en contra de la congressista republicana pacifista per Montana Jeannette Rankin. Roosevelt amb el seu discurs va aconseguir excitar les emocions dels nord-americans i l'aïllacionisme, que fins llavors havia predominat entre l'opinió pública i la classe política, va desaparèixer completament. El crit de batalla «Recorda Pearl Harbor» va galvanitzar a tot el país. El lema procedia d'una cançó que va ser gravada només deu dies després de l'atac i que deia: «Recordem Pearl Harbor quan anem a enfrontar-nos amb l'enemic. Recordem Pearl Harbor, com vam fer amb L'Àlber... Recordem Pearl Harbor i no ens detinguem fins a la victòria!». Com ha assenyalat la historiadora Eri Hotta: «Abans de l'agressió japonesa, a la majoria dels nord-americans Hawai els va haver de semblar un exòtic país estranger… De sobte aquest singular territori d'illes en l'oceà Pacífic es va trobar inextricablement unit a la narració patriòtica nord-americana».
Tres dies després de l'atac uns desconeguts van talar quatre dels més grans cirerers que havien estat plantats al costat de la llacuna del West Potomac Park a Washington DC com a símbol d'amistat entre els Estats Units i el Japó.